# Pologne
« République de Pologne » redirige ici. Pour les autres significations, voir République de Pologne (homonymie).
République de Pologne
(pl) Rzeczpospolita Polska 
La Pologne, en forme longue république de Pologne (en polonais : Polska ; [forme longue] Rzeczpospolita Polska), est un État d'Europe centrale, frontalier avec l'Allemagne à l'ouest, la Tchéquie au sud-ouest, la Slovaquie au sud, l'Ukraine à l'est-sud-est et la Biélorussie à l'est-nord-est, et enfin l'enclave russe de Kaliningrad et la Lituanie au nord-est. 
Par sa population de 38 millions d'habitants au début des années 2020, la Pologne est le trente-septième pays le plus peuplé au monde. Elle est divisée administrativement en voïvodies, elles-mêmes subdivisées en districts (powiats) puis en communes (gminas). C'est une république parlementaire qui a pour monnaie nationale le złoty. Elle est membre de l'Union européenne depuis le 1er mai 2004, du Conseil de l'Europe, du groupe de Visegrád, de l'Organisation mondiale du commerce et de l'Organisation des Nations unies.
De nombreux historiens situent la formation de la Pologne en 966, par Mieszko Ier. Le royaume de Pologne est fondé en 1025. Il est régi par un roi et une diète. En 1569, une association politique liant ce royaume au grand-duché de Lituanie, par l'union de Lublin, donne naissance à la république des Deux Nations, une monarchie élective. Celle-ci est dissoute entre 1772 et 1795 lorsque le territoire de la Pologne est partagé entre la Prusse, l'Empire russe et l'Autriche. C'est en 1918, après la Première Guerre mondiale, que la Pologne retrouve son indépendance et qu'elle devient une république.
Le 1er septembre 1939, à la suite de la signature du Pacte germano-soviétique, son invasion par le Troisième Reich est l'événement déclencheur de la Seconde Guerre mondiale. Deux semaines plus tard, l’allié soviétique de l'Allemagne passe également à l’attaque, prenant ainsi l'armée polonaise en tenaille : la défaite est rapide, accompagnée de pertes importantes, de part et d’autre, en dépit de la brièveté de l’affrontement. Le pays est immédiatement partagé entre les deux assaillants. En 1941, l'Allemagne repousse son ancien allié soviétique jusqu'à Moscou et occupe seule jusqu'en 1944 l'ensemble du territoire polonais, qui est asservi et devient notamment, de même que l'ouest de l'Union soviétique, le lieu de meurtres de masse commis par les nazis, dont l'essentiel de la Shoah. En 1944, un gouvernement provisoire est formé sous le contrôle de l'Union soviétique, qui fait de la Pologne d'après-guerre l'un de ses États satellites ; en 1952, la république de Pologne est rebaptisée « république populaire de Pologne ». En 1989, le gouvernement communiste est tenu en échec lors des premières élections semi-libres ; il doit céder la place : une république parlementaire est restaurée. Dans la décennie et demie qui suit, la Pologne rejoint l'Alliance atlantique puis l'Union européenne.
La culture polonaise est riche. Elle possède dix-sept sites inscrits au patrimoine mondial de l'Unesco et cinquante-quatre sites historiques nationaux sont répertoriés.

## Histoire

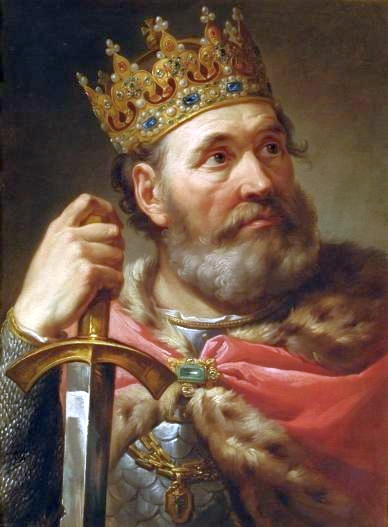
Boleslas Ier de Pologne, le premier roi de Pologne, tenant une épée appelée « Szczerbiec ».

L'histoire de la Pologne commence véritablement au Xe siècle, sous le règne de Mieszko Ier, duc des Polanes (de la dynastie Piast), qui convertit la Pologne naissante au christianisme en 966, puis, par le couronnement de son fils Boleslas Ier le Vaillant, le premier roi de Pologne, sacré en 1025. La Pologne devient rapidement au Moyen Âge une puissance régionale, tout en essayant régulièrement de sortir de l'influence du Saint-Empire romain germanique, et de repousser le Drang nach Osten. C'est ainsi qu'à partir du XIIe siècle, le royaume de Pologne doit lutter contre les chevaliers Teutoniques qui ont colonisé la Prusse et une partie de la Poméranie.
Le pays atteint son apogée aux XVe et XVIe siècles sous la dynastie des Jagellon, après l'union du royaume de Pologne et du grand-duché de Lituanie, donnant naissance à la république des Deux Nations, l'un des plus grands et puissant pays d'Europe. Cependant, durant le XVIIe siècle et surtout le XVIIIe siècle, la République est engagée dans de nombreux conflits militaires qui lui font perdre une grande partie de sa superficie, notamment sous le coup de l'expansion de l'Empire russe. À la fin du XVIIIe siècle, après trois partages, le territoire de la république des Deux Nations est divisé entre la Prusse, l'Autriche et l'Empire russe.
La Pologne ne recouvre que brièvement son indépendance, de 1918 à 1939, puis est à nouveau envahie par l'Allemagne nazie et l'URSS qui se partagent le pays, précipitant l'Europe dans la Seconde Guerre mondiale et provoquant la mort de près de six millions de Polonais. À la fin de la Seconde Guerre mondiale, l'URSS conserve la partie orientale de la Pologne, qui en contrepartie acquiert les territoires de la Poméranie, de la Prusse-Orientale et de la Silésie, régions allemandes depuis plusieurs centaines d'années. Joseph Staline impose la mainmise des Soviétiques sur le pays : la république populaire de Pologne est instituée en 1952, le régime communiste tient jusqu'en 1989. Après avoir retrouvé toute son indépendance, le pays devient membre de l'OTAN en 1999, de l'Union européenne en 2004 et tourne progressivement la page de l'économie planifiée au cours des décennies 1990 et 2000.
Dans les années 2010, l'économie polonaise est l'une des plus dynamiques d'Europe. C'est le seul État européen à ne pas avoir connu la récession lors de la crise économique qui frappe les pays développés en 2008.

### DuXesiècleauXIVesiècle

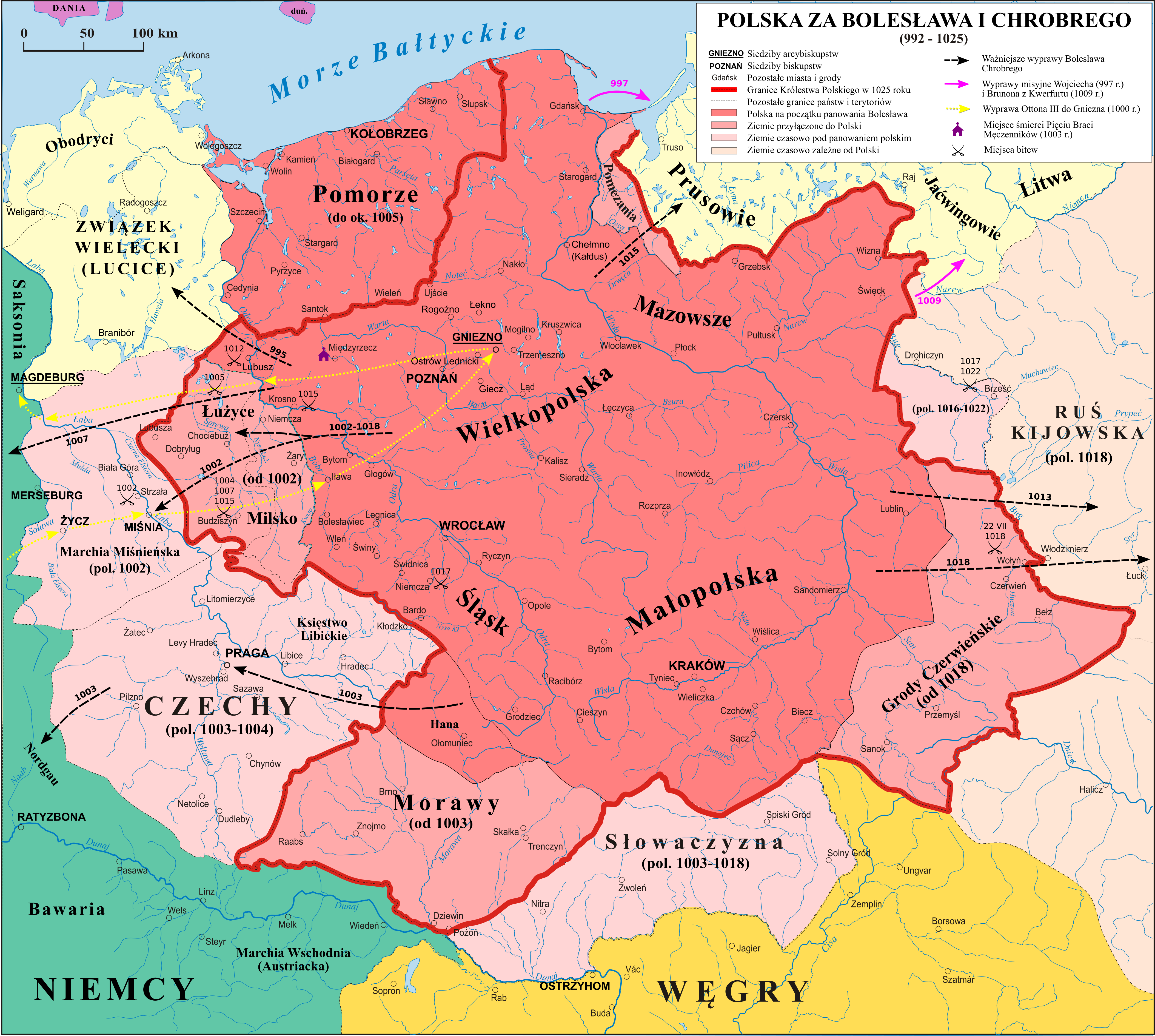
La Pologne entre 992 et 1025.

Fondée au Xe siècle par les Polanes, la Pologne devient au Moyen Âge une puissance incontournable en Europe centrale. Son premier souverain est Mieszko Ier, fondateur de la dynastie Piast qui règne sur la Pologne de 966 à 1370. La capitale est alors Gniezno, au nord de la Posnanie.
Poste avancé de l'Occident catholique romain et cible du Drang nach Osten, la poussée germanique vers l'est, elle fait face aux mondes orthodoxe (en Russie, Biélorussie et Ukraine), païen (les Baltes sont tardivement christianisés) et musulman, sous la poussée turco-mongole. Située au carrefour de plusieurs mondes, et dépourvue de frontières naturelles, la Pologne est extrêmement exposée aux invasions. L'invasion de la Horde d'or mongole de 1248 à 1275 ruine le pays. Casimir III le Grand, dernier roi de la dynastie des Piast, unifie la Pologne.
En 1386, la reine de Pologne, Hedwige d'Anjou et le grand-duc de Lituanie, Ladislas II Jagellon signent l’accord de l’union de Krewo qui marque le commencement de l'union de Pologne-Lituanie, sous la dynastie lituanienne des Jagellon. La dynastie Jagellon réunit pour une petite période les couronnes de Bohême (1471-1526) et de Hongrie (1490-1526) à celle de Pologne.

### De la fin duXIVesiècleauXVIesiècle
La république des Deux Nations (Rzeczpospolita Obojga Narodów), extension de l'Union de Pologne-Lituanie, en existence depuis 1386, est concrétisée par la signature, en 1569, du traité de l'Union de Lublin qui unit le royaume de Pologne et le grand-duché de Lituanie en un seul État. Le royaume couvre alors un territoire qui va de la mer Baltique à la mer Noire et jusqu'aux portes de Moscou. La capitale est alors Cracovie, en Petite-Pologne.

Tabula moderna Poloniæ Ungariæ Boemiæ Germaniæ Russiae Lithunæ, 1548.

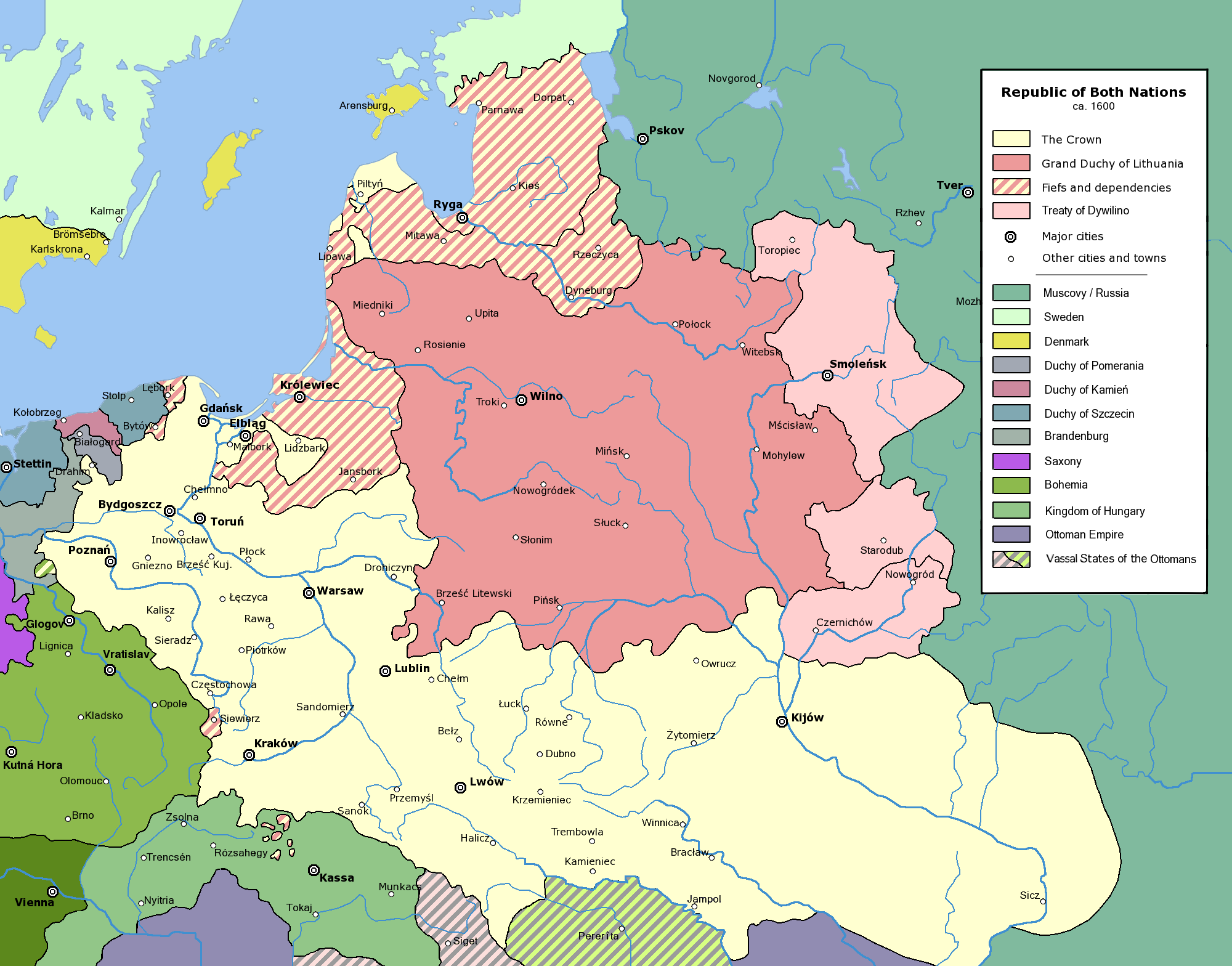
La république des Deux Nations après l’union de Lublin.

La Rzeczpospolita est un système politique inédit depuis la Rome antique, où l'aristocratie exerce une sorte de démocratie parlementaire. Le roi est en effet élu par ses pairs, selon le principe de la monarchie élective. Cette « république » donne le droit de vote à la seule szlachta, mais cette noblesse polonaise représente toutefois presque 15 % de la population et plus encore autour de Varsovie, devenue capitale en 1596. Les nobles obligent le roi à céder de ses prérogatives, notamment en ce qui concerne les impôts, l'armée et la justice. Ainsi, le monarque polonais, à l'époque où les monarchies européennes « s'absolutisent », est au contraire affaibli.
La tolérance religieuse est une autre caractéristique majeure de la Rzeczpospolita. Si la majeure partie des paysans est restée catholique (dans les années 1980, 9 Polonais sur 10 sont baptisés), de nombreux nobles se sont convertis au protestantisme, luthéranisme, mais surtout calvinisme. La Pologne a donné abri, en particulier dans la ville de Leszno, aux Frères tchèques qui veulent échapper à la re-catholicisation de la Bohême entreprise par les Habsbourg.
Enfin, la Rzeczpospolita compte alors une très importante population juive (5 à 10 % de la population totale), en particulier dans les villes et surtout dans la partie orientale du pays.

### DuXVIIesiècleauXVIIIesiècle

Jean III Sobieski a vaincu les Turcs au siège de Vienne.

Mais, cette tolérance religieuse se réduit progressivement au XVIe siècle, en particulier après 1655, quand la Suède protestante envahit la Pologne et est arrêtée à Częstochowa, devant le sanctuaire marial de Jasna Góra, dont le prieur, Augustyn Kordecki, est à la tête de troupes numériquement très inférieures. Le règne de Jean III Sobieski (1674-1696) est marqué par la construction, à partir de 1677, du palais de Wilanów à Varsovie, et par la victoire de ses troupes en 1683, appelées en renfort par les puissances européennes et le Pape pour faire face à une offensive turque de grande ampleur sous les murs de Vienne. Cette victoire militaire a une conséquence politique importante, car les Habsbourg, traditionnels rivaux des Polonais, sont sauvés et partagent plus tard le pays avec la Russie et la Prusse. Cette victoire est aussi à l'origine des croissants, les premières viennoiseries, dont la forme rappelle le symbole du drapeau ottoman.

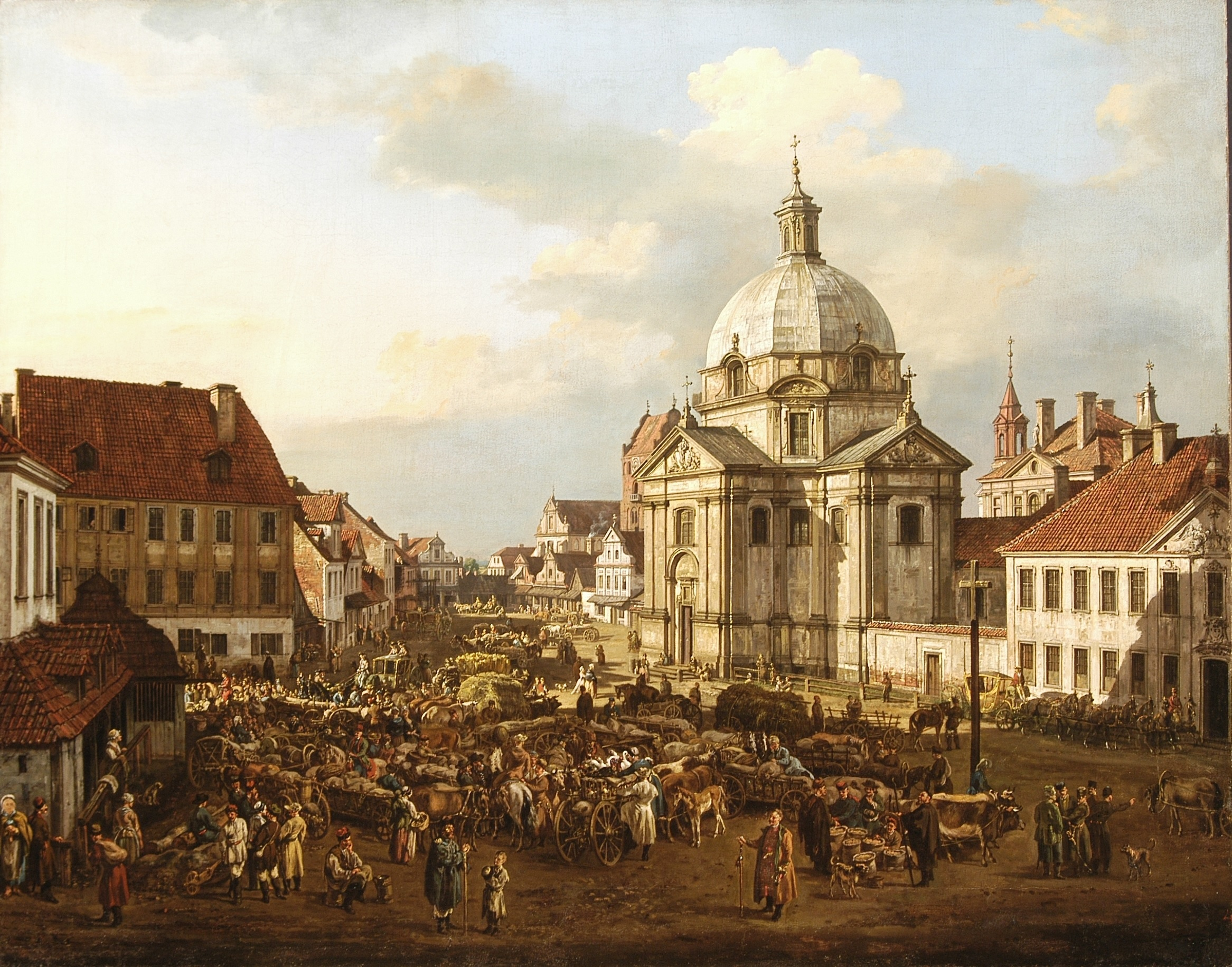
Varsovie en 1770, peinte par Bernardo Bellotto.

### De la fin duXVIIIesiècleauXIXesiècle

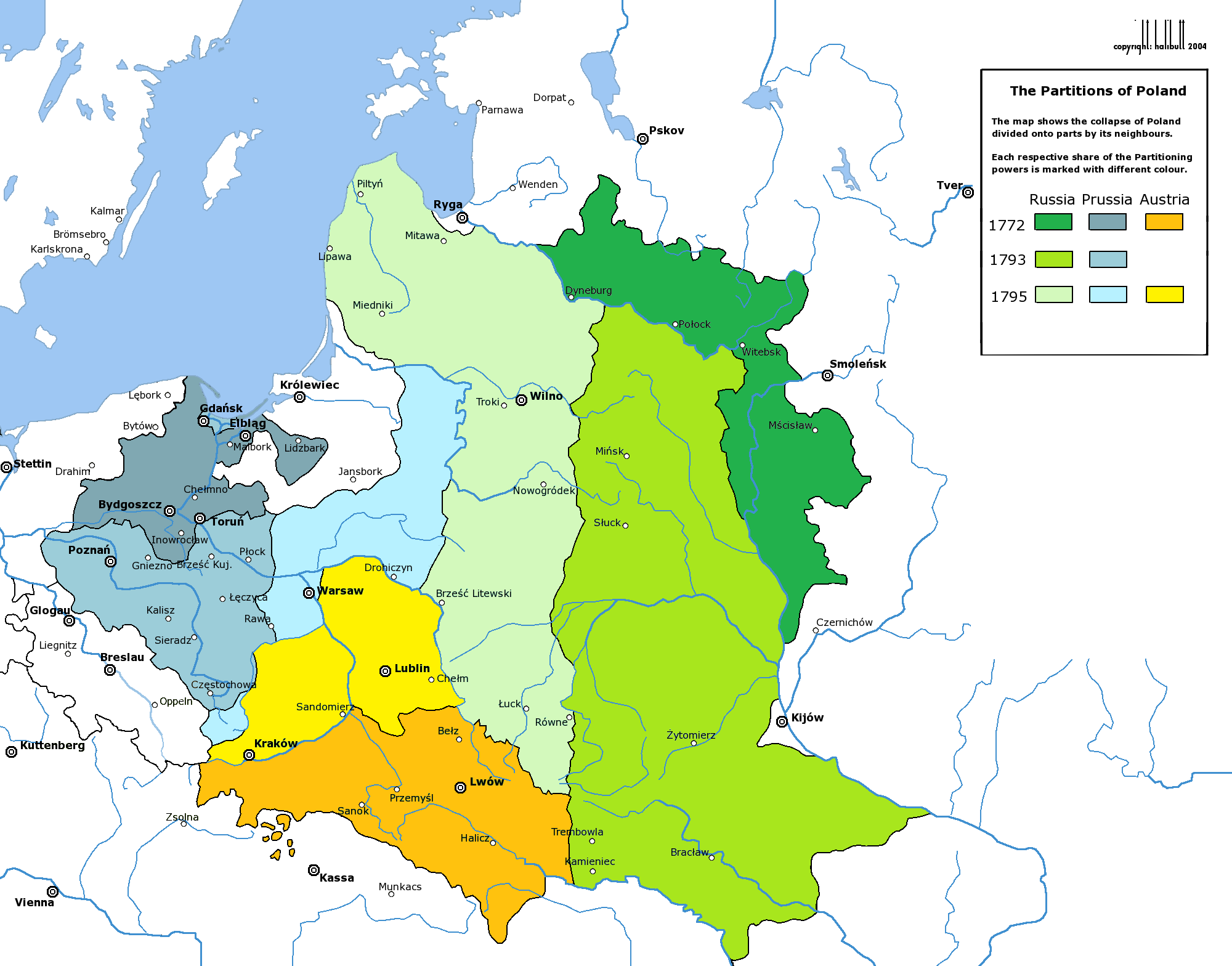
Les trois partages successifs de la Pologne.

La Rzeczpospolita est peu à peu victime d'un long déclin, du fait de son système politique anarchique, et des nombreuses invasions (suédoises, russes, turques, prussiennes). À la fin du XVIIIe siècle, la Pologne perd son indépendance, les partages de la Pologne se succèdent entre 1772, 1793 et 1795.
La première partition de la Pologne, en 1772, conduit à un sursaut civique. Ce sursaut mène en 1791 à la proclamation de la Constitution polonaise du 3 mai 1791, nettement moins « révolutionnaire » que celle de la France, mais, néanmoins perçue comme trop dangereuse pour ses voisins, d'où le deuxième partage, qui provoque une révolte menée par un héros de la guerre d'indépendance américaine, Tadeusz Kościuszko. Cette révolte sert de prétexte au troisième partage, quand le royaume de Pologne est rayé de la carte.

### XIXesiècle

#### Rivalité pour la possession de la Pologne
Tout au long du XIXe siècle, exception faite de la fin de la période napoléonienne et du duché de Varsovie, la Pologne est niée comme entité nationale, écartelée, partagée entre la Russie, la Prusse (puis l'Allemagne) et l'Autriche (puis l'Autriche-Hongrie).

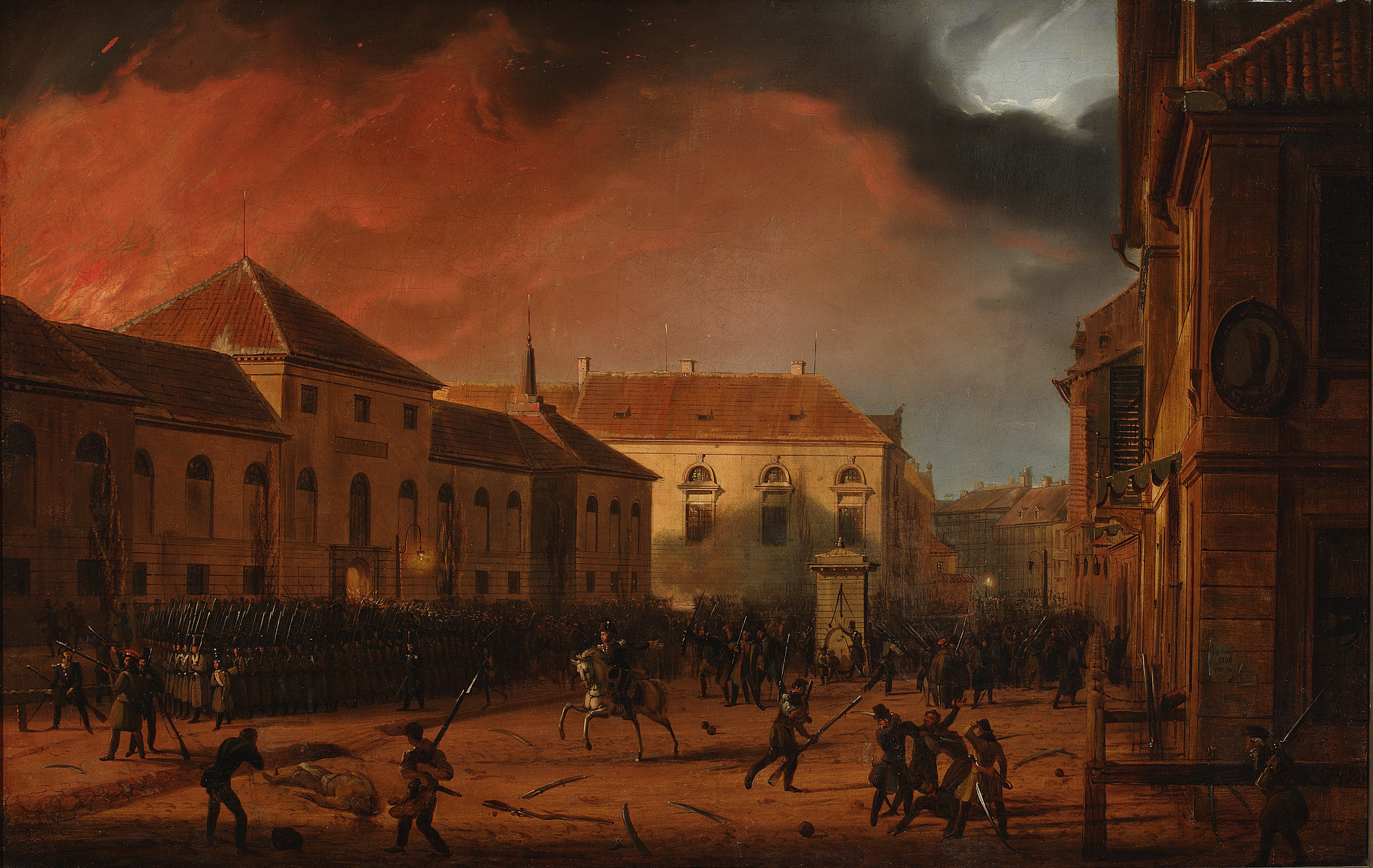
La Prise de l'Arsenal (de Marcin Zaleski) durant l'insurrection de novembre 1830.

Cette période est marquée par une succession de révoltes et d'insurrections nationales, notamment :
- l'insurrection de novembre 1830-1831 ;
- l'insurrection de Grande-Pologne (1848) ;
- l'insurrection de Janvier en 1863.

Dans les années 1890 des dizaines de milliers de travailleurs polonais émigrent en Allemagne vers la Ruhr pour s'embaucher dans les mines de charbon. À la fin de la Première Guerre mondiale, certains reviennent en Pologne mais la plus grande partie est embauchée par les industriels français souhaitant relancer leur économie, en raison de leur savoir-faire. Environ 50 000 d'entre eux arrivent ainsi en France au début des années 1920, dont près des deux tiers dans le bassin minier du Nord-Pas-de-Calais.

### XXesiècle

#### Deuxième République

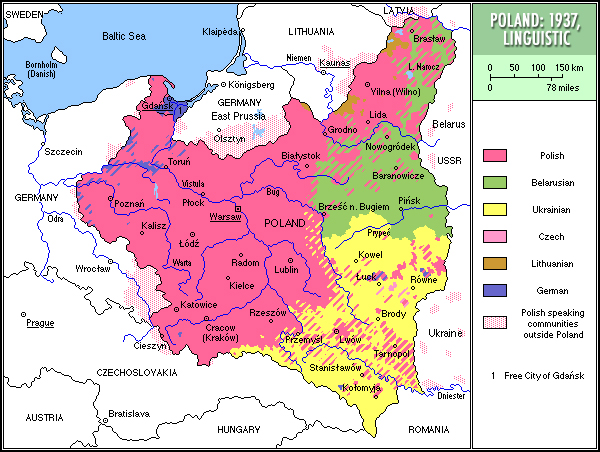
La Pologne entre 1921 et 1939, carte linguistique.

La Pologne ne recouvre son indépendance qu'en novembre 1918 et fonde alors une Deuxième République, dont l'indépendance est reconnue par le petit traité de Versailles en juin 1919. Dès son indépendance, la guerre soviéto-polonaise de 1919-1921 l'oppose à la Russie bolchévique. Comme dans la plupart des pays d'Europe du Centre-Est, à l'exception de la Tchécoslovaquie, les idéaux démocratiques des premiers temps durent peu. Le régime évolue vers une forme semi-autoritaire, notamment sous l'influence du maréchal Józef Piłsudski, qui prend le pouvoir en 1926, tout en conservant des élections libres.

#### Seconde Guerre mondiale

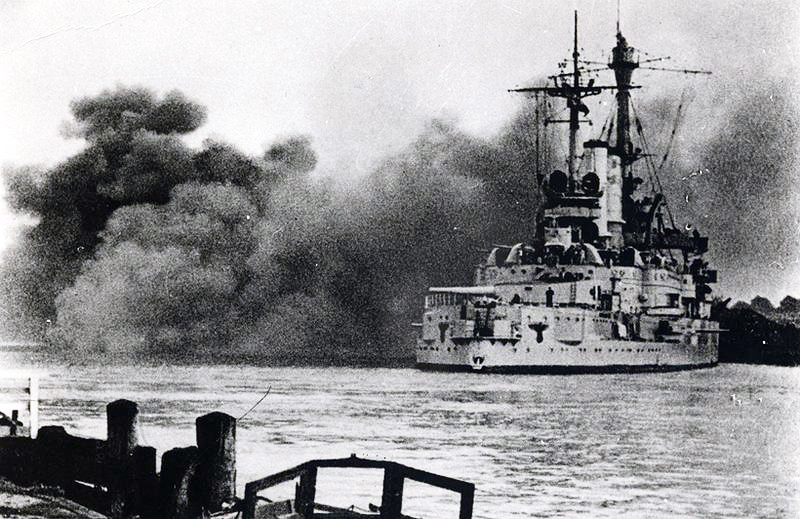
Attaque du cuirassé allemand Schleswig-Holstein à Westerplatte, le 1 septembre 1939.

La Pologne est envahie par les forces allemandes et slovaques le 1er septembre 1939 (campagne de Pologne), déclenchant la Seconde Guerre mondiale. La Wehrmacht atteint les faubourgs de Varsovie en sept jours grâce à sa stratégie du « Blitzkrieg » et à sa supériorité technologique (la ville ne capitule cependant que le 28 septembre 1939). Conformément aux accords secrets du Pacte germano-soviétique signé le 23 août 1939, soit une semaine avant le début de l'invasion allemande, l'URSS envahit à son tour la Pologne, à partir du 17 septembre.
Au début de la guerre, le président de la République Ignacy Mościcki et le gouvernement polonais pensent obtenir droit de passage en Roumanie, le 17 septembre 1939, après l'invasion soviétique de la Pologne, mais sont internés par les autorités roumaines sous la pression allemande. En vertu de la Constitution polonaise d'avril 1935 qui le prévoit explicitement, le président de la République transmet alors sa charge, le 29 septembre 1939, à un successeur désigné, Władysław Raczkiewicz qui nomme comme Premier ministre le général Władysław Sikorski.
Le Gouvernement polonais en exil est constitué et accueilli en France, à Paris, puis Angers. Le président de la République et les divers ministères polonais s'installent au château de Pignerolle (au sud-est d'Angers) ainsi qu'à Angers même, ce dès novembre 1939, qui devient de fait la capitale politique de la Pologne, à titre temporaire. Le gouvernement officiel polonais en exil officie jusqu'à l'invasion de la France par les troupes allemandes en juin 1940. Refusant l'armistice que l'allié français cherche à imposer aux troupes polonaises reconstituées sur le sol français, les autorités polonaises en exil se réfugient alors à Londres pour continuer le combat.

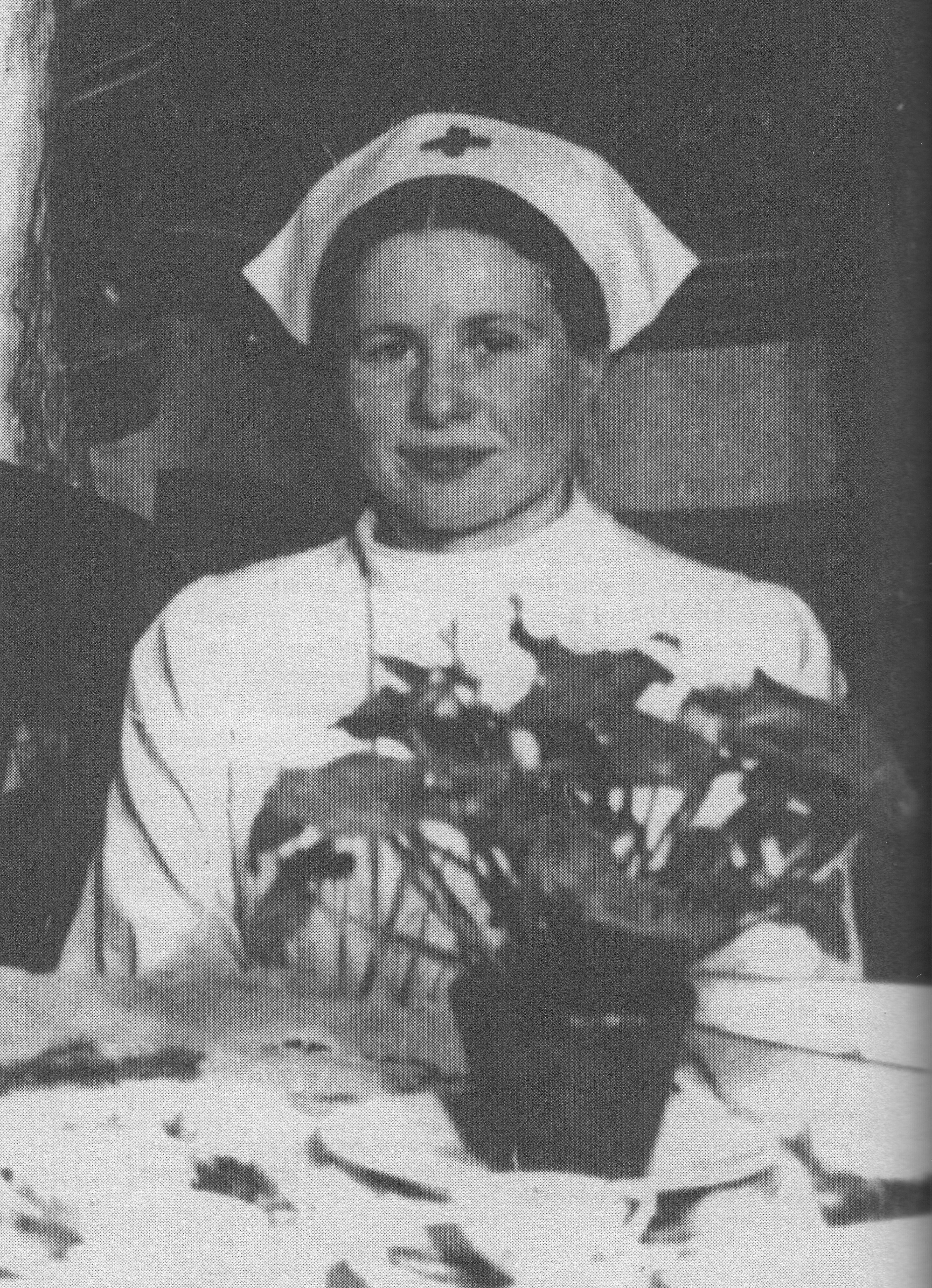
Irena Sendler est une militante polonaise catholique qui sauva 2500 enfants juifs (Ghetto de Varsovie) et fut déclarée Juste parmi les nations (Yad Vashem).

La Pologne en tant qu'État (388 390 km2 en 1939) disparaît donc pour la quatrième fois de son histoire, partagée cette fois-ci entre l'Allemagne nazie (216 219 km2) et l'Union soviétique (172 171 km2). Le régime nazi annexe une partie du territoire qu’il contrôle et instaure dans le reste (un quart du territoire de 1939) une administration subordonnée, le « Gouvernement général ». La partie envahie par l'URSS est annexée puis répartie entre ses deux républiques soviétiques : la Biélorussie et l’Ukraine. Dans cette partie orientale, l'armée soviétique est diversement accueillie par les populations locales majoritairement biélorusses, juives et ukrainiennes (devenues polonaises en 1920 à la suite de la paix de Riga) qui craignent les réquisitions et le NKVD, lequel les dresse les unes contre les autres en encourageant la délation.
Des deux côtés, les nazis et le NKVD procèdent à l'éradication de l'élite polonaise : côté est, intellectuels, officiers, fonctionnaires, religieux, propriétaires terriens sont déportés en URSS, voire assassinés comme à Katyń ; côté ouest, les nazis entendent ouvertement transformer les Polonais, considérés comme des « sous-hommes », en un « peuple d'esclaves » et plongent le pays dans une terreur totale et meurtrière, responsable de la disparition en six ans de près de 20 % de la population totale. Dès les premiers jours, les élites polonaises sont systématiquement exterminées par les Einsatzgruppen et le SD, entraînant la mort de plus de 50 000 membres du clergé, de l'aristocratie, du corps enseignant et universitaire. Les théâtres, les séminaires, les journaux, l'enseignement secondaire et supérieur sont fermés. Deux millions de civils sont raflés et envoyés au travail forcé dans le Reich, où ils subissent mauvais traitements et discriminations systématiques. Tortures, pendaisons de masse et massacres de villages entiers deviennent quotidiens.

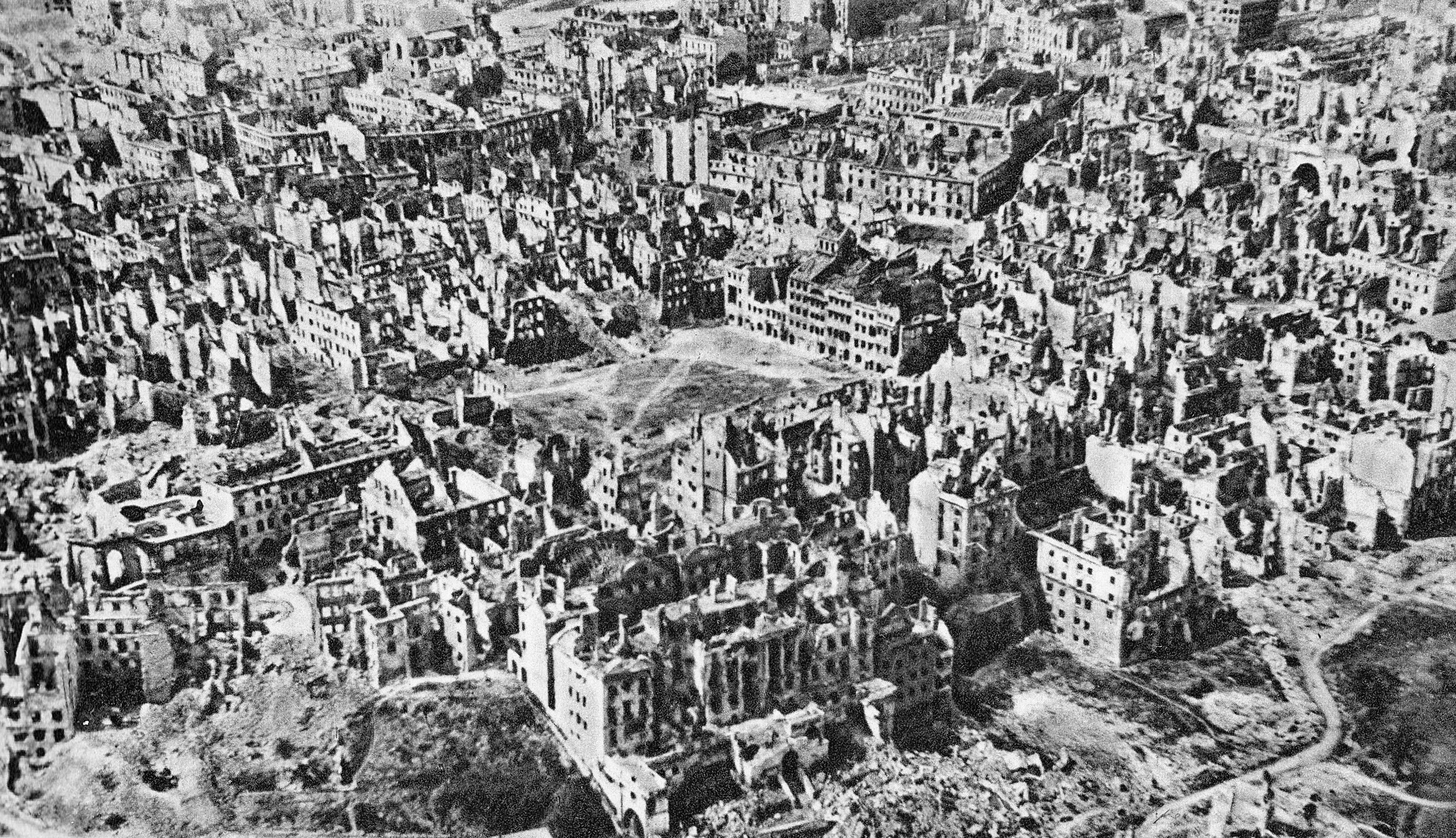
Ruines de Varsovie. La capitale de la Pologne a été presque complètement détruite.

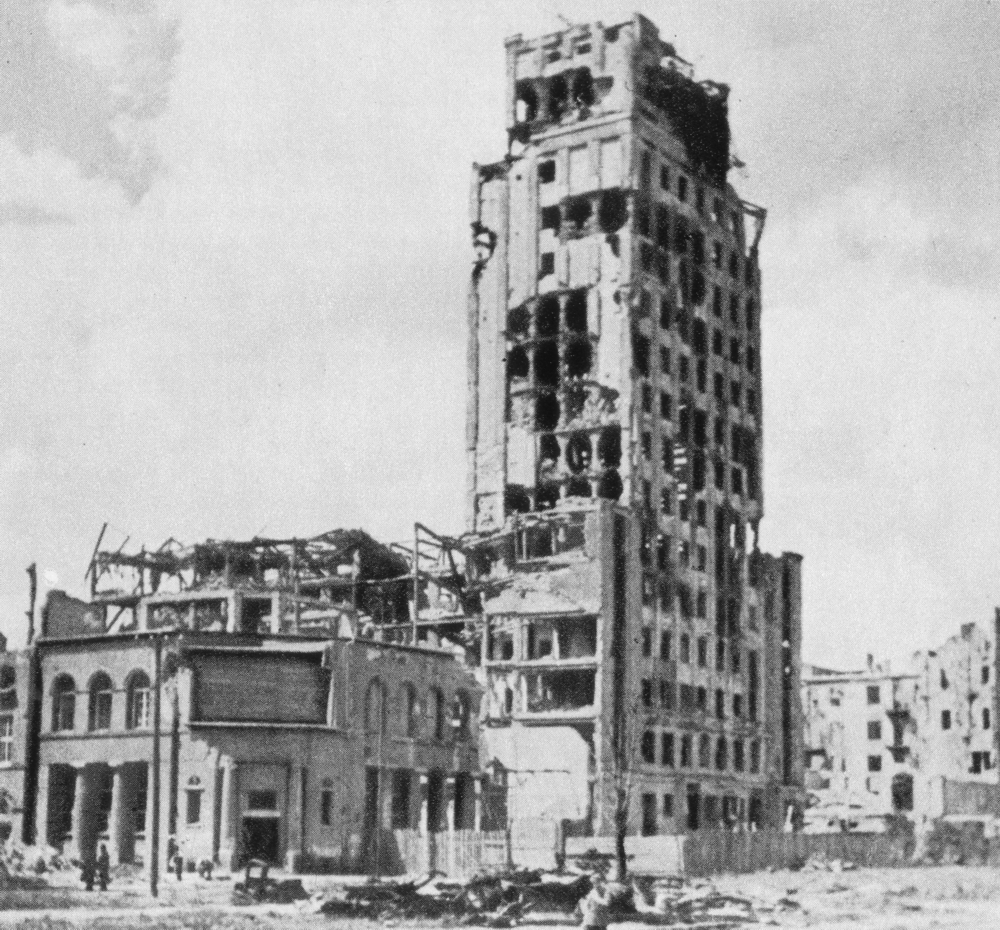
Bâtiment prudentiel à Varsovie, détruit par les Allemands.

À partir de l'été 1941, date du déclenchement de l'invasion de l'Union soviétique, par laquelle l'Allemagne rompt avec son allié de 1939, la Pologne devient aussi le terrain principal de la mise en œuvre du génocide des Juifs d'Europe occupée par l'Allemagne nazie. Spoliée, terrorisée et réduite à une grande misère dans des ghettos surpeuplés et affamés (dont le ghetto de Varsovie, rasé après son insurrection du 19 avril 1943, ou celui de Cracovie), la communauté juive de Pologne, jusque-là la première du monde par l'effectif, est anéantie à 97 %. Les moyens de cette extermination sont les fusillades, les camions à gaz et les chambres à gaz des camps d'extermination de Bełżec, Sobibór, Treblinka, Maidanek, Chełmno et surtout Auschwitz-Birkenau, où périrent au total un million de juifs déportés de toute l'Europe, ainsi que 30 000 Roms et des résistants, notamment polonais catholiques.
Durant la guerre et, en particulier, à partir de 1942, les autorités polonaises en exil, alimentées en informations de première main par la Résistance intérieure, fournissent aux gouvernements alliés et aux opinions publiques du monde libre les rapports les plus précoces et les plus précis sur l'extermination en cours des populations juives — et appellent en vain à des actions spécifiques pour mettre fin à l'extermination.
En 1943, l'Armée insurrectionnelle ukrainienne (UPA) massacre entre 40 000 et 60 000 civils polonais en copiant les méthodes des nazis sur la purification ethnique,.

L'insurrection de Varsovie : l'armée polonaise de l'intérieur tente de libérer Varsovie de l'occupation allemande attendant, en vain, l'arrivée de l'Armée rouge.

En tout, la terreur nazie fait périr trois millions de Polonais catholiques et autant de Polonais juifs. Une puissante résistance, autour de l'Armia Krajowa (AK), parvient à mettre sur pied un véritable État clandestin, disposant de ses ministres, de sa justice, de son administration et de son réseau d'enseignement secret. Du 1er août au 2 octobre 1944, l'insurrection de Varsovie est réduite par les nazis au prix de la mort de 200 000 personnes et de la destruction à 85 % de la capitale polonaise, à laquelle l'Armée rouge, arrêtée aux portes de la ville, n'apporte volontairement aucune aide, favorisant ainsi l’élimination rapide de l'élite non communiste.
Comme au XIXe siècle, les armées polonaises luttent sur de nombreux fronts, en France en 1940, dans le ciel de Londres pendant le Blitz, ou de l'Afrique du Nord à l'Italie en passant par la Normandie. À partir de 1941, elles constituent par leurs effectifs la 4e armée alliée lors du conflit aux côtés des soldats soviétiques, américains, britanniques et français, et même la 2e armée alliée (après la Grande-Bretagne) après la défaite française de 1940 et avant le changement de camp de l’Union soviétique en juin 1941. Des exilés participent aussi à la Résistance intérieure française, notamment dans l’Organisation polonaise de lutte pour l'indépendance (la POWN) particulièrement active dans le Nord de la France ou au sein du réseau F2, intégralement polonais lors de sa création.

#### Pologne communiste
À la fin du second conflit mondial, la Pologne, pourtant pays allié, perd 75 711 km2 par rapport à son étendue de 1939 et est déplacée de 300 km en moyenne vers l'ouest, laissant ses territoires orientaux (notamment la Polésie et la Galicie orientale) à l'URSS, mais recevant en échange le sud de la Prusse-Orientale, la Poméranie orientale et la Silésie prises au Troisième Reich, et en grande partie vidées de leurs habitants allemands, installés là depuis près de huit siècles. Dans cette nouvelle Pologne qui retrouve grosso modo ses frontières du XIIIe siècle, les Soviétiques imposent le PKWN pro-communiste au pouvoir : le pays devient une république dite « populaire » (mais en fait une dictature à parti unique) membre du Pacte de Varsovie.
En juin 1956, un soulèvement ouvrier à Poznań annonce les manifestations massives d'octobre 1956, qui obligent les Soviétiques à accepter l'arrivée au pouvoir de Władysław Gomułka, un communiste réputé réformateur (en partie à tort). Celui-ci est évincé en 1970 au profit de Edward Gierek lors de grèves ouvrières importantes contre la hausse des prix alimentaires. En 1968, après la guerre des Six Jours, le régime tente de faire diversion par une campagne antisémite responsable du départ de la plupart des derniers juifs de Pologne.
En août de la même année, l'armée polonaise est obligée de participer, avec quatre autres pays du « bloc de l'Est » à l'occupation soviétique de la Tchécoslovaquie. Elle s'en retire rapidement, mais l'intervention laisse des traces[Lesquelles ?]. Pour protester contre cette occupation, le Polonais Ryszard Siwiec s'immole à Varsovie le 8 septembre 1968. Son suicide reste très longtemps méconnu car le régime parvient à étouffer toute information le concernant. Ce n'est qu'en 1991 que le cinéaste Maciej Drygas peut tourner une reconstitution documentaire sur Siwiec, Usłyszcie mój krzyk (« Entendez mon cri »).

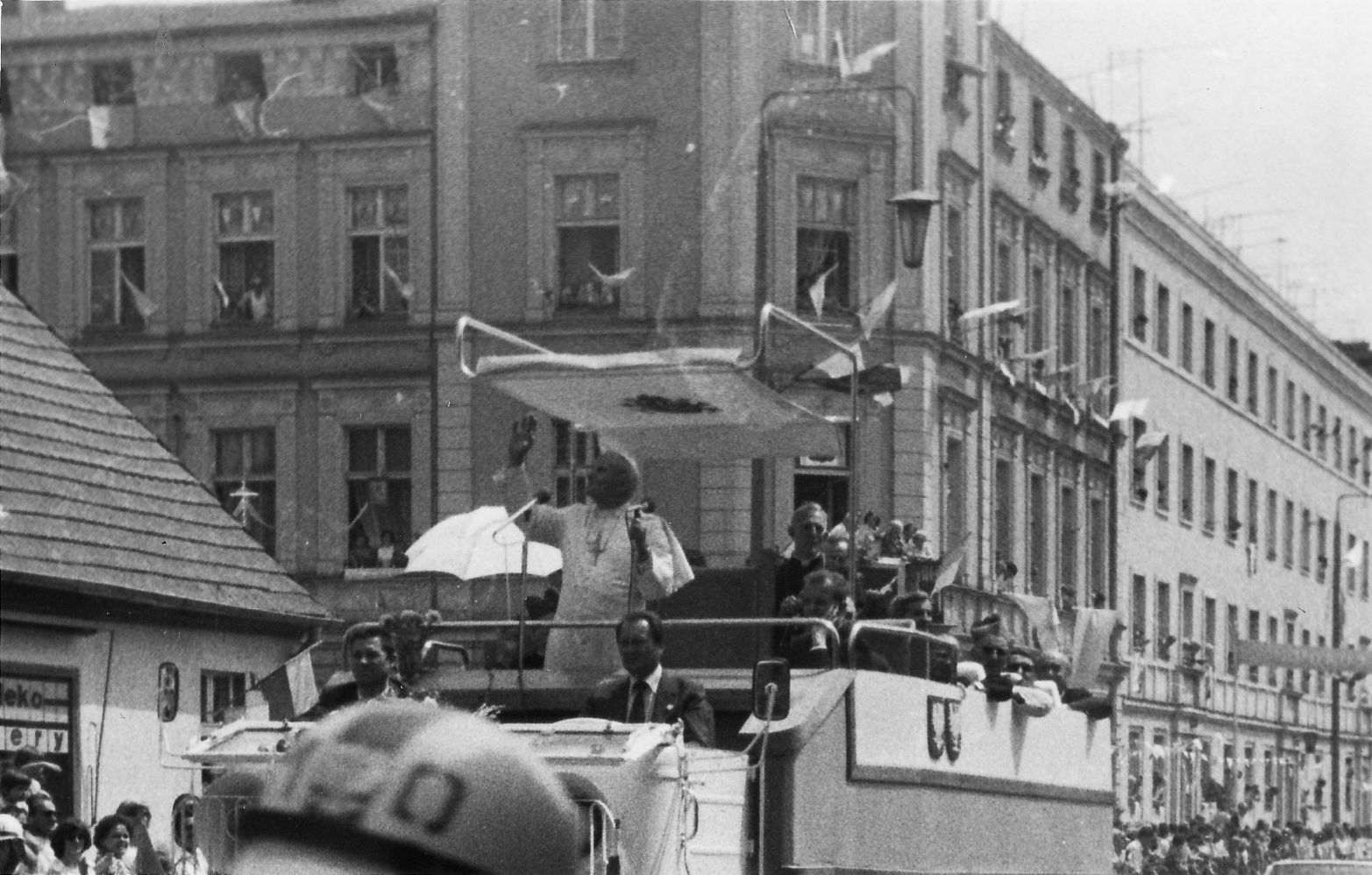
Le pape Jean-Paul II lors de sa première visite en Pologne (1979).

Dans les années 1970 et 1980, de violentes révoltes éclatent à nouveau dans le pays. Dans ce climat, l'élection sur le trône de Saint-Pierre de l'archevêque de Cracovie, Karol Wojtyła (Jean-Paul II), en octobre 1978, est vécue par les autorités communistes comme une provocation.

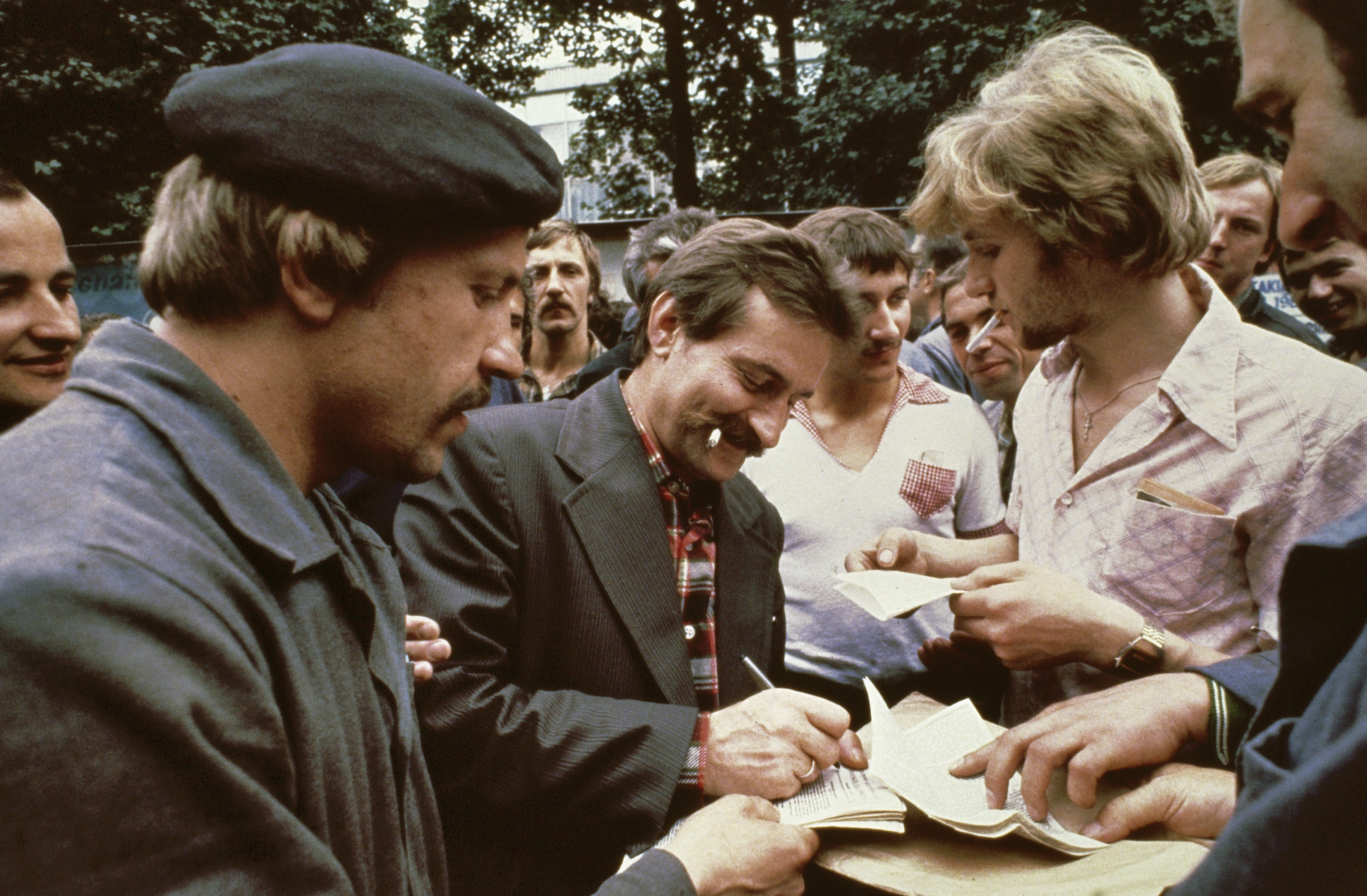
Lech Wałęsa signe des autographes pendant la grève du chantier naval de Gdańsk (1980).

En 1980 naît le syndicat indépendant Solidarność (« Solidarité »), dirigé par Lech Wałęsa, d'abord interdit, puis reconnu à contre-cœur par les autorités. Il regroupe vite plusieurs millions d'ouvriers soutenus par les intellectuels réformateurs. Le général Wojciech Jaruzelski déclare la loi martiale dans la nuit du 12 au 13 décembre 1981 : la plupart des meneurs du syndicat sont internés pendant plusieurs mois. La mort de Léonid Brejnev, en novembre 1982 à Moscou, anticipe leur libération (Lech Wałęsa est d’ailleurs libéré le jour des funérailles de l’ancien maître du Kremlin). Malgré l’instauration de l’état de siège, le pouvoir communiste ne parvient pas à étouffer la fronde syndicale et les revendications populaires, les grèves et les manifestations s'amplifiant d'année en année.

### IIIeRépublique

#### 1989-1995: avènement de la démocratie
En 1989, le général Wojciech Jaruzelski cumule les fonctions de chef de l'État (président du Conseil d’État de la république populaire de Pologne) et de Premier secrétaire du Parti ouvrier unifié polonais (le POUP) dans un climat de révolte généralisée. Incapable de réinstaurer une « normalité socialiste », le pouvoir est contraint de tenir des « Tables rondes », réunions entre le gouvernement et le syndicat Solidarność (de fait reconnu comme un interlocuteur incontournable), qui permettent la tenue d’élections législatives partiellement libres ; celles-ci ont lieu en juin 1989 et consacrent une large victoire aux membres de Solidarność et à leurs alliés. Les termes de l’accord conclu à l’issue des « Tables rondes » prévoyant une candidature unique à la fonction nouvellement créée de président de la République, Wojciech Jaruzelski est le premier à occuper ce poste, mais sa légitimité est quasi nulle : il nomme un tout dernier gouvernement communiste qui tient à peine deux mois avant de se résoudre à appeler Tadeusz Mazowiecki pour former le premier gouvernement non communiste depuis la fin de la Seconde Guerre mondiale (le 24 août 1989), événement qui provoque, d'abord un exode d'Allemands de l'Est vers la Pologne, et moins de trois mois plus tard la chute du mur de Berlin.
Le 1er janvier 1990, la IIIe République est proclamée ; des élections présidentielles ont lieu au cours de cette même année, celles-ci sont largement remportées par Lech Wałęsa, mais l’instabilité politique demeure : Mazowiecki démissionne en janvier 1991, remplacé par l’économiste libéral Jan Krzysztof Bielecki, qui démissionne à son tour en décembre de la même année, puis par Jan Olszewski (jusqu’en juin 1992). C'est à cette époque qu'est institué entre l'Allemagne, la France et la Pologne le « triangle de Weimar », cadre de rencontres régulières visant alors à permettre de soutenir activement le rapprochement de la Pologne au système de sécurité transatlantique de l'Organisation du traité de l'Atlantique nord (l'OTAN) et de préparer au mieux sa future adhésion à l'Union européenne (l’UE). Ces deux objectifs sont couronnés de succès : la Pologne intègre l'OTAN en 1999 et adhèrera à l'UE le 1er mai 2004.
En 1992 Waldemar Pawlak, le leader du Parti paysan, tente de former un gouvernement. Au terme de 33 jours de négociations infructueuses, c’est finalement Hanna Suchocka qui prend la tête d'un gouvernement de coalition de centre-droit, devenant la première femme à occuper le poste de chef du gouvernement en Pologne. En 1993, alors que les troupes russes quittent la Pologne, Solidarność subit une défaite aux élections législatives qui contraint Wałęsa à nommer à nouveau Waldemar Pawlak au poste de président du Conseil des ministres.

#### 1995-2005: deux mandats du présidentKwaśniewski

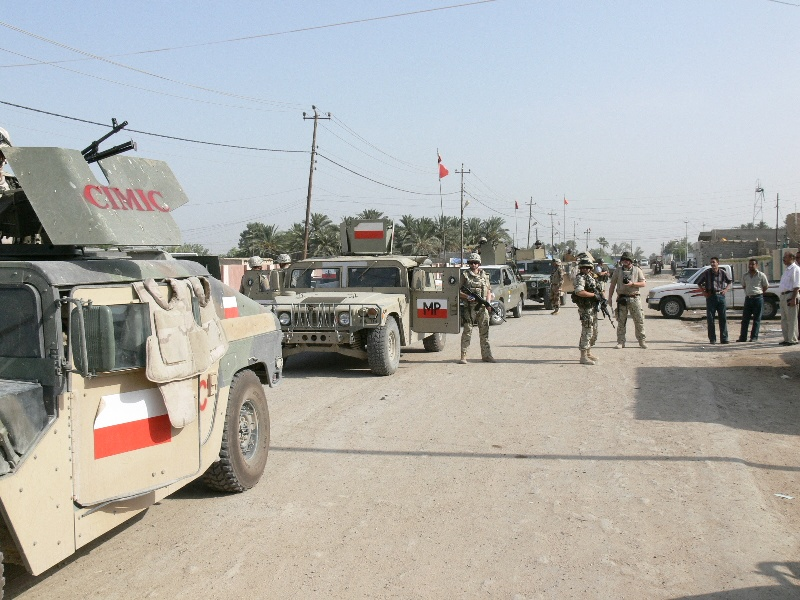
Soldats polonais en Irak (2005).

En 1995, Lech Wałesa se présente à sa propre succession ; il est battu par Aleksander Kwaśniewski, jeune leader du parti social-démocrate refondé sur les ruines de l’ancien parti communiste. Le premier gouvernement du président Kwaśniewski est dirigé par Józef Oleksy, l’ancien ministre des Relations avec les syndicats qui avait participé aux négociations de la « Table ronde ». Soupçonné d’intelligence avec les Soviétiques par le passé, ce dernier démissionne en janvier 1996 et laisse la place à Włodzimierz Cimoszewicz.
En 1997, à la suite d'élections législatives remportées par la droite, s'ouvre une période de cohabitation : Jerzy Buzek (président du Parlement européen de 2009 à 2012) devient président du Conseil des ministres. Cette année-là voit l'adoption de la Constitution définitive instituant la Troisième République.
Kwaśniewski est réélu président de la République en 2000 et cette victoire de la gauche est confirmée aux législatives de l'année suivante ; Leszek Miller est nommé à la tête du gouvernement. En 2003, la Pologne prend part à la guerre d'Irak et les États-Unis lui attribuent le commandement d'une zone d'occupation (l'Armée polonaise reste engagée en Irak jusqu'au 4 octobre 2008). Le 1er mai 2004, elle intègre l'Union européenne. Miller remet la démission de son gouvernement à la suite de scandales de corruption à répétition qui le rendent très impopulaire ; Marek Belka lui succède mais ne parvient pas à enrayer le déclin de la gauche dans l'opinion.

#### 2005-2007: victoire des conservateurs et des nationaux-catholiques
Le 23 octobre 2005, le maire de Varsovie et candidat du parti conservateur Droit et justice (PiS) à l'élection présidentielle, Lech Kaczyński, est élu président de la République avec 54 % contre 46 % pour le candidat du parti libéral pro-européen Plate-forme civique (PO), Donald Tusk. La victoire du maire de la capitale, arrivé loin derrière son adversaire au premier tour, est une surprise de taille, tous les sondages donnant Donald Tusk largement vainqueur. Le président élu affirme peu après son élection qu'il va mettre en place son programme, fortement inspiré par l’aile la plus conservatrice de l’Église catholique ; celui-ci est critiqué par de nombreux médias pour sa radicalité, son manque d’ouverture sur les questions de société (farouche opposition à toute avancée en matière de droits LGBT, de droit à l’avortement ou à l’euthanasie, par exemple), son étatisme et son euroscepticisme prononcé[citation nécessaire]. Kazimierz Marcinkiewicz est nommé Premier ministre et forme un gouvernement.
Le 5 mai 2006, le gouvernement polonais voit l'entrée en fonction de plusieurs ministres ultra-conservateurs, tels Roman Giertych, dirigeant de la Ligue des familles polonaises (LPR - Liga Polskich Rodzin), nommé à l'Éducation nationale avec le projet d'insister dans les programmes scolaires sur « les valeurs chrétiennes de la Pologne éternelle » [citation nécessaire]. Quant à Andrzej Lepper, le chef du parti nationaliste Autodéfense de la république de Pologne, il obtient le poste de vice-président du Conseil des ministres chargé de l'Agriculture. Les ministères du Travail et de la Construction reviennent également à des membres de Samoobrona. Ce cabinet de coalition, négocié par Jarosław Kaczyński, le frère jumeau du président de la République, par ailleurs président du PiS, provoque des manifestations organisées par l'opposition. Le 15 juillet 2006, Jarosław Kaczyński prête serment avec son gouvernement au palais présidentiel de Varsovie, devant son frère.

#### 2007-2015: les libéraux au pouvoir

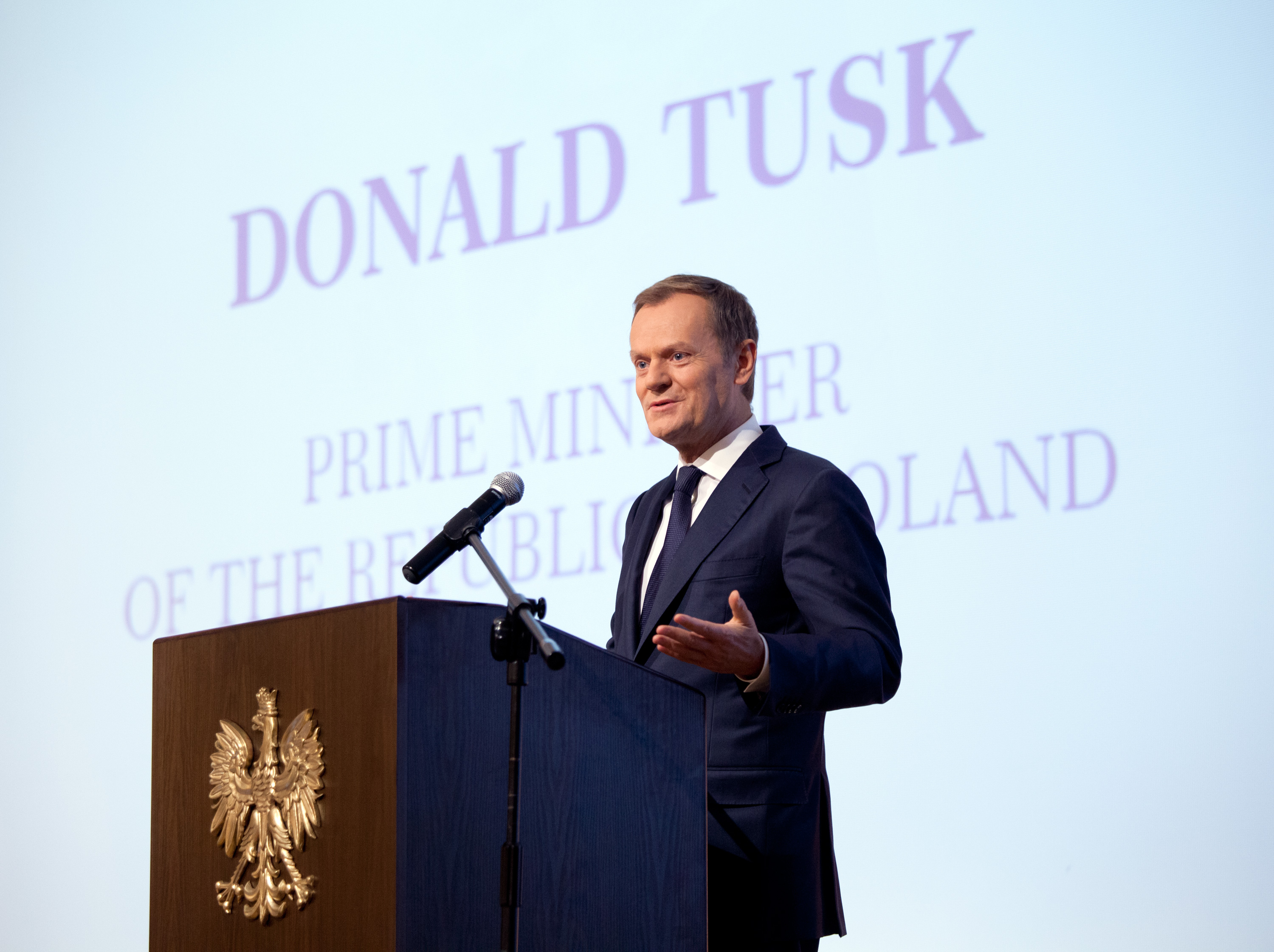
Donald Tusk, 14e chef du gouvernement polonais (2007–2014), 2e président du Conseil européen (depuis le 1 décembre 2014).

Le 21 octobre 2007, lors d'élections législatives anticipées, le parti libéral Plate-forme civique (PO) de Donald Tusk, parti d'opposition à Lech et Jarosław Kaczyński, remporte 41 % des voix et distance le parti conservateur Droit et justice (PiS) au pouvoir depuis deux ans, qui arrive à la seconde position avec 33 % des suffrages exprimés. Donald Tusk est officiellement désigné Premier ministre (président du Conseil des ministres) le 9 novembre suivant, puis forme un gouvernement de coalition (avec 209 députés sur 460, la PO ne dispose pas de la majorité absolue) en s'alliant avec le parti paysan centriste PSL de Waldemar Pawlak.
Lech Kaczyński meurt dans l'exercice de ses fonctions le 10 avril 2010 dans un accident d'avion près de Smolensk, en Russie, alors qu'il se rendait à la commémoration du massacre de Katyń, commis par les Soviétiques en 1940. Avec lui périssent les membres les plus éminents du gouvernement polonais et de l'opposition, des dignitaires civils et religieux. Le paysage politique du pays est profondément bouleversé à la suite de cette catastrophe et l'élection présidentielle anticipée se déroule dans une atmosphère politique tendue, les 20 juin et 4 juillet 2010. Bronisław Komorowski, le candidat libéral, l'emporte avec 53,01 % des voix face au frère jumeau du président défunt, le conservateur Jarosław Kaczyński. Il est investi à la présidence de la République le 6 août suivant et reconduit Tusk à la tête du gouvernement.
Les élections législatives de 2011 confortent la coalition PO (39,2 %) - PSL (8,4 %) au pouvoir, le PiS n'obtenant que 29,9 % des voix, suivi par le tout nouveau « Mouvement Palikot » (parti anti-clérical, social-libéral) avec 10 % et l'Alliance de la gauche démocratique (SLD) avec 8,2 % des voix. La même année, la Pologne prend de juillet à décembre 2011 la présidence du Conseil de l'Union européenne. En novembre 2012, la Pologne rejoint l'Agence spatiale européenne et organise avec l'Ukraine le Championnat d'Europe de football 2012.
Le pays compte toujours devenir un important acteur régional compte tenu de son importante démographie et de son dynamisme économique ; il joue notamment un rôle important dans la promotion d'initiatives régionales au travers de l'Initiative des trois mers, du partenariat oriental ou plus récemment, du Triangle de Lublin.

#### Retour des conservateurs

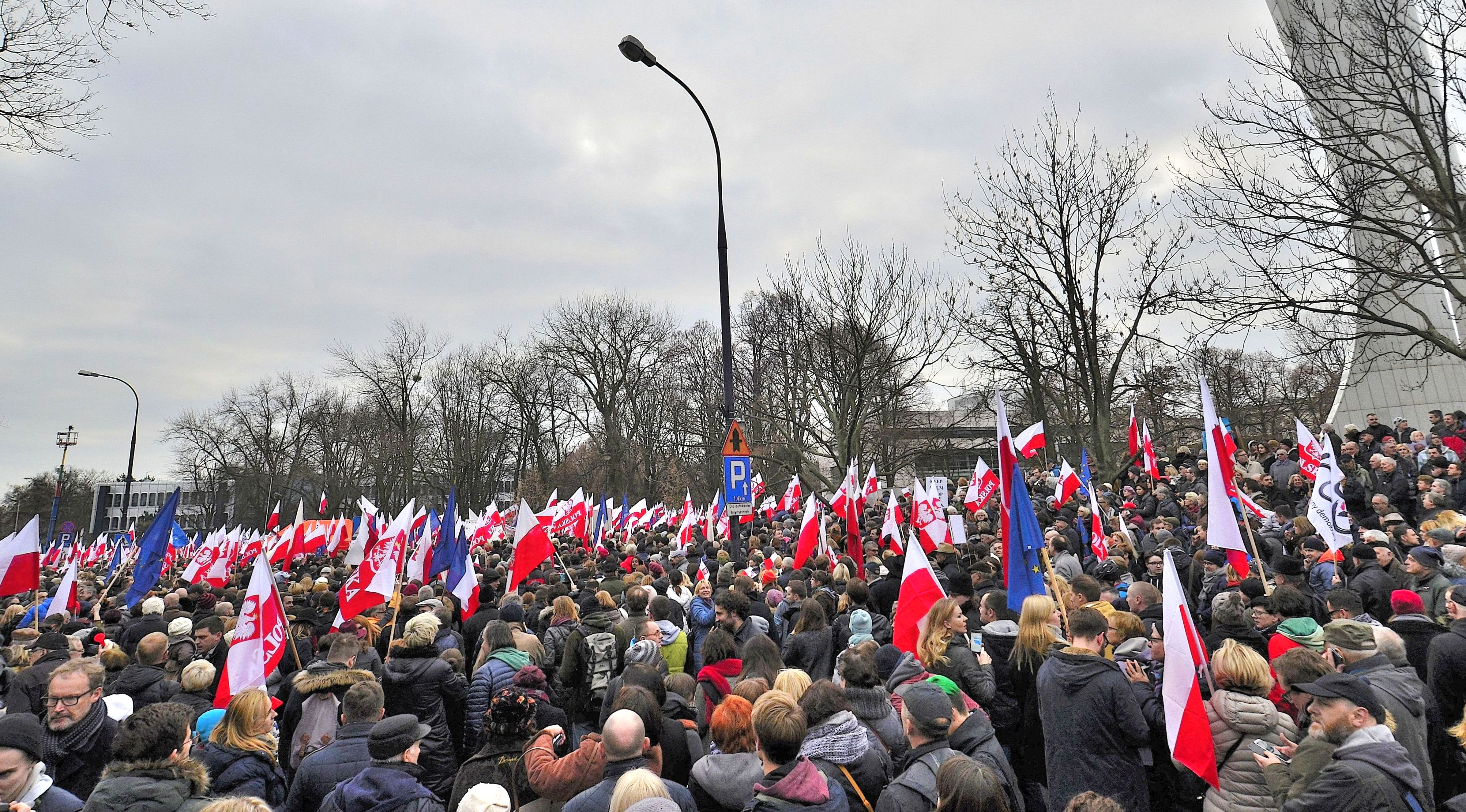
La manifestation du KOD le 19 décembre 2015 à Varsovie.

L'élection d'Andrzej Duda à la présidence de la République en août 2015 et la victoire de son parti Droit et justice aux élections législatives d'octobre 2015 marquent le retour des conservateurs en Pologne et le triomphe de l'euroscepticisme. En réaction est créé le comité de défense de la démocratie au mois de novembre 2015.

## Système politique et administratif

### Régime politique
La Pologne est dotée d'un régime semi-présidentiel régi par une constitution adoptée en 1997. Le président de la République (Prezydent Rzeczypospolitej Polskiej), élu au suffrage universel direct pour un mandat de cinq ans renouvelable une fois, est le chef de l'État. Il nomme le président du Conseil, les ministres et les autres membres du gouvernement ; en outre, il dispose d'un droit de veto qui ne peut être levé par la chambre basse qu'à la majorité qualifiée des trois cinquièmes. S'il est le garant des institutions, le président de la République détient des pouvoirs limités, s'en tenant à faire figure d'autorité politique et morale. Il est toutefois le chef des Forces armées et peut détenir une certaine influence dans la conduite de la politique étrangère de la Pologne.
Le président du Conseil des ministres (Prezes Rady Ministrów), généralement désigné par le titre de « Premier ministre », est le chef du gouvernement du pays. Nommé par le président de la République, comme les autres membres du gouvernement, il préside le Conseil des ministres et est le responsable du travail mené par son cabinet devant le Parlement. Chef de l'administration, il peut décider des actes réglementaires et exercer un contrôle régulier et légal des collectivités territoriales. Enfin, il représente le pays à l'étranger, notamment au sein du Conseil européen.

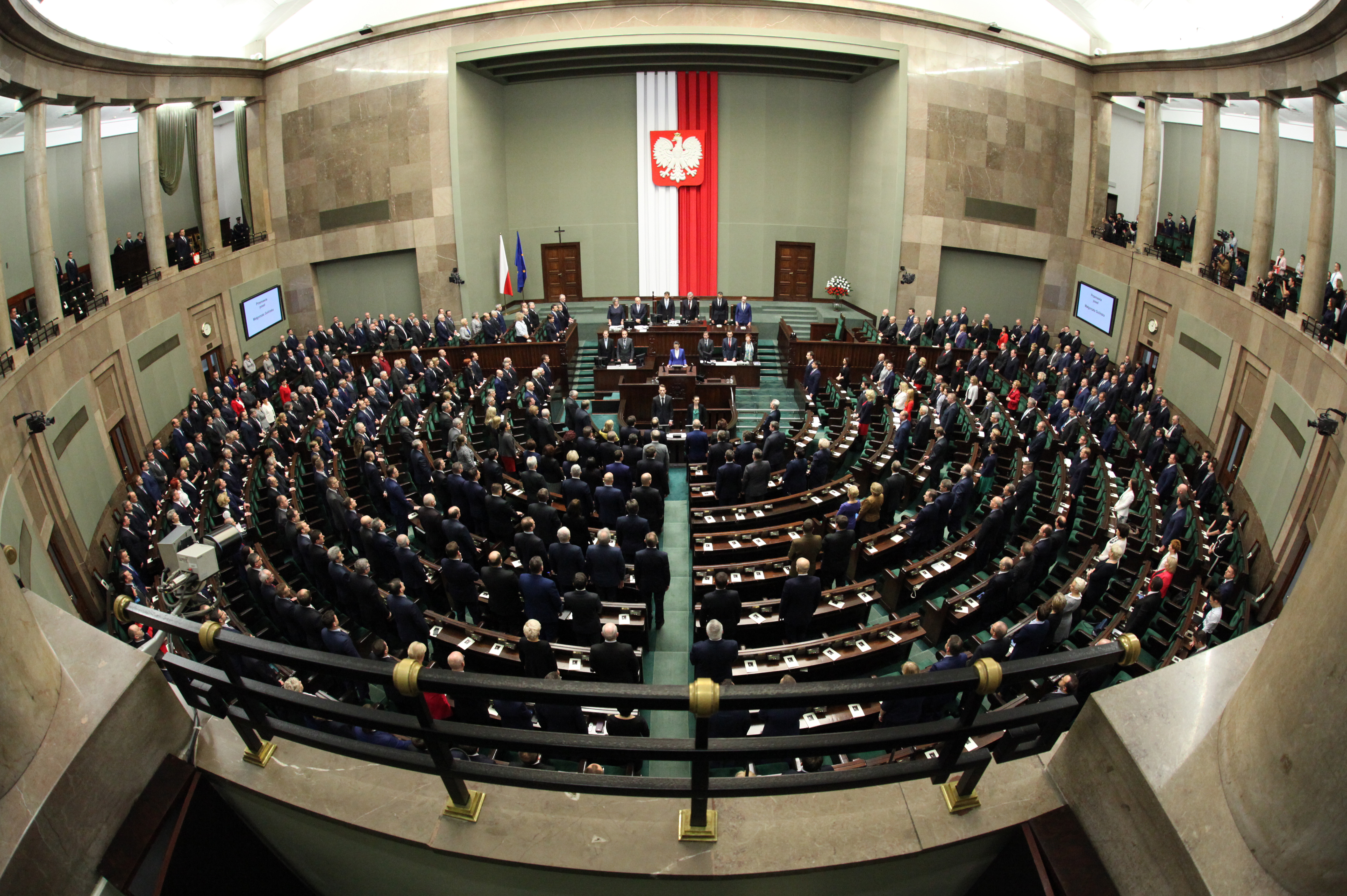
Le parlement polonais (Sejm).

Le pouvoir législatif de Pologne est exercé par deux chambres : la Diète (Sejm), composée de 460 sièges, et le Sénat (Senat) qui compte 100 sièges. Leurs membres sont simultanément élus dans le cadre des élections générales, dont la date est fixée par le président de la République. Chargés de discuter et de sanctionner les lois, les parlementaires doivent également voter le budget, mais les députés sont les seuls à disposer du droit de voter la confiance au gouvernement ou de renverser celui-ci, le Sénat ayant un rôle bien plus limité dans la pratique.
Enfin, la Constitution de 1997, posant les bases de la IIIe République, conforte le rôle du Tribunal constitutionnel (créé dès 1986) chargé de contrôler la constitutionnalité des lois ; d'autre part, elle institue un Défenseur des droits, une fonction fondée sur le modèle de l’Ombudsman suédois. Elle consacre l'indépendance du pouvoir judiciaire avec la création d'un Conseil national de la Magistrature.
En 2016, à titre symbolique, à l'occasion des célébrations des 1050 ans du baptême du pays, le Parlement a proclamé Jésus-Christ roi de Pologne,. L'historien et journaliste Timothy Garton Ash, de l'Université d'Oxford, interprète ce geste comme un signe supplémentaire de la « pandémie populiste » qui frapperait l'Europe et la Pologne.

### Subdivisions administratives
L'organisation territoriale de la Pologne repose, depuis 1999, sur trois niveaux géographiques. Le territoire polonais est divisé en voïvodies, lesquelles sont divisées en districts (powiaty), et ces derniers sont à leur tour subdivisés en communes (gminy). Les villes majeures ont, pour la plupart, à la fois le statut de gmina et de powiat. La Pologne est divisée en 16 voïvodies, 379 districts (dont 65 villes au statut de district) et 2 478 communes.

#### Voïvodies
| Voïvodie de Lubusz · (Lubuskie) Grande-Pologne · (Wielkopolskie) Couïavie-Poméranie · (Kujawsko-Pomorskie) Varmie-Mazurie · (Warmińsko-Mazurskie) Voïvodie de Łódź · (Łódzkie) Basses-Carpates (Podkarpackie) Mazovie · (Mazowieckie) Voïvodie de Lublin (Lubelskie) Silésie · (Śląskie) Petite-Pologne · (Małopolskie) Basse-Silésie · (Dolnośląskie) Voïvodie d'Opole · (Opolskie) Poméranie-Occidentale · (Zachodniopomorskie) Sainte-Croix · (Świętokrzyskie) Podlachie (Podlaskie) Poméranie · (Pomorskie) |

La Pologne est subdivisée depuis 1999 en 16 régions (à la fois divisions administratives et collectivités territoriales) appelées voïvodies ou voïévodies (województwa au pluriel, województwo au singulier), qui sont :
- Basse-Silésie (Dolnośląskie)
- Couïavie-Poméranie (Kujawsko-Pomorskie)
- Lublin (Lubelskie)
- Lubusz (Lubuskie)
- Łódź (Łódzkie)
- Petite-Pologne (Małopolskie)
- Mazovie (Mazowieckie)
- Opole (Opolskie) (nommée parfois Silésie centrale ou Silésie d'Opole)
- Basses-Carpates (Podkarpackie)
- Podlachie (Podlaskie)
- Poméranie (Pomorskie)
- Silésie (Śląskie) (nommée parfois Haute-Silésie)
- Sainte-Croix (Świętokrzyskie)
- Varmie-Mazurie (Warmińsko-Mazurskie)
- Grande-Pologne (Wielkopolskie)
- Poméranie-Occidentale (Zachodniopomorskie)

Ces voïvodies étaient au nombre de 49 entre 1975 et 1999.

### Relations avec l'Union européenne

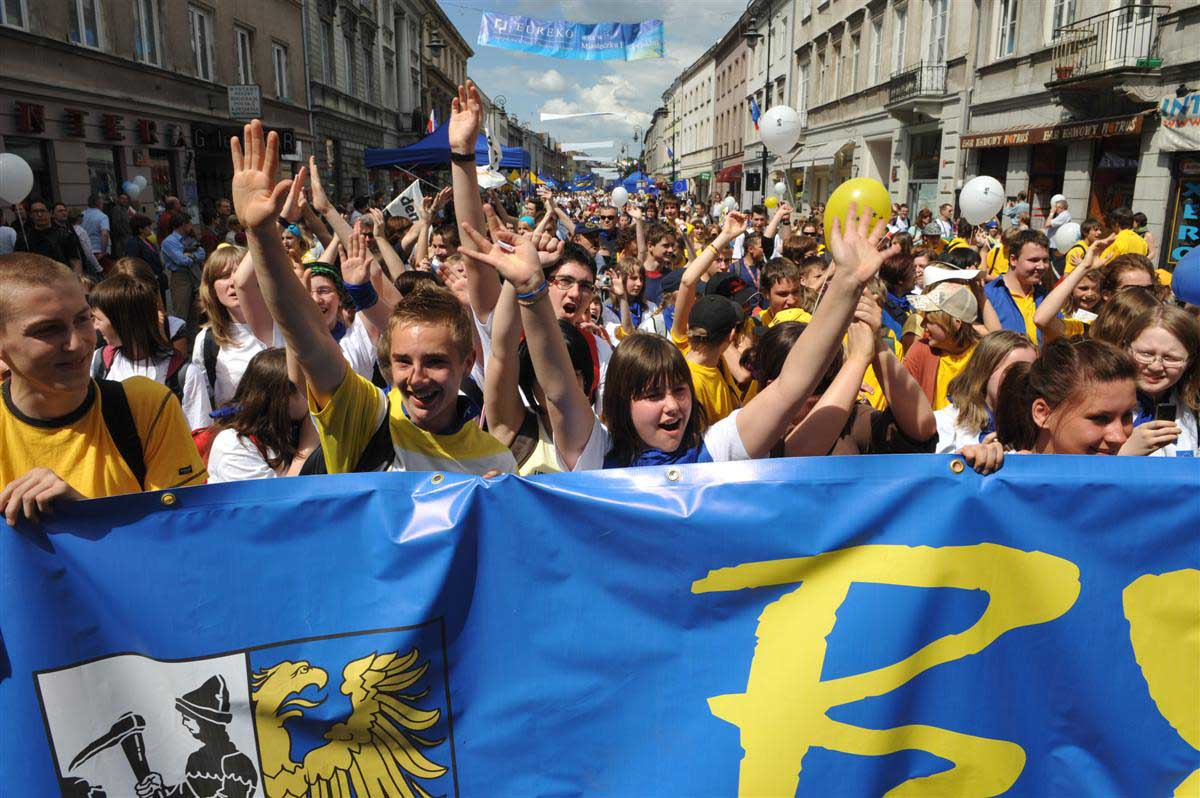
Journée de l'Europe à Varsovie, une célébration de l'intégration européenne et de la paix entre les nations européennes, récompensée par le prix Nobel de la paix en 2012.

Les relations de la Pologne avec l'Union européenne sont caractérisées par les échéances suivantes :
- 16 décembre 1991 : signature de l'accord d'association ;
- 23 novembre 1992 : transmission auprès du Secrétariat général de l'Union européenne des instruments de ratification de l'accord d'association ;
- 1er février 1994 : entrée en vigueur de l'accord d'association ;
- 5 avril 1994 : présentation de la question d'adhésion ;
- 31 mars 1998 : ouverture de la négociation d'adhésion ;
- 13 décembre 2002 : achèvement des négociations d'adhésion lors du Conseil européen de Copenhague ;
- 14 avril 2003 : le Conseil européen approuve l'adhésion[25];
- 16 avril 2003 : signature du traité d'adhésion[26];
- 8 juin 2003 : par référendum, 77,4 % des Polonais approuvent l'adhésion[27],[28] ;
- 5 août 2003 : transmission au ministère des Affaires étrangères de la République italienne des instruments de ratification du traité d'adhésion ;
- 1er mai 2004 : la Pologne devient membre de l'Union européenne[29] ;
- 21 décembre 2007 : la Pologne devient membre de l'espace Schengen[30] ;
- 1er juillet 2011 : la Pologne préside[31] pour six mois le Conseil des ministres de l'Union européenne ;
- 20 décembre 2017 : l'UE déclenche une procédure administrative contre le gouvernement polonais en raison de réformes judiciaires controversées[32].

## Géographie

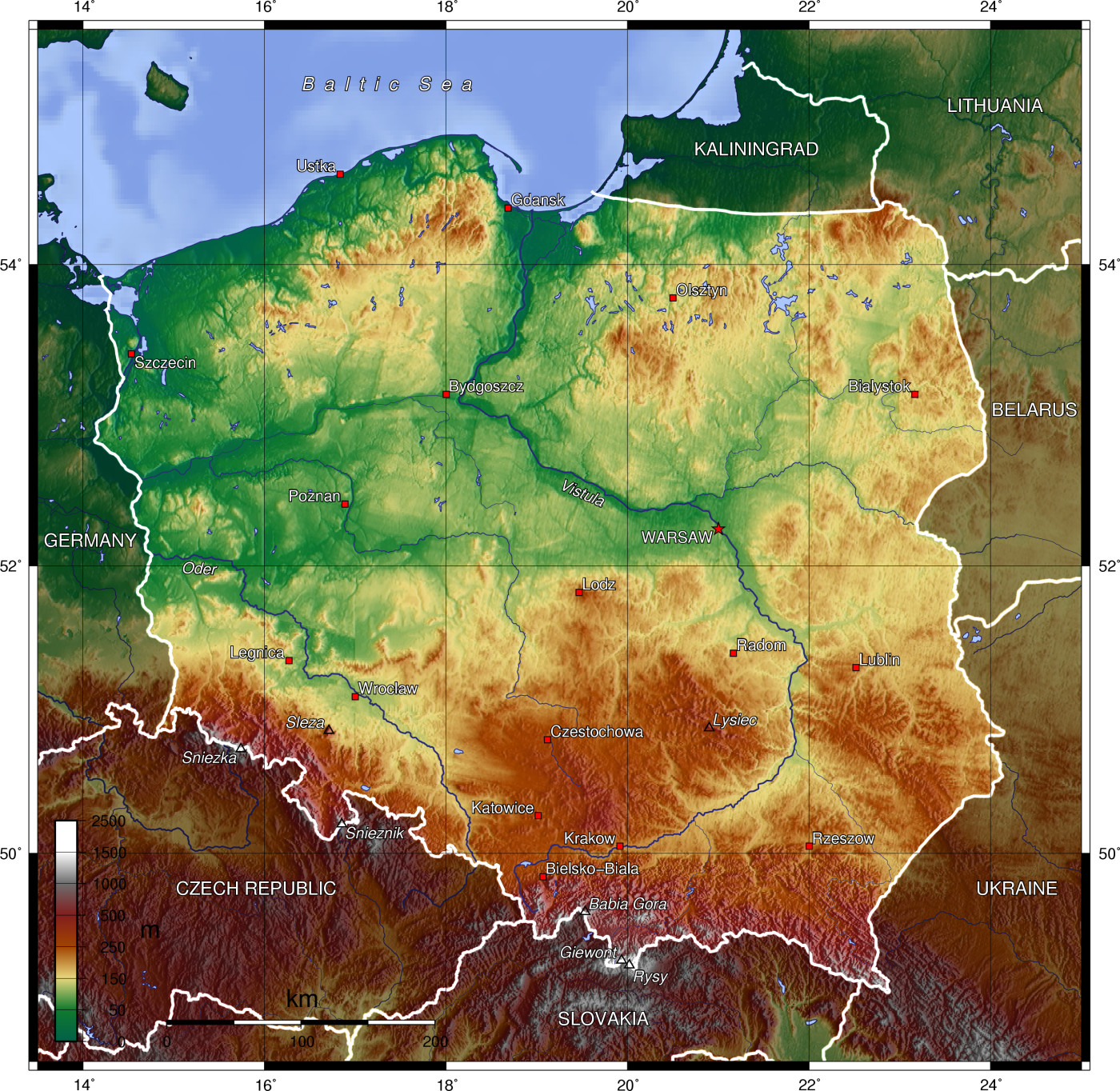
Carte topographique de la Pologne.

Le territoire polonais est dominé par la plaine d'Europe du Nord. Les massifs des Carpates et des Sudètes au sud forment une frontière naturelle avec la Tchéquie et la Slovaquie, alors que la mer Baltique constitue une frontière naturelle au nord. À l'ouest, la frontière avec l'Allemagne est fixée sur les fleuves Oder et Nysa.

### Relief
La Pologne possède 70 sommets de plus de 1 000 mètres d'altitude.

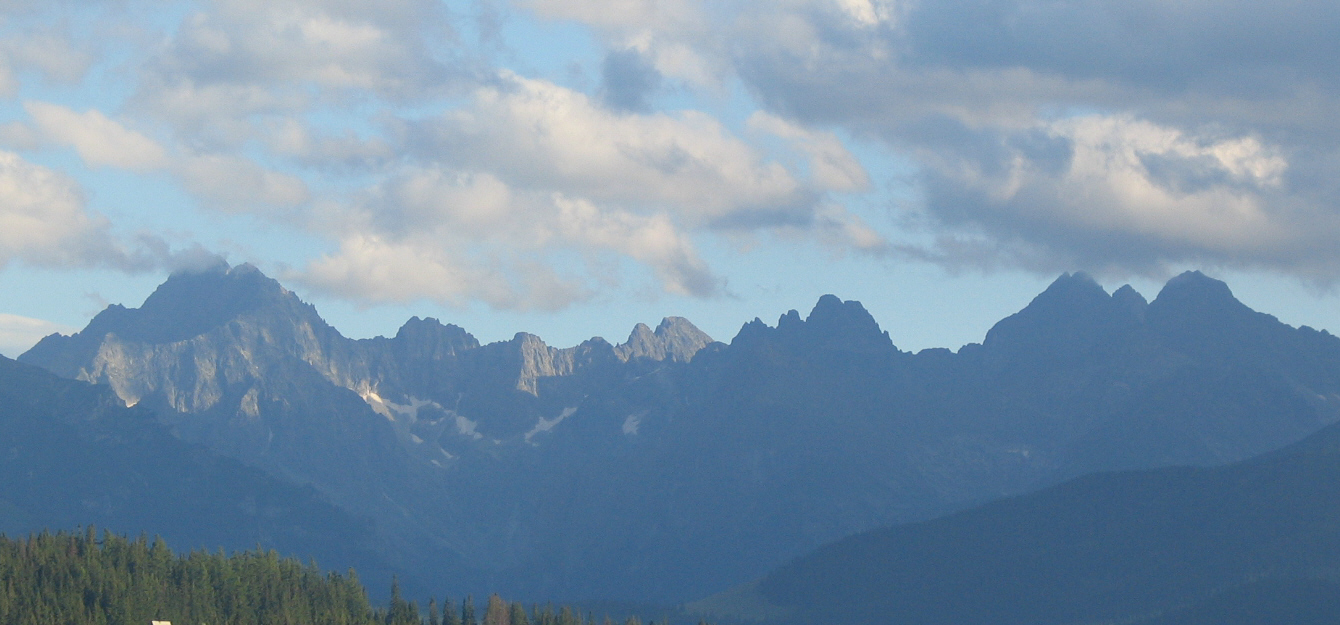
Les Hautes Tatras.

Les Tatras forment le massif le plus élevé de Pologne et de toutes les Carpates. C'est là que se situe le plus haut sommet de Pologne, le Rysy (2 499,6 mètres). Au pied de cette montage se trouve le lac Morskie Oko (« Œil de la mer »), considéré comme l'un des plus beaux lacs du monde.
D'autres chaines de montagnes en Pologne sont :
- les Beskides, dont le mont le plus élevé est la Babia Góra (1 725 mètres) ;
- les Karkonosze avec son mont de Śnieżka (1 602 mètres).

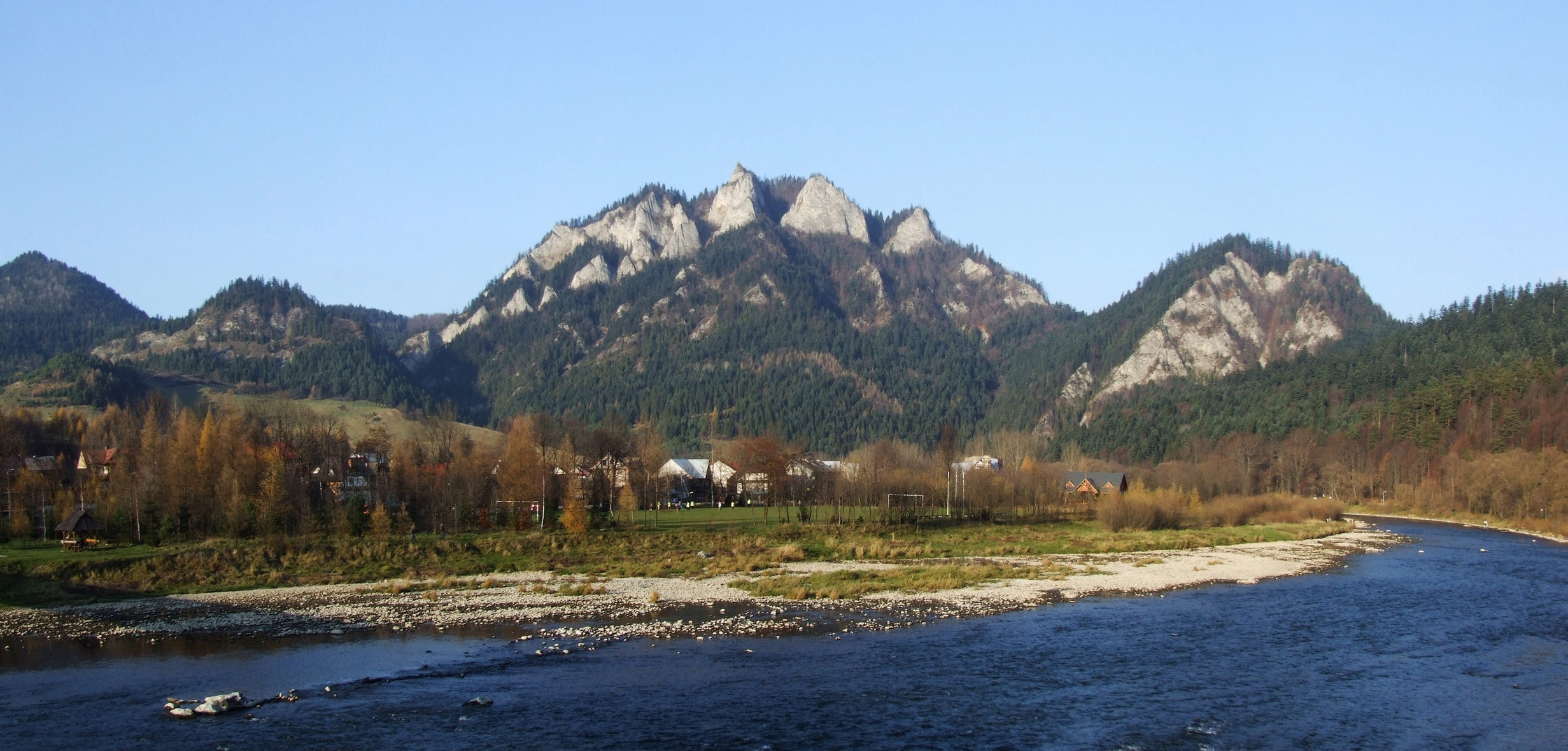
Le massif des Trois Couronnes dans les Piénines.

- les Gorce, dont le point le plus élevé est le Turbacz (1 310 mètres) ;
- les Piénines dont le mont le plus élevé est le Wysoka (1 050 mètres) ;
- le plus haut sommet des Bieszczady, au sud-est de la Pologne, est la Tarnica (en) (1 346 mètres).

Le point le plus bas en Pologne, à deux mètres au-dessous du niveau de la mer, est Raczki Elbląskie, dans le delta de la Vistule, près d'Elbląg.

### La côte baltique
La côte baltique polonaise est longue de 528 kilomètres et s'étend de Świnoujście, sur les îles d'Usedom et de Wolin dans l'ouest, à Krynica Morska, sur la presqu'île de la Vistule dans l'est.

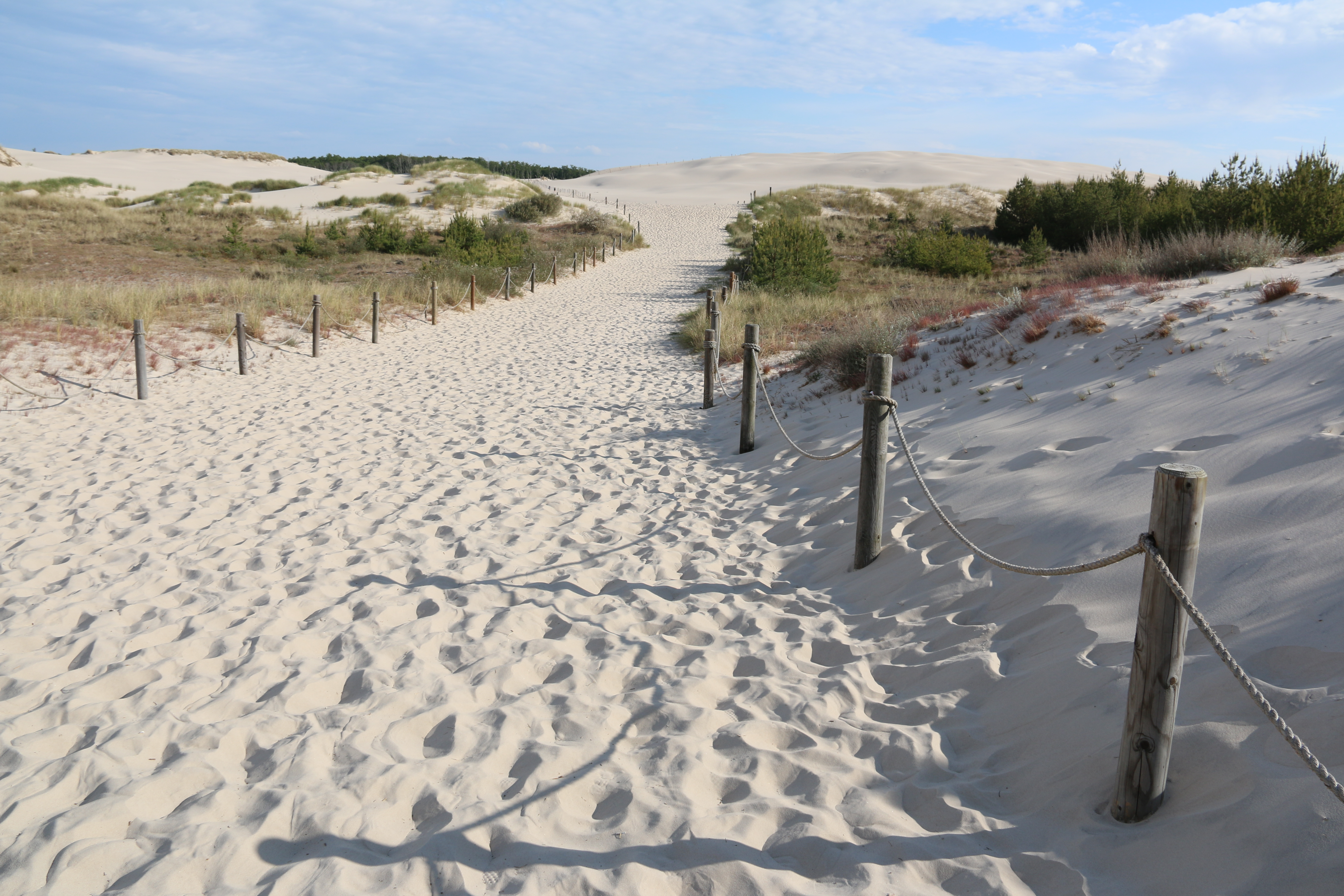
Parc national de Słowiński.

Dans l'ensemble, la Pologne a un littoral régulier, formé par le mouvement continuel du sable par des courants et des vents d'ouest en est. Ces érosions et dépôts continuels ont sculpté des falaises, dunes et presqu'îles, dont beaucoup se sont déplacées vers les terres pour former des lagunes, telles que le lac de Łebsko (en) dans le parc national Słowiński.
Les plus grandes presqu'îles sont celles de Hel et de la Vistule. La plus grande île baltique polonaise est Wolin. Les plus grandes villes portuaires sont Gdynia, Gdańsk, Szczecin et Świnoujście. Les principales stations balnéaires sont Sopot, Międzyzdroje, Kołobrzeg, Łeba, Władysławowo et Hel.

### Cours d'eau

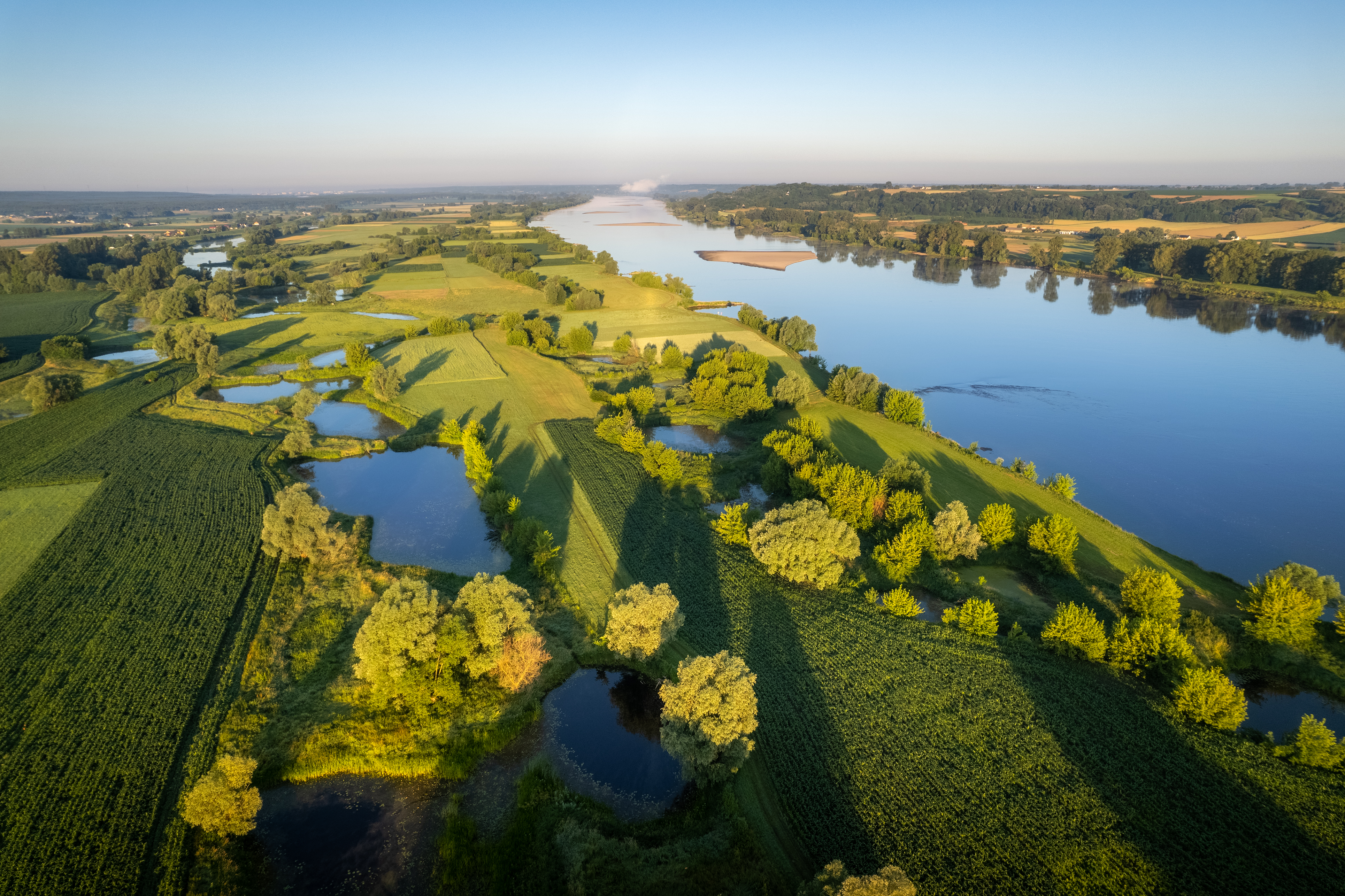
Vallée de la Vistule au nord de Toruń.

La Pologne est parcourue par deux fleuves majeurs qui se jettent dans la mer Baltique. La Vistule, longue de 1 047 km, traverse plusieurs grandes villes polonaises dont Varsovie, la capitale. L'Oder, longue de 854 km, délimite quant à elle une partie de la frontière entre l'Allemagne et la Pologne. Le pays compte aussi des rivières de première importance telles que la Warta, un affluent de l'Oder long de 808 km, le Bug, un affluent de la Vistule long de 772 km.
La majorité des cours d'eau de Poméranie et des régions avoisinantes terminent leur course dans la mer Baltique. Des ruisseaux qui prennent source dans les Beskides se déversent dans la mer Noire, soit par l'intermédiaire du Dniestr, soit par l'intermédiaire de l'Orava, puis du Váh, et enfin du Danube.
Les cours d'eau polonais sont depuis longtemps utilisés pour la navigation. Au Moyen Âge et au début de l'ère moderne, lorsque la Pologne était le grenier de l'Europe, l'acheminement de céréales et d'autres produits agricoles le long de la Vistule vers Gdańsk puis l'Europe de l'Ouest était alors particulièrement important.

### Lacs

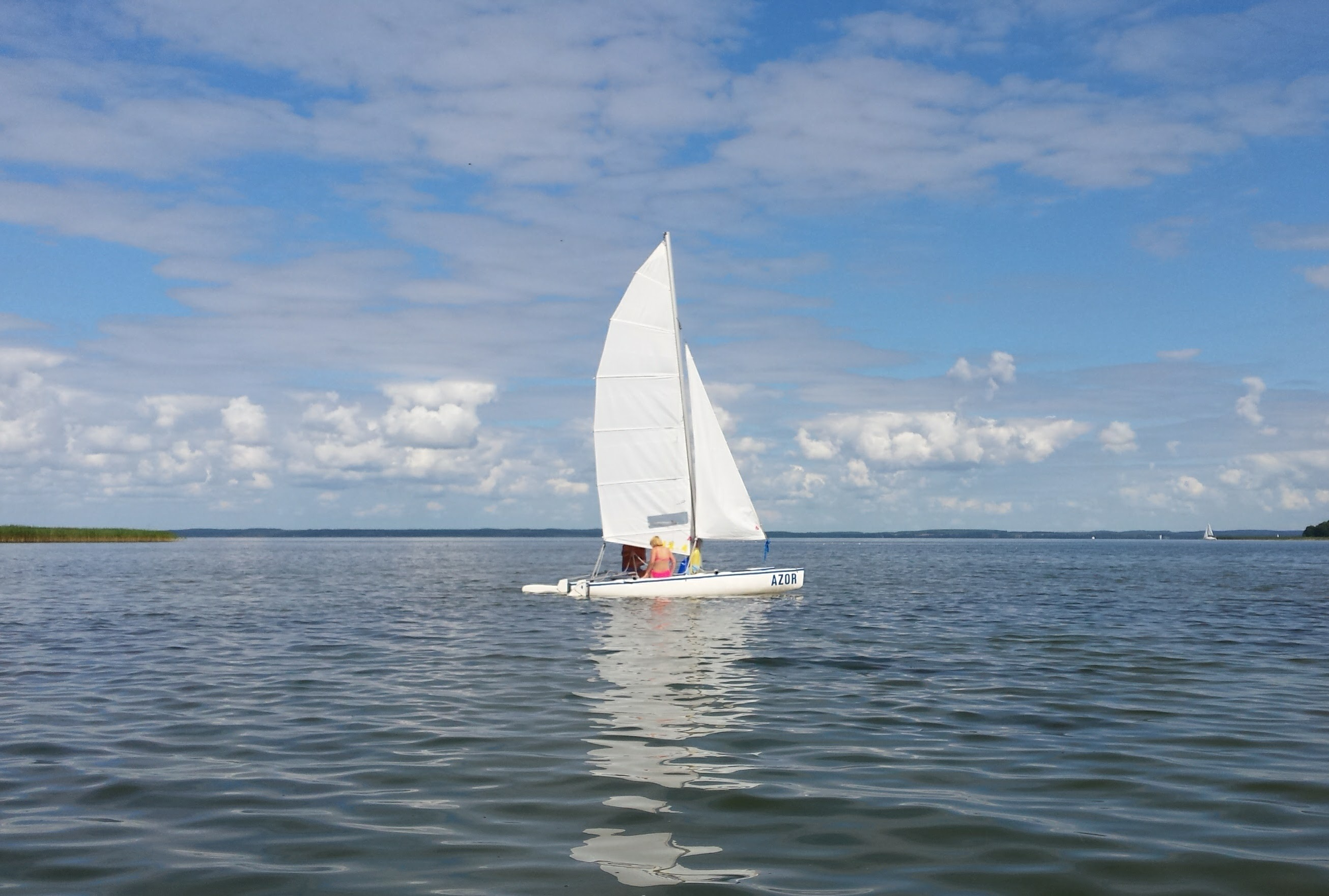
Le lac Śniardwy.

Avec près de dix mille lacs de plus d'un hectare, la Pologne est l'un des pays au monde qui en compte le plus (en Europe, seule la Finlande possède une plus grande densité de lacs). Les plus grands d'entre eux, couvrant plus de 100 km2, sont le lac Śniardwy et le lac Mamry en Mazurie, ainsi que le lac Łebsko et le lac Drawsko en Poméranie. Le lac le plus profond (plus de 100 mètres) est le lac Hancza, situé dans la région des lacs de Wigry, au nord-est du pays, en Podlachie.
Les ancêtres des Polonais d'aujourd'hui, les Polanes, construisirent leurs premières forteresses sur des îles entourées par ces lacs : citons les maisons sur pilotis de Biskupin, encore occupées par plus de mille résidents, construites à l'origine par les Lusaciens avant le VIIe siècle av. J.-C. De même, le prince légendaire Popiel est censé s'être installé à Kruszwica, sur le lac Gopło, et le premier souverain de la Pologne qui soit documenté, le duc Mieszko Ier de Pologne, avait son palais situé sur une île du fleuve Warta, aujourd'hui intégrée à la ville de Poznań.
Outre la région des lacs qui couvre tout le nord du pays (Mazurie, Poméranie, Cachoubie, Lubuskie, et Grande-Pologne), on trouve également un grand nombre de lacs de montagne au sud, dans les Tatras (tel le lac Morskie Oko, le plus grand lac de montagne de Pologne).

### Géologie

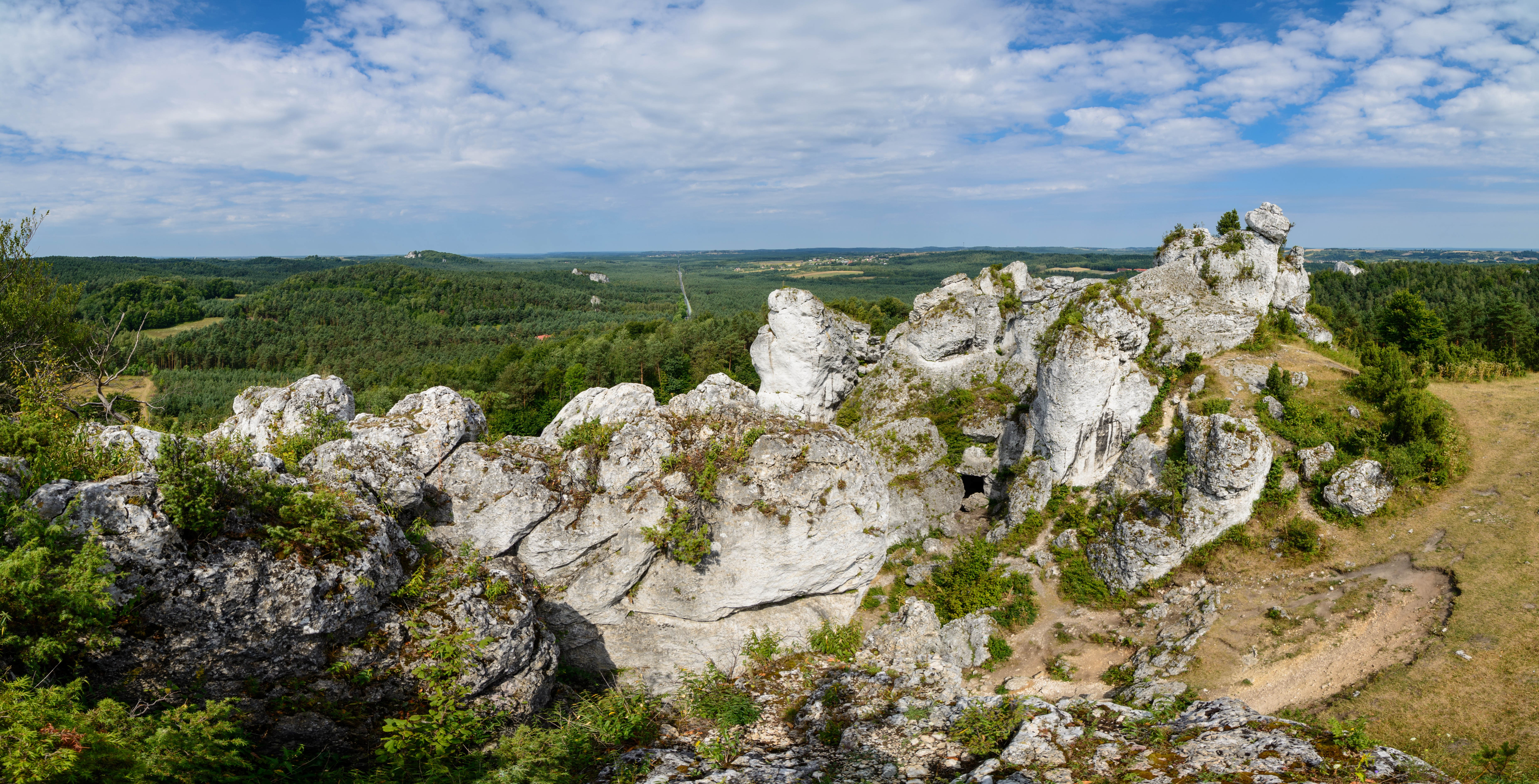
Le plateau de Cracovie-Częstochowa (Jura cracovien).

La structure géologique de la Pologne résulte de la collision des continents européens et africains durant les soixante derniers millions d'années d'une part, et de l'effet du Quaternaire au nord de l'Europe d'autre part, ces deux phénomènes ayant conduit à la formation des Sudètes et des Carpates.
Les plaines du Nord de la Pologne sont des moraines, (ce qui permet aux scientifiques de dire qu'il y avait avant des glaciers dans cette zone du globe, notamment lors de la glaciation de Würm), qui comportent des sols essentiellement composés de sable ou de loam, tandis qu'au Sud, les vallées creusées pendant l'ère glaciaire contiennent souvent du lœss.
Les plateaux de la région Cracovie-Częstochowa, qui forment d'ailleurs l'un des plus anciens massifs de la planète, les Piénines, et les Tatras occidentales sont constitués de calcaire, tandis que les Hautes Tatras, les Beskides, et les Monts des Géants sont principalement composés de granite et de basalte.

### Désert

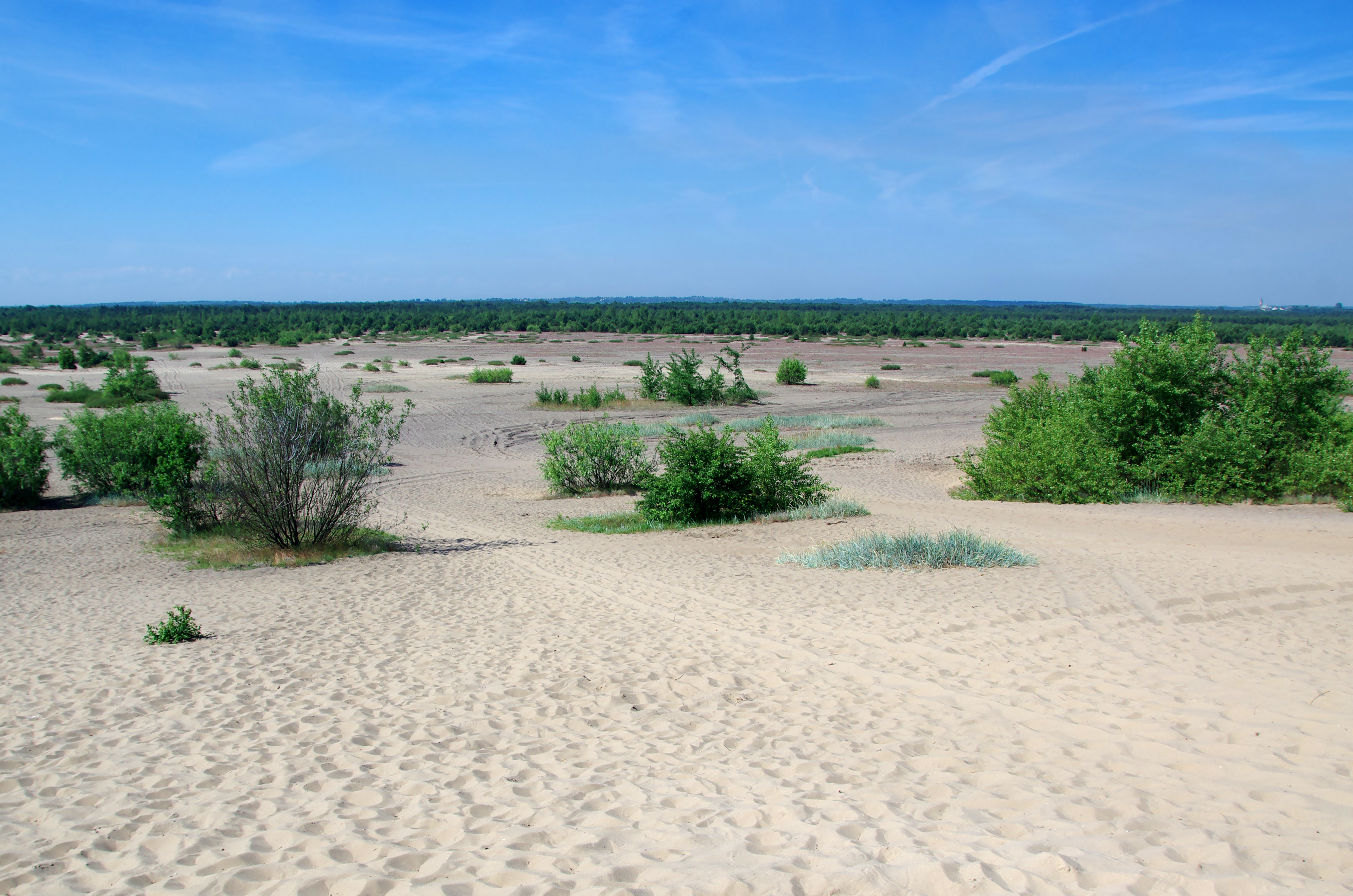
Le désert de Błędów.

Le désert de Błędów est situé en Pologne méridionale, dans la voïvodie de Silésie, et s'étend au-dessus de la région de Zagłębie Dąbrowskie. Il a une surface totale de 32 km2. C'est le seul désert polonais et l'un des cinq seuls déserts naturels en Europe. C'est le désert le plus chaud qui apparaisse à cette latitude. Il fut créé par la fonte d'un glacier, il y a 12 000 ans, à la fin de la glaciation würmienne.
La structure géologique spécifique a été de grande importance dans sa formation, l'épaisseur de la couche de sable étant d'environ 40 mètres en moyenne et atteignant 70 mètres, ce qui a rendu l'assèchement rapide et profond. Ces dernières années, le désert a commencé à se rétrécir. Le phénomène des mirages y est fréquent.

### Utilisation des sols

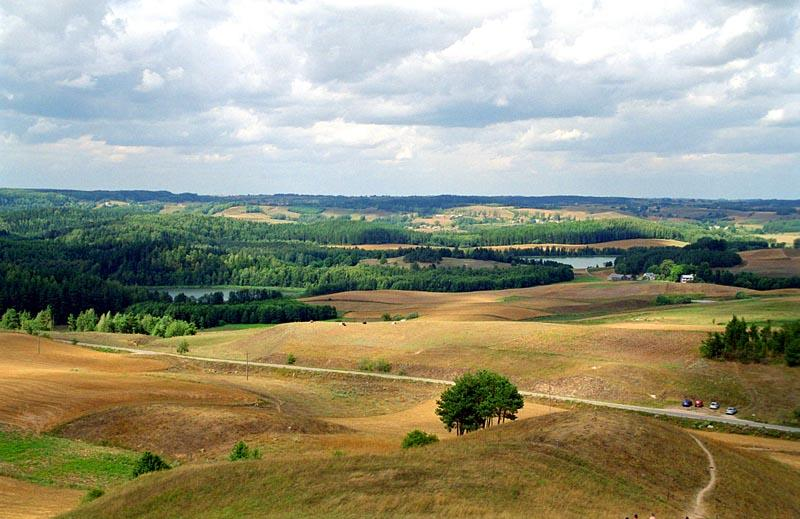
Paysage de Mazurie, dans le Nord-Est de la Pologne.

Les forêts couvrent 28 % du territoire polonais. Plus de la moitié des terres sont consacrées à l'agriculture. Tandis que la surface totale sous culture diminue, les champs restants sont cultivés plus intensivement.
Plus de 1 % du territoire de la Pologne, (3 145 km2), est protégé par 23 parcs nationaux. À cet égard, la Pologne est au premier rang en Europe. Trois parcs nationaux de plus sont projetés pour la Mazurie, la montagne de Cracovie-Częstochowa et les Beskides orientales. La plupart des parcs nationaux polonais sont situés dans la partie méridionale du pays. En outre, les marécages le long des lacs et des fleuves du centre de la Pologne sont protégés légalement, de même que les secteurs côtiers dans le Nord. On compte également beaucoup de secteurs protégés pour leurs paysages et de nombreuses réserves naturelles.

### Flore et faune
La Pologne compte 23 parcs nationaux (Parki narodowe), qui couvrent une superficie totale de 3 145 km2.
La Pologne orientale comporte des régions boisées, comme la forêt vierge de Białowieża, qui n'ont jamais été défrichées par les hommes. De grands secteurs sont également couverts de forêts dans les régions montagneuses, en Mazurie, en Poméranie et en Basse-Silésie.

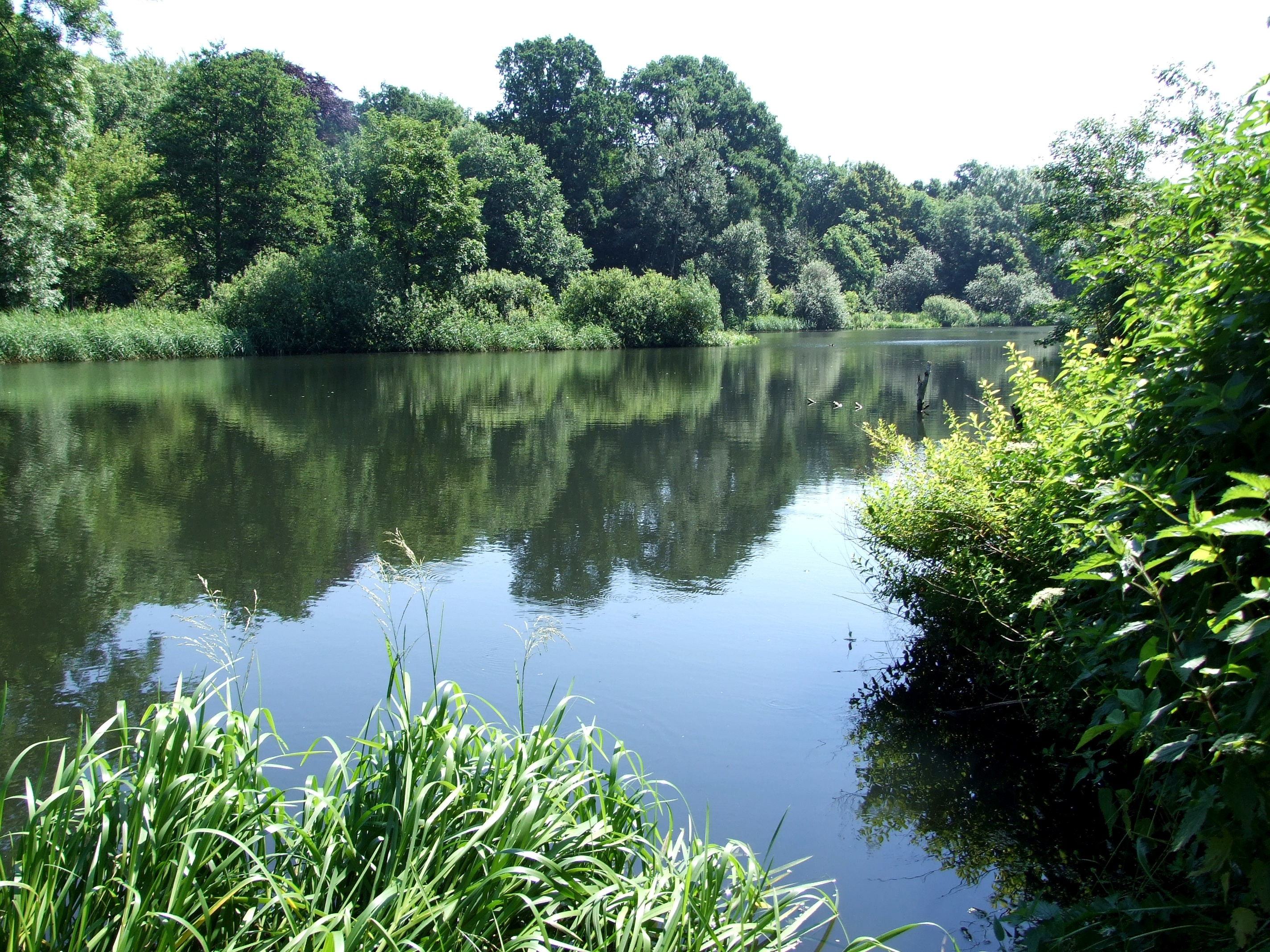
La végétation sur le lac dans le parc Arkoński à Szczecin.

Beaucoup d'animaux qui se sont depuis éteints dans d'autres parties de l'Europe survivent toujours en Pologne, tel le bison d'Europe dans la forêt de Białowieża et en Podlasie. D'autres espèces incluent l'ours brun, dans la forêt de Białowieża, dans les Tatras et dans les Beskides au sud de la voïvodie des Basses-Carpates, le loup gris et le lynx d'Eurasie dans diverses forêts, les élans dans le Nord de la Pologne et le castor en Mazurie, en Poméranie et en Podlasie. Dans les forêts, on rencontre également des gibiers, tels que des cerfs élaphe, des chevreuils et des sangliers.
La Pologne est l'endroit de couvée le plus important pour les oiseaux migrateurs européens. Parmi tous les oiseaux migrateurs qui viennent en Europe pour l'été, un quart se reproduisent en Pologne, en particulier dans la région des lacs et dans les zones marécageuses le long de la Biebrza, du Narew et de la Warta, qui font partie de réserves naturelles ou de parcs nationaux. En Mazurie, certains villages recensent davantage de cigognes que d'habitants.

### Climat
Le climat est de type océanique, au nord et à l'ouest, et devient graduellement plus continental vers le sud et l'est. Les étés sont tièdes, avec des températures moyennes variant entre 20 °C et 27 °C.
Les hivers sont froids, avec des températures moyennes tournant autour de 3 °C au nord-ouest et −8 °C au nord-est. Bien que les précipitations restent régulières tout au long de l'année, l'hiver est plus sec que l'été, surtout à l'est.

### Pollution

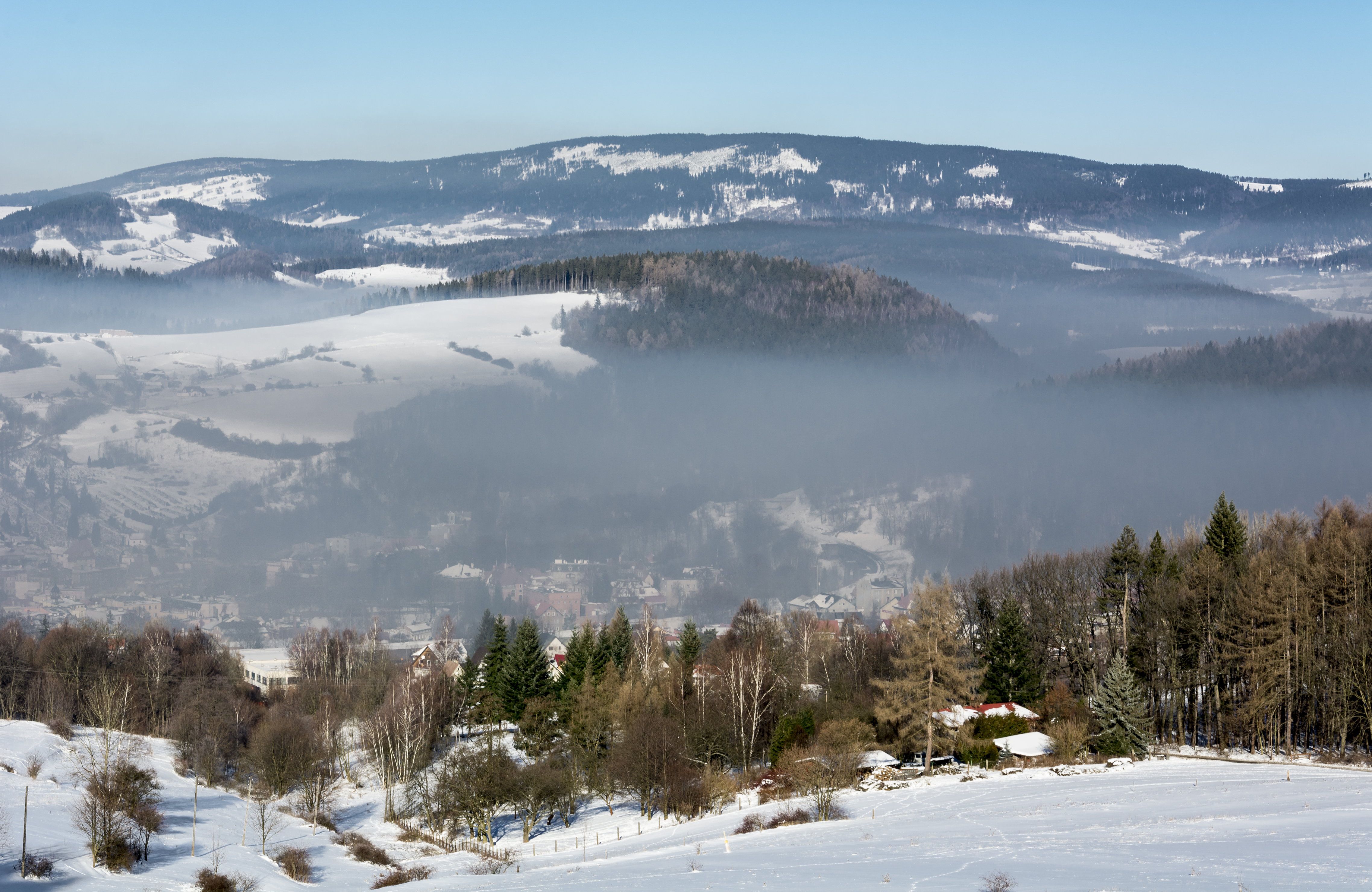
Pollution dans les Sudètes.

La Pologne est au deuxième rang européen et au neuvième rang mondial pour la production de charbon et de lignite en 2012 (1,8 % de la production mondiale)[réf. nécessaire]. Afin de remplir ses engagements de réduction des émissions de gaz à effet de serre, la Pologne a engagé une politique de développement des énergies renouvelables, en particulier la biomasse et l'énergie éolienne.
Une pollution de l'air excessive se produit dans 20 % du pays[réf. nécessaire]. Les facteurs en sont :
- l'énergie basée sur le charbon et le lignite ;
- la pénurie de matériel pour l'épuration des gaz ;
- la croissance rapide du transport par camions.

Les régions les plus polluées sont la Haute-Silésie et les grandes villes, particulièrement Cracovie.

## Économie

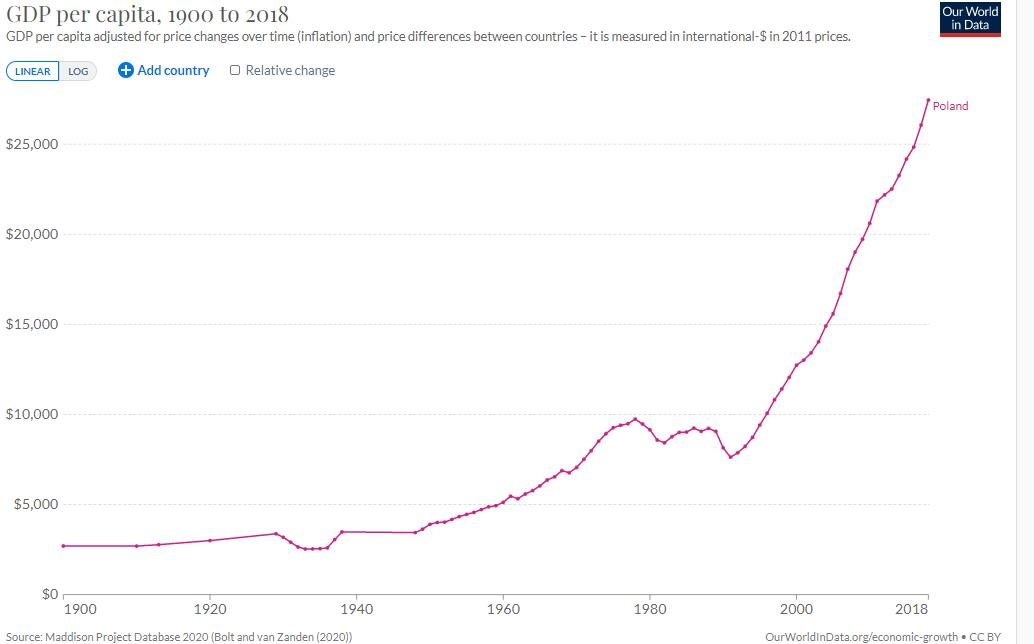
Évolution du PIB réel par habitant de 1900 à 2018 (source : Our World in Data, 2021).

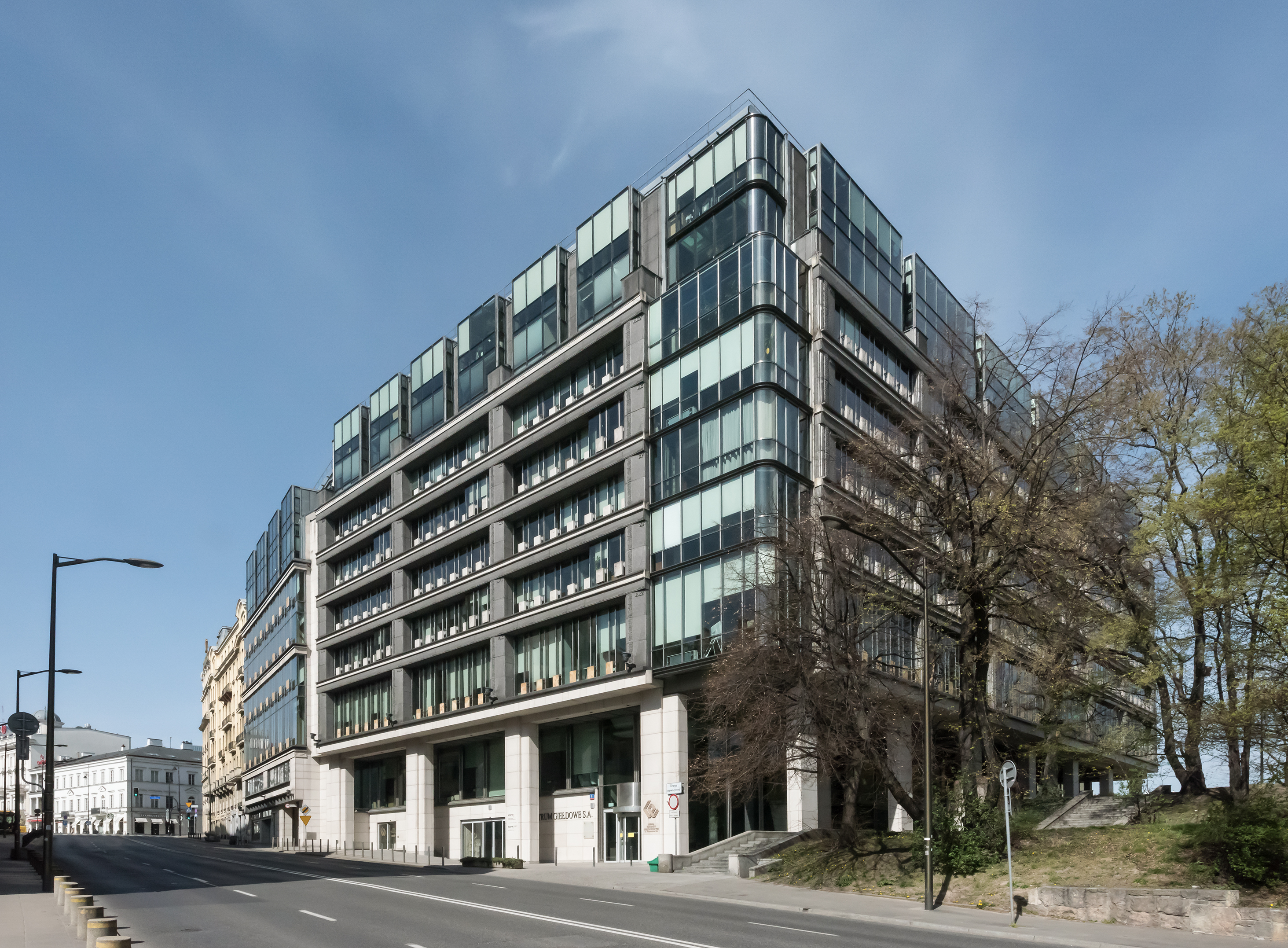
Bourse de Varsovie - la plus grande bourse d'Europe centrale et orientale.

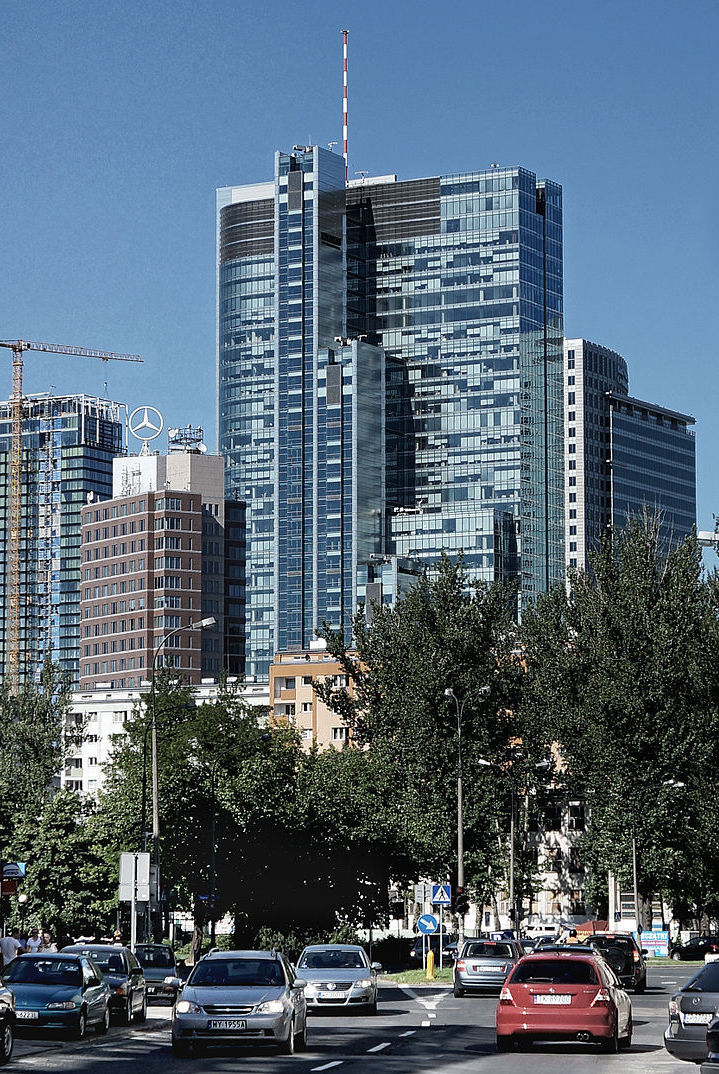
Vue du centre financier de Varsovie. La Pologne est la sixième économie la plus importante de l'Union européenne en 2020.

La transition de l'économie planifiée vers l'économie de marché fut initiée par le vice-président du Conseil et ministre des Finances Leszek Balcerowicz, considéré comme le père des réformes économiques et le principal architecte de la profonde mutation de la Pologne du début des années 1990. Ce plan, de type thérapie de choc, a permis de maitriser l'hyperinflation qui ruinait l'économie polonaise et d'accélérer le processus de transformation. Après une première phase difficile se caractérisant par un recul du PIB, une forte inflation, une dévaluation de la monnaie, des fermetures d'entreprises et une forte hausse du chômage, cette politique a permis le développement et la modernisation de l'économie polonaise. Elle a abouti au retour de la croissance dès 1993, à une amélioration sensible du niveau de vie de la population, permettant une augmentation de la consommation, une baisse de l'inflation, une stabilisation du złoty, une augmentation des échanges commerciaux et d'importants flux d'investissements directs étrangers.
S'étant alignée sur les recommandations du FMI dès 1989, la Pologne bénéficie en 1990 de l’effacement de la moitié de sa dette extérieure par le Club de Paris, qui regroupe les principaux créanciers publics occidentaux. Elle obtient ensuite, en 1994, une réduction similaire de sa dette auprès du Club de Londres, regroupant les créanciers privés.
L'embellie de l'économie polonaise due à la « thérapie de choc » s'est poursuivie jusqu'en 1997, avec cette année-là un taux de chômage enregistré passant sous la barre des 10 %. Il est brutalement remonté dans les années 2000, dépassant le seuil des 20 % en 2004, puis diminue continûment depuis 2013 pour atteindre 7 % en 2017. L’industrie polonaise a perdu plus de 1,5 million d’emplois, soit 23 % des emplois du secteur, entre 1991 et 2003. Les emblématiques chantiers navals de Gdańsk, qui employaient 18 000 salariés à la chute du régime communiste, n’en comptent plus que 200 en 2020.
L'économie polonaise est dans les années 2010 l'une des plus dynamiques d'Europe. C'est le seul État européen à ne pas avoir connu de récession lors de la crise économique mondiale de 2008.
Le pays a bénéficié de nombreuses aides de l'Union européenne depuis son entrée en 2004. Sur la période 2004-2014, ce sont près de 85,2 milliards d'euros qui lui ont été alloués et 86 milliards d’euros entre 2014 et 2020[réf. nécessaire]. De nombreuses infrastructures ont pu être financées, comme l'autoroute reliant désormais Varsovie à Berlin. La Pologne rattrape ainsi rapidement son retard sur ses voisins européens concernant le maillage du territoire et attire plus facilement les capitaux étrangers.
Attirer les investisseurs étrangers est un axe majeur de la politique des gouvernements de Pologne et d'Europe centrale et orientale depuis les années 1990. Pour ce faire, ils offrent des taux d’intérêt élevés et maintiennent des coûts salariaux faibles. Une concurrence s’est développée entre pays et territoires d'Europe centrale pour attirer les capitaux occidentaux. Les politistes Andreas Nölke et Arjan Vliegenthart qualifient les économies d’Europe centrale et orientale d'« économies de marché dépendantes » en raison de l’importance prise par les multinationales étrangères : « l'ouverture économique mène à la dépendance lorsque les décisions des groupes sont rarement déléguées aux filiales régionales, les transferts de technologies sont mineurs, le niveau de formation du personnel demeure modeste et l’essentiel des activités à forte valeur ajoutée est maintenu au plus près des sièges occidentaux. »
Les inégalités de développement entre la partie ouest et la partie est du pays se creusent à partir des années 1990. Le PIB moyen des trois régions de l’Est (Podlaskie, Lubelskie et Podkarpackie) est en 2008 inférieur de 30 % à la moyenne nationale.
En 2020, la Pologne est la 45e économie du monde en PIB par habitant, la sixième économie de l'Union européenne et la 21e économie du monde en PIB. Le taux de chômage s’y élève à 5,5 % en octobre 2021 et la croissance économique atteint 4 % en 2019. Le salaire médian brut est de 1 000 euros (4 700 złotys) en octobre 2020 et près de 1,5 million de salariés sont en « contrats flexibles », dits « contrats-poubelle » puisqu'ils les poussent dans la précarité.
En 2024, le pays est classé en 40e position pour l'indice mondial de l'innovation.

### Énergie
Le secteur énergétique polonais se caractérise par la prépondérance massive du charbon, qui en 2015 assurait 51 % de la consommation intérieure totale d'énergie primaire et 81 % de la production d'électricité.
Les efforts réalisés depuis la fin de l'ère communiste ont permis de réduire les émissions de dioxyde de carbone par habitant de 19 % entre 1990 et 2015. Elles restent encore élevées, avec 6,28 tonnes de CO2 par habitant en 2015 (contre 4,37 t/hab en France, 8,93 t/hab en Allemagne et une moyenne de 6,28 t/hab en Union européenne).
La Pologne est dépendante à 30,4 % de sources extérieures en 2015, toutes énergies confondues. Le pays a été jusqu’à la fin 2013 autosuffisant, voire exportateur, avec une consommation de l’ordre de 158 TWh et une production de 160 TWh. Du fait de sa croissance économique importante, la situation a commencé à s’inverser début 2014.

### Tourisme

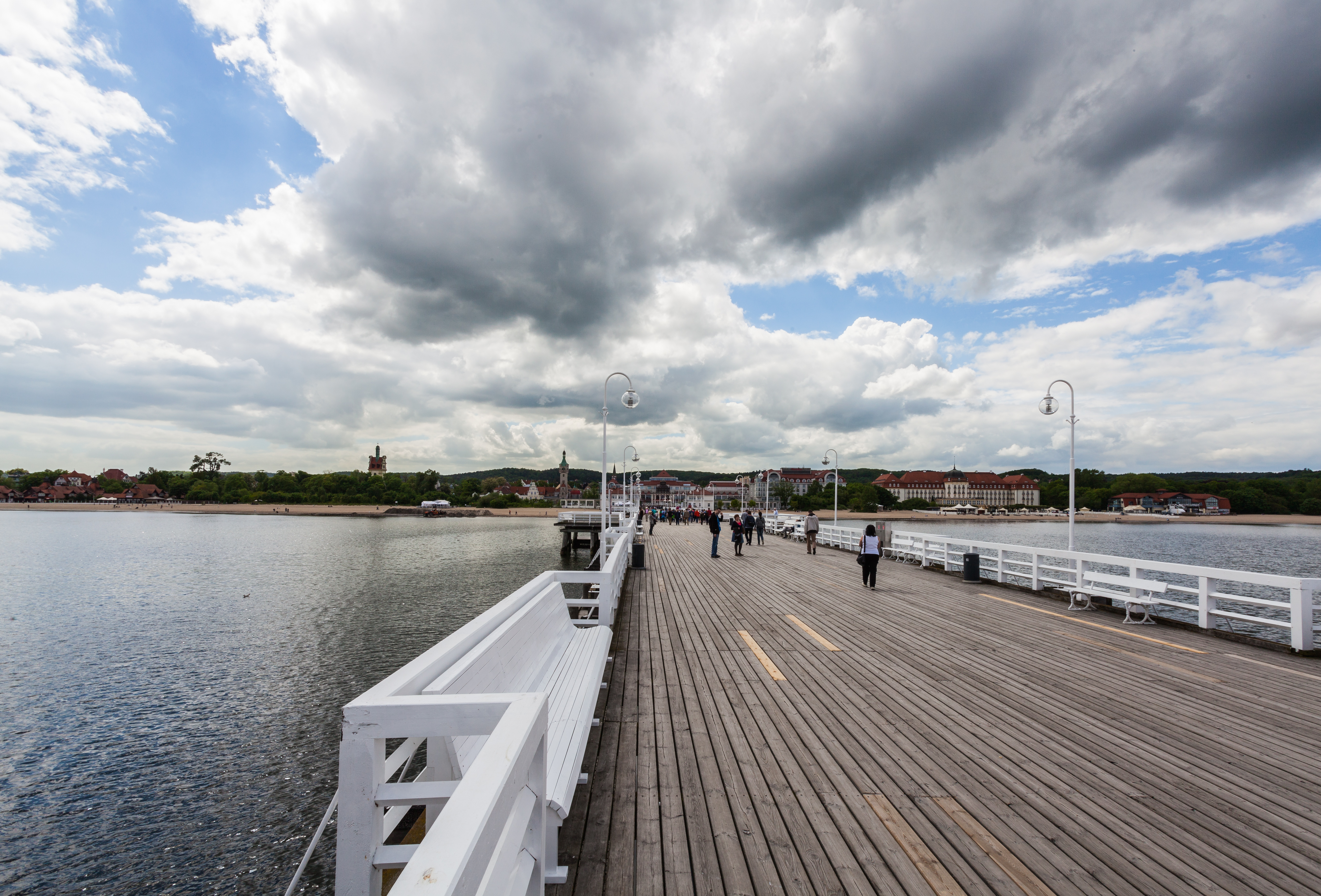
La jetée de Sopot.

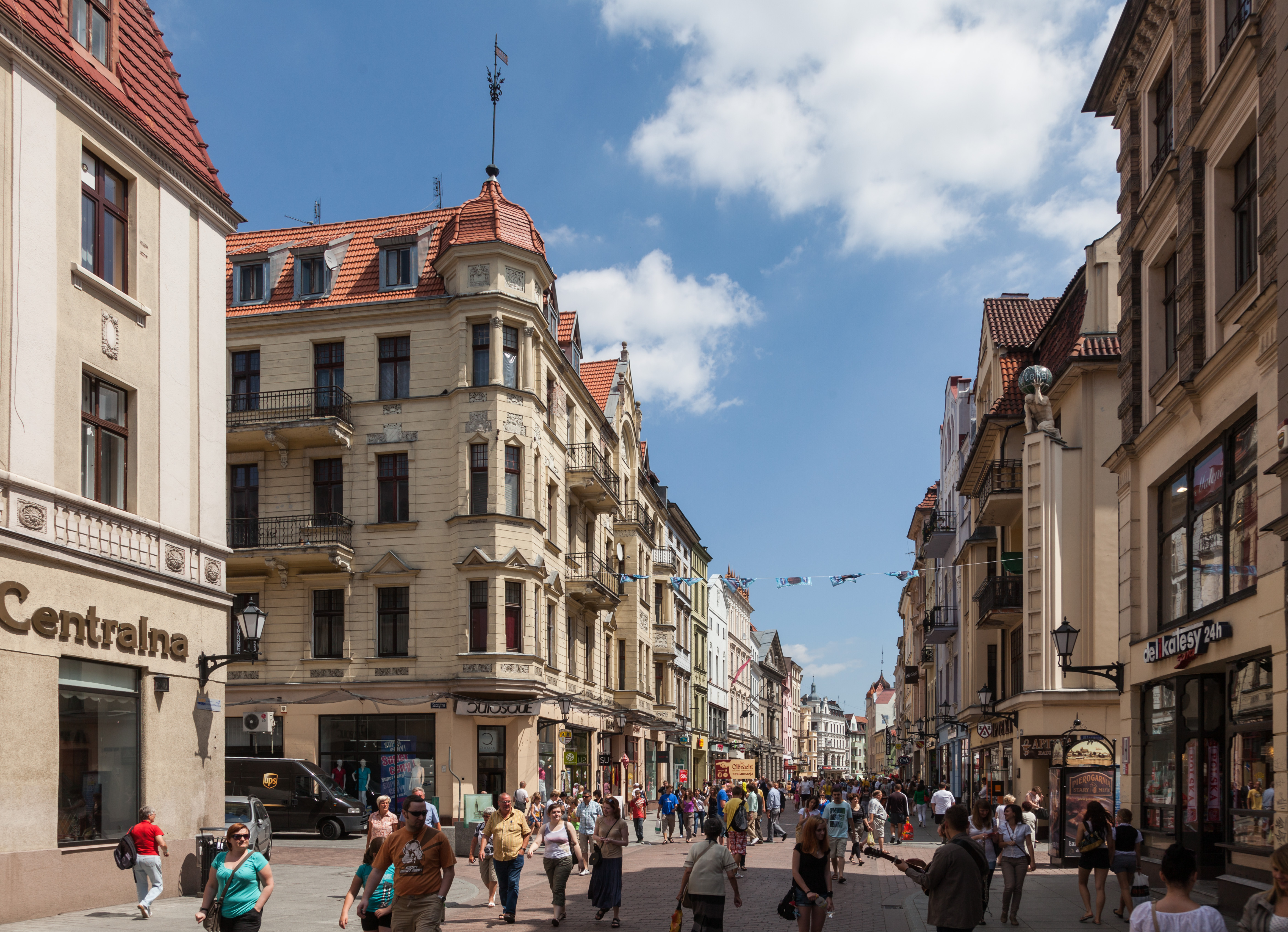
Toruń est classée au patrimoine mondial.

Selon les estimations de l'Institut du tourisme, en 2012, le nombre d'arrivées dans le pays a totalisé 67,4 millions, dont 14,8 millions de touristes étrangers. La grande majorité des touristes proviennent d'Allemagne, plus grand pays limitrophe de la Pologne, avec 4 520 000 arrivées en 2010. Les pays de l'Europe et de l'Union européenne figurent donc logiquement aux premières places. Le tourisme contribue à l'économie du pays. Les villes les plus populaires sont Varsovie, Cracovie, Wrocław, Poznań, Szczecin, Świnoujście, Gdańsk, Sopot, Gdynia, Bydgoszcz, Toruń, Lublin, Zamość, Częstochowa, Zakopane, Wieliczka et Oświęcim (visité notamment pour son camp de concentration d'Auschwitz). La Pologne est le 16e pays le plus visité dans le monde par les touristes étrangers, selon le classement de l'Organisation mondiale du tourisme (OMT) en 2014.

## Démographie

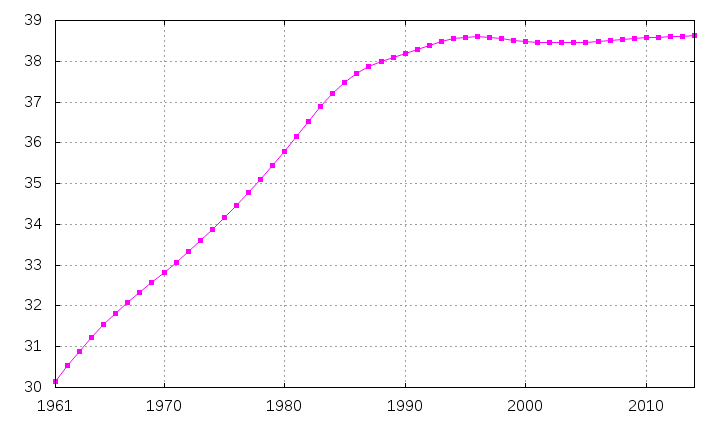
Évolution de la démographie entre 1961 et 2010, en millions d'habitants (chiffre de la FAO, 2005).

La population polonaise compte 37 972 964 habitants début 2017.
Au moins deux millions de Polonais ont émigré entre 2004, date de l'entrée du pays dans l'Union européenne, et 2016. La diaspora polonaise (voir infra) compte environ vingt millions d'individus.
La Pologne ignore le multiculturalisme. Quelques minorités sont présentes dans le pays (germanophones, Ukrainiens, Juifs, Tatars musulmans), mais peu d’immigrés extra-européens : des commerçants vietnamiens arrivés dans les années 1970 et quelques milliers de ressortissants africains. La xénophobie est parfois attisée par une partie de la classe politique.

### Principales villes

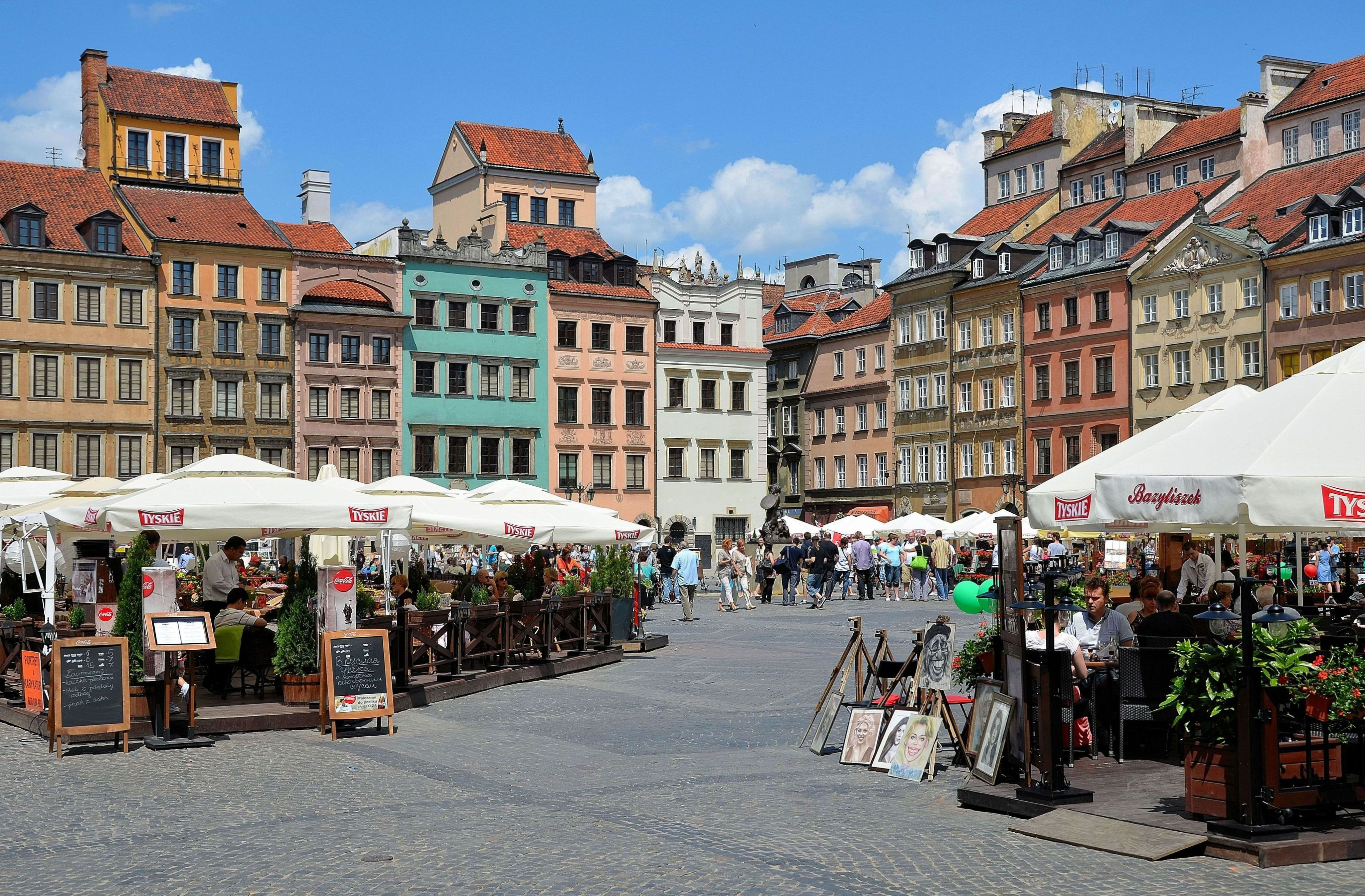
Vieille ville de Varsovie.
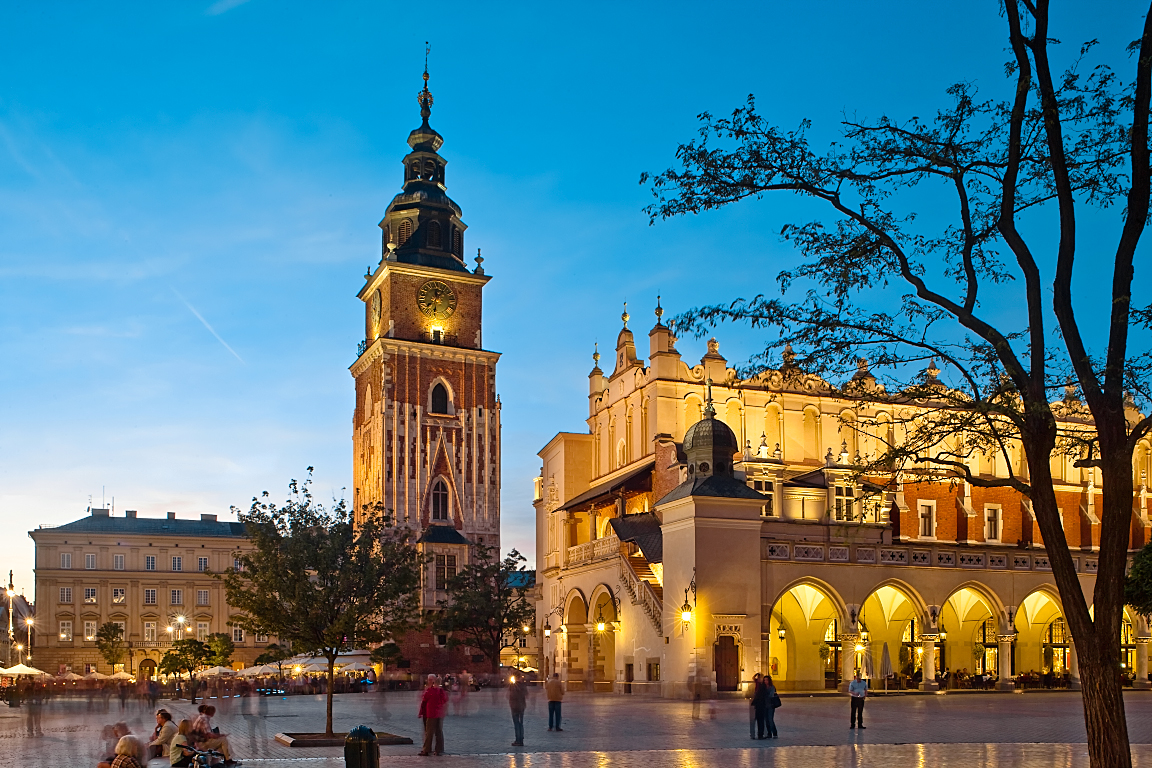
Place du marché principal de Cracovie.
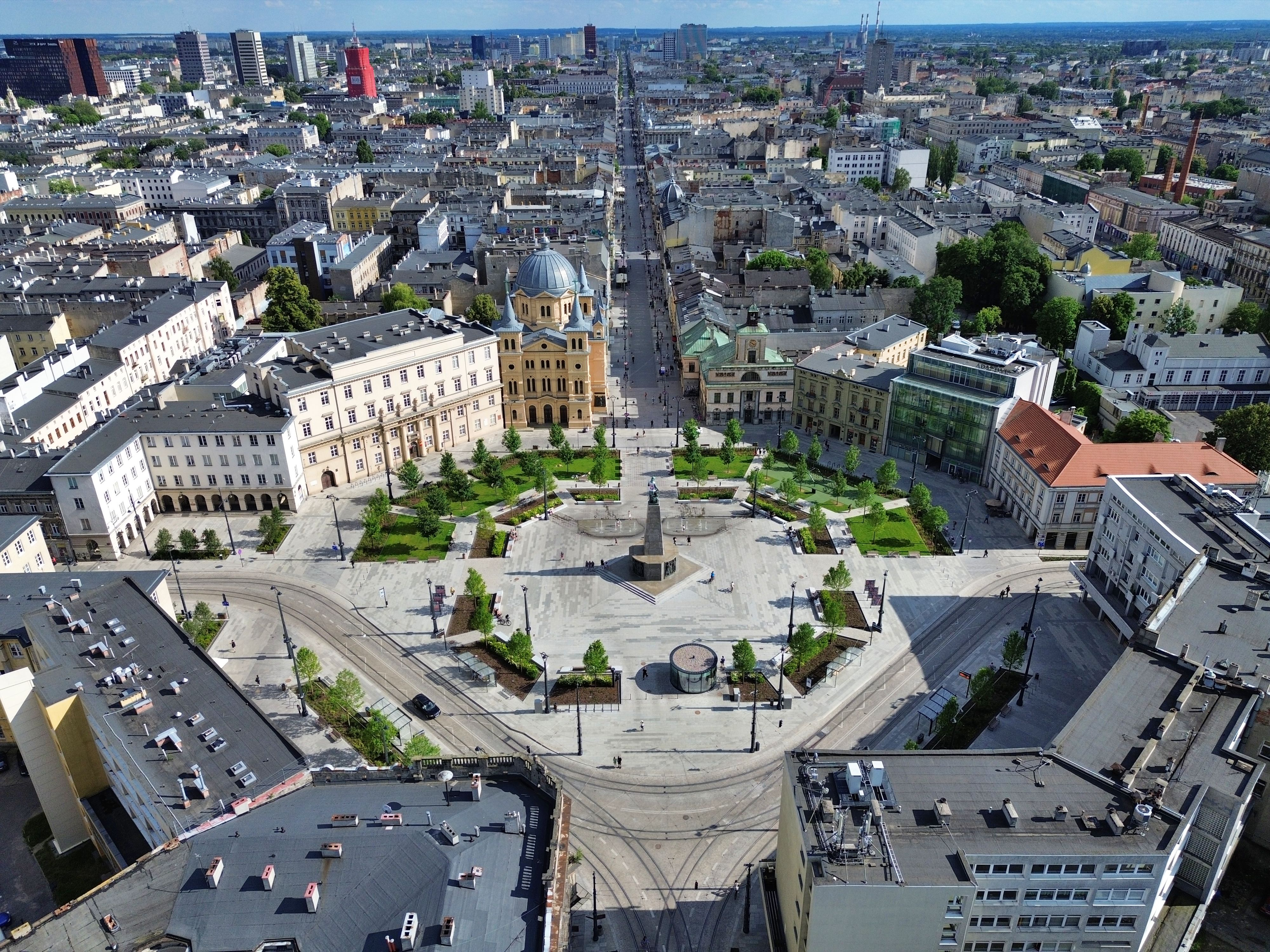
Place de la Liberté à Łódź.
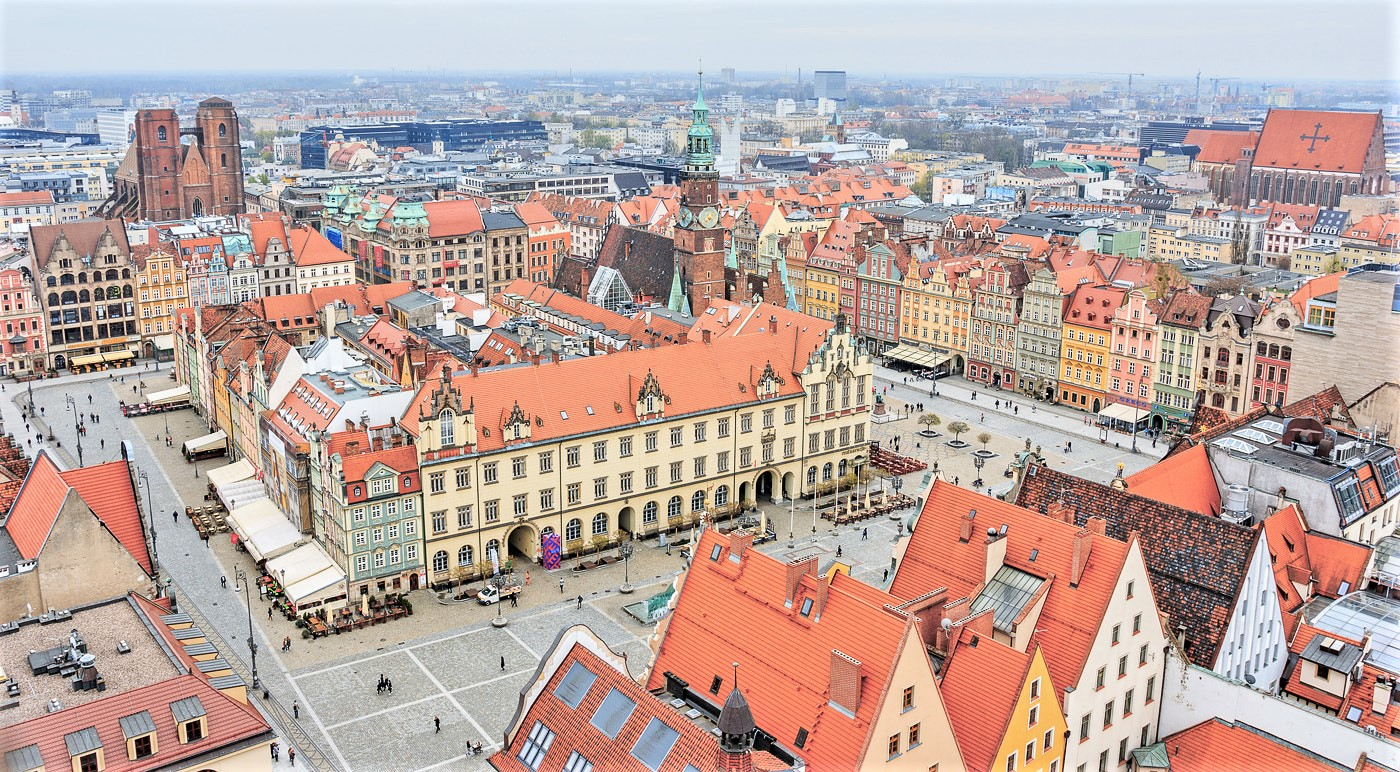
Vieille ville de Wrocław.
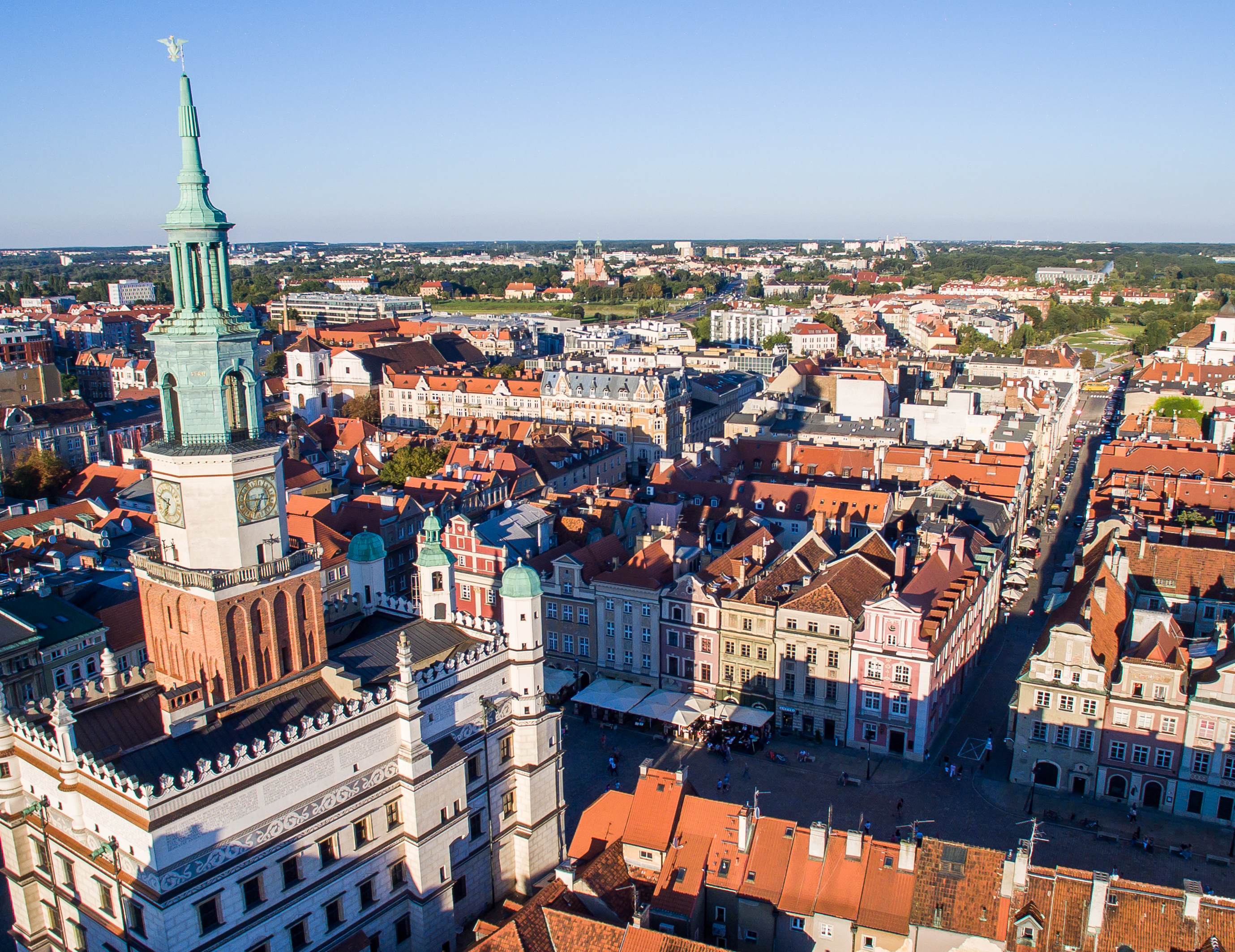
Vieux marché de Poznań.

| Rang | Villes              | Habitants (2012) | Voïvodies             |  | Rang | Villes              | Habitants (2012) | Voïvodies             |
| ---- | ------------------- | ---------------- | --------------------- |  | ---- | ------------------- | ---------------- | --------------------- |
| 1    | Varsovie (Warszawa) | 1 802 398        | Mazovie               |  | 21   | Olsztyn             | 175 843          | Varmie-Mazurie        |
| 2    | Cracovie (Kraków)   | 754 854          | Petite-Pologne        |  | 22   | Bielsko-Biała       | 175 476          | Silésie               |
| 3    | Łódź                | 747 152          | Łódź                  |  | 23   | Rzeszów             | 173 300          | Basses-Carpates       |
| 4    | Wrocław             | 632 240          | Basse-Silésie         |  | 24   | Ruda Śląska         | 144 254          | Silésie               |
| 5    | Poznań              | 559 458          | Grande-Pologne        |  | 25   | Rybnik              | 141 057          | Silésie               |
| 6    | Gdańsk              | 455 830          | Poméranie             |  | 26   | Tychy               | 129 540          | Silésie               |
| 7    | Szczecin            | 407 260          | Poméranie-Occidentale |  | 27   | Dąbrowa Górnicza    | 128 560          | Silésie               |
| 8    | Bydgoszcz           | 360 142          | Couïavie-Poméranie    |  | 28   | Płock               | 126 807          | Mazovie               |
| 9    | Lublin              | 351 345          | Lublin                |  | 29   | Elbląg              | 126 460          | Varmie-Mazurie        |
| 10   | Katowice            | 312 201          | Silésie               |  | 30   | Opole               | 126 382          | Opole                 |
| 11   | Białystok           | 294 265          | Podlachie             |  | 31   | Gorzów Wielkopolski | 125 360          | Lubusz                |
| 12   | Gdynia              | 249 787          | Poméranie             |  | 32   | Wałbrzych           | 122 927          | Basse-Silésie         |
| 13   | Częstochowa         | 241 449          | Silésie               |  | 33   | Włocławek           | 118 160          | Couïavie-Poméranie    |
| 14   | Radom               | 224 501          | Mazovie               |  | 34   | Zielona Góra        | 117 406          | Lubusz                |
| 15   | Sosnowiec           | 221 775          | Silésie               |  | 35   | Tarnów              | 116 584          | Petite-Pologne        |
| 16   | Toruń               | 206 346          | Couïavie-Poméranie    |  | 36   | Chorzów             | 113 469          | Silésie               |
| 17   | Kielce              | 205 665          | Sainte-Croix          |  | 37   | Kalisz              | 107 910          | Grande-Pologne        |
| 18   | Gliwice             | 196 968          | Silésie               |  | 38   | Koszalin            | 107 307          | Poméranie-Occidentale |
| 19   | Zabrze              | 188 717          | Silésie               |  | 39   | Legnica             | 104 754          | Basse-Silésie         |
| 20   | Bytom               | 184 328          | Silésie               |  | 40   | Jaworzno            | 95 383           | Silésie               |

Le classement est établi sur la base de la population des villes, il diffère si l'on prend en compte les agglomérations.
Les plus grandes agglomérations du pays sont l'agglomération industrielle de Haute-Silésie autour de Katowice (3,4 millions d'habitants), Varsovie (2,7 millions), Łódź (1,4 million), Cracovie (1,2 million) et la « Tricité » formée par Gdańsk, Sopot et Gdynia (1 million). Les aires métropolitaines de Wrocław, Posnanie, Szczecin, Bydgoszcz–Toruń et Lublin sont également importantes, avec respectivement 900 000, 850 000, 760 000, 750 000 et 650 000 habitants.

### Minorités
Il y a environ 483 000 étrangers possédant un permis de résidence en Pologne en 2020. Ce décompte n'inclut pas les personnes n'ayant pas régularisé leurs séjours ou résidant de manière temporaire ou prolongée sans permis de résidence. En 2019, le nombre total d'étrangers résidant en Pologne était ainsi estimé à plus de deux millions. Ils sont majoritairement originaires d'Ukraine (1,35 million), de Biélorussie (105 000), d'Europe occidentale (Allemagne, France…), mais aussi d'Extrême-Orient (Viêt Nam, avec environ 30 000 Vietnamiens, soit la 3e concentration en Europe après la France et l'Allemagne). Depuis 2000, plus de 71 711 Allemands se sont installés en Pologne.
- Les Cachoubes (dénombrement particulièrement incertain, allant de 5 000 parlant la langue à 100 000 personnes, voire 300 000, les Cachoubes se déclarant généralement Polonais) habitant principalement la Cachoubie ;
- les Silésiens (comme les Cachoubes, ils se déclarent le plus souvent Polonais, leur nombre total étant d'environ 1 500 000) ;
- les Allemands de Pologne (300 000 à 400 000), parmi lesquels les germanophones représentent 150 000 personnes, situées principalement en Silésie autour d'Opole ;
- les Tatars, minorité (environ 3 000 membres) installée en Podlachie entre les XIVe et XVIIe siècles, en majorité musulmane ;
- les Grecs et Macédoniens (de 2 000 à 4 500), minorité nationale reconnue sous le régime communiste, ne le sont plus dans la Pologne actuelle parce qu'il s'agit d'une minorité issue de l'immigration, de réfugiés de la Guerre civile grecque de 1946-1949, au sein desquels les slavophones ont fini par demander une reconnaissance distincte en tant que Macédoniens.
- Les juifs ashkénazes étaient plus de trois millions au début du XXe siècle[réf. nécessaire]. Ils[Combien ?] ont été majoritairement exterminés pendant la Seconde Guerre mondiale. Aujourd'hui, une vie culturelle juive renaît progressivement notamment, par l'installation de juifs israéliens dans les grandes villes.[réf. souhaitée]

### Diaspora
La diaspora polonaise (Polonia) compte 20 millions de personnes nées en Pologne ou d'ascendance polonaise[réf. nécessaire].

### Religions

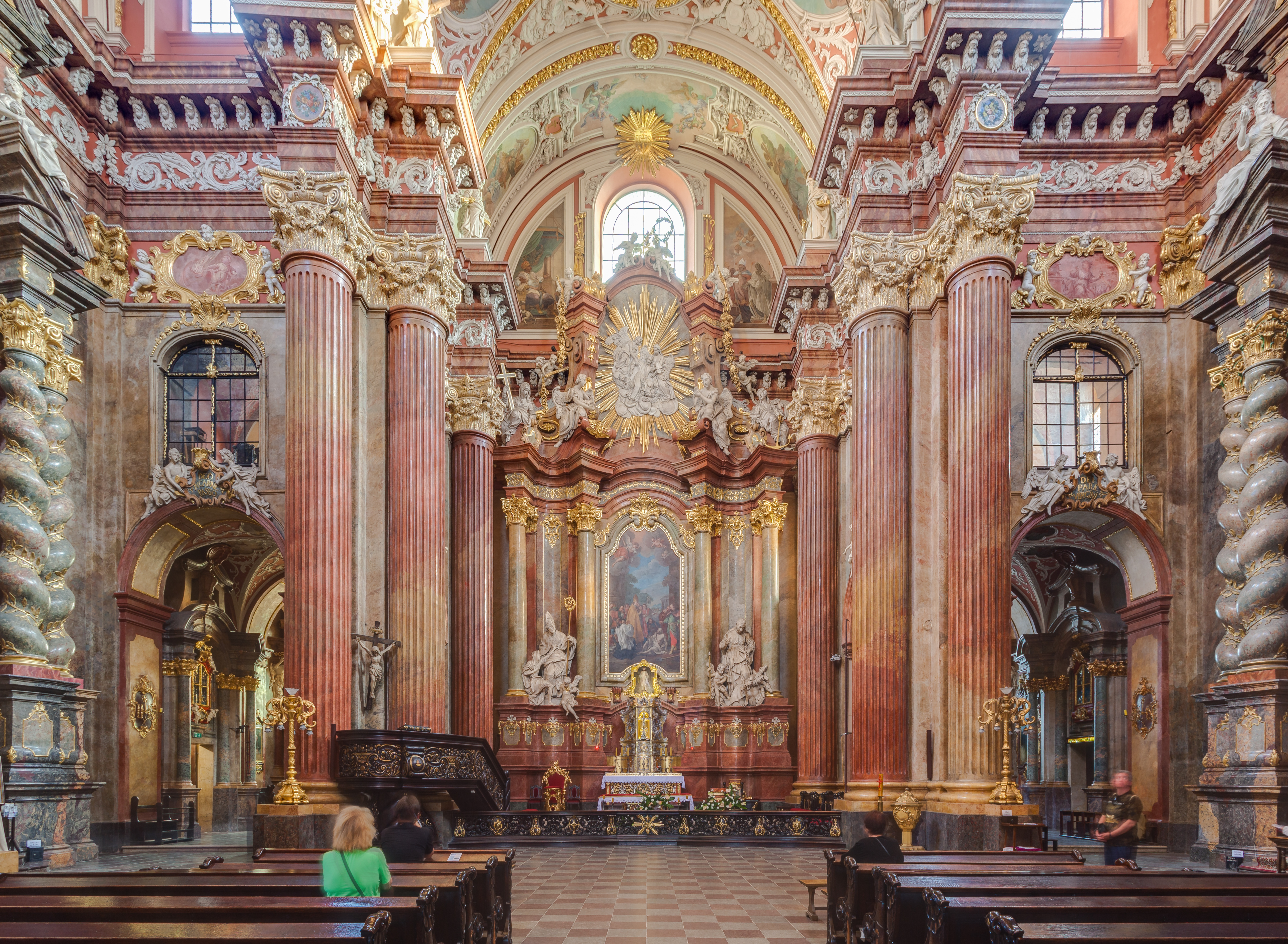
La basilique collégiale à Poznań.

Jusqu'à la Seconde Guerre mondiale, plusieurs religions étaient fortement représentées en Pologne : les minorités substantielles juive, protestante et chrétienne orthodoxe ont coexisté durant plusieurs siècles avec la majorité catholique. En raison de la Shoah, de l'annexion des territoires polonais de l'Est par l'Union soviétique et de la politique communiste d’expulsion des populations allemandes et ukrainiennes après la Seconde Guerre mondiale, la Pologne est devenue primordialement catholique, bien que la religion fût mal tolérée par le pouvoir. En 2011, 87,0 % de la population se déclarait catholique, cohabitant avec 1,3 % d'orthodoxes, 0,4 % de protestants et 0,3 % de Témoins de Jéhovah. Le taux d'observance religieuse, de 40 %, fait de la Pologne l'un des pays les plus religieux en Europe.
L'islam est très peu présent en Pologne, les statistiques officielles font état de seulement 20 000 croyants, essentiellement les Tatars baltiques vivant en Podlachie.
L’image de l’Église polonaise s'est dégradée ces dernières années en raison de la récurrence des affaires de pédophilie, de sa proximité avec le gouvernement et des attaques contre le droit à l'avortement et celui des personnes homosexuelles. Selon un sondage réalisé en 2020, seuls 9 % des jeunes Polonais déclarent avoir une image positive de l’Église et la confiance en l’institution a chuté de 18 % depuis 2016 parmi la population.

### Langues
Le polonais est la langue officielle du pays et est parlé nativement par 97 % de la population, ce qui fait de la Pologne l'un des pays linguistiquement les plus homogènes d'Europe.
Les langues étrangères les plus apprises par les jeunes sont, par ordre décroissant, l'anglais (66 % en 2013), l'allemand (27 %), le russe (4 %) et le français (2 %).
L'OIF aurait recensé un million de personnes parlant le français dans le pays.

## Culture

### Théâtre
À partir du XVIIIe siècle, une importante production dramaturgique donne ses lettres de noblesse au théâtre polonais, qui continue à s'enrichir aujourd'hui des apports d'une création toujours très active.

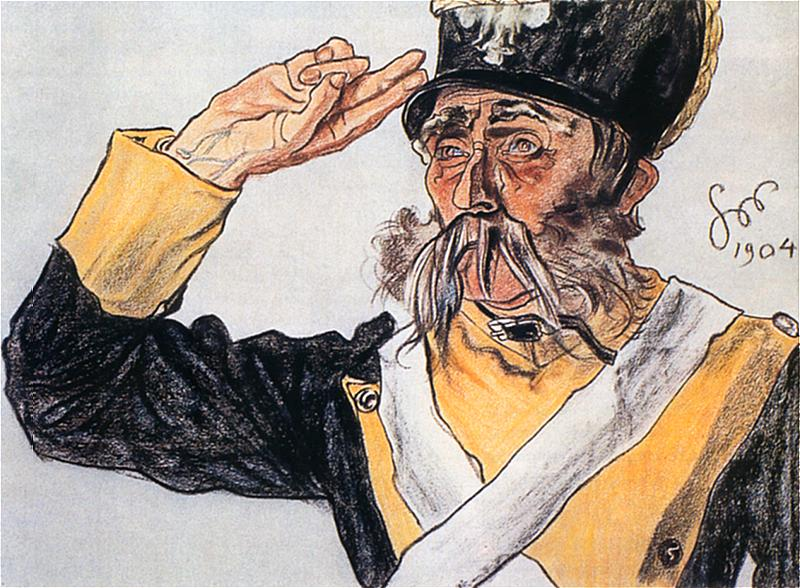
Ludwik Solski (1855-1954).
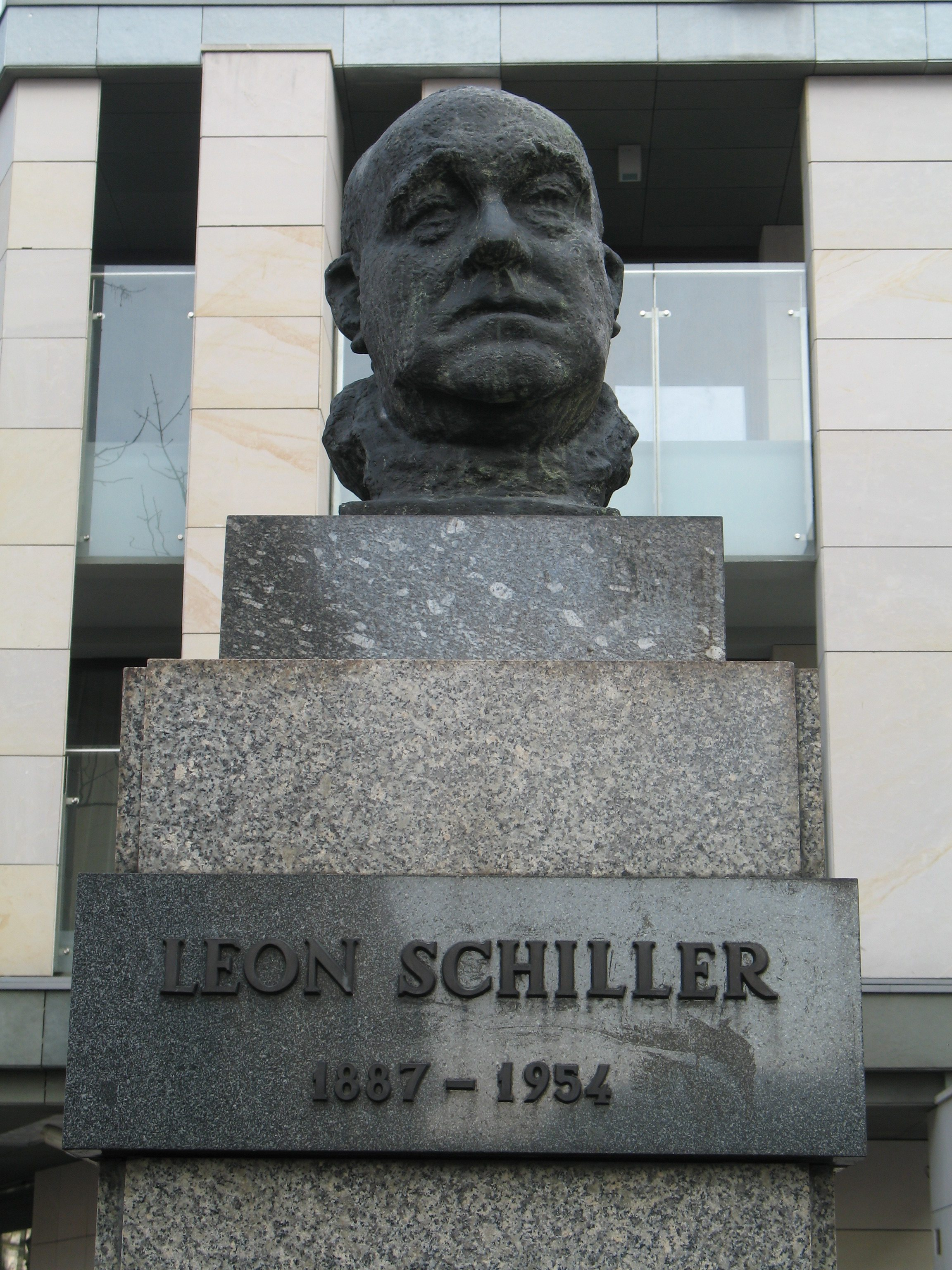
Leon Schiller (1887-1954).
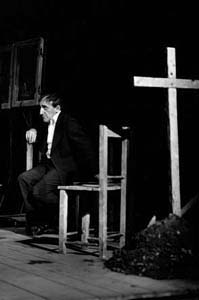
Tadeusz Kantor (1915-1990).
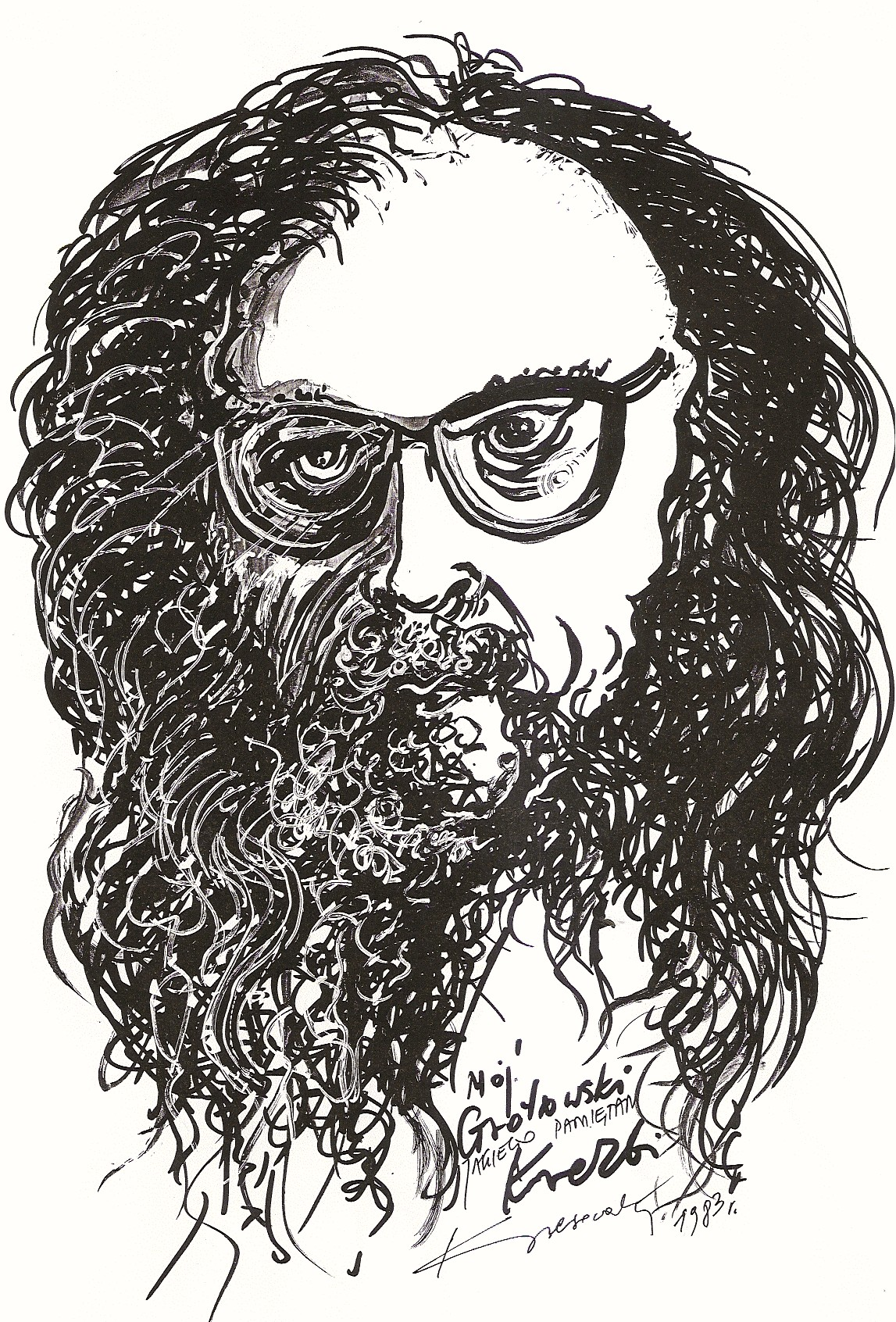
Jerzy Grotowski (1933-1999).
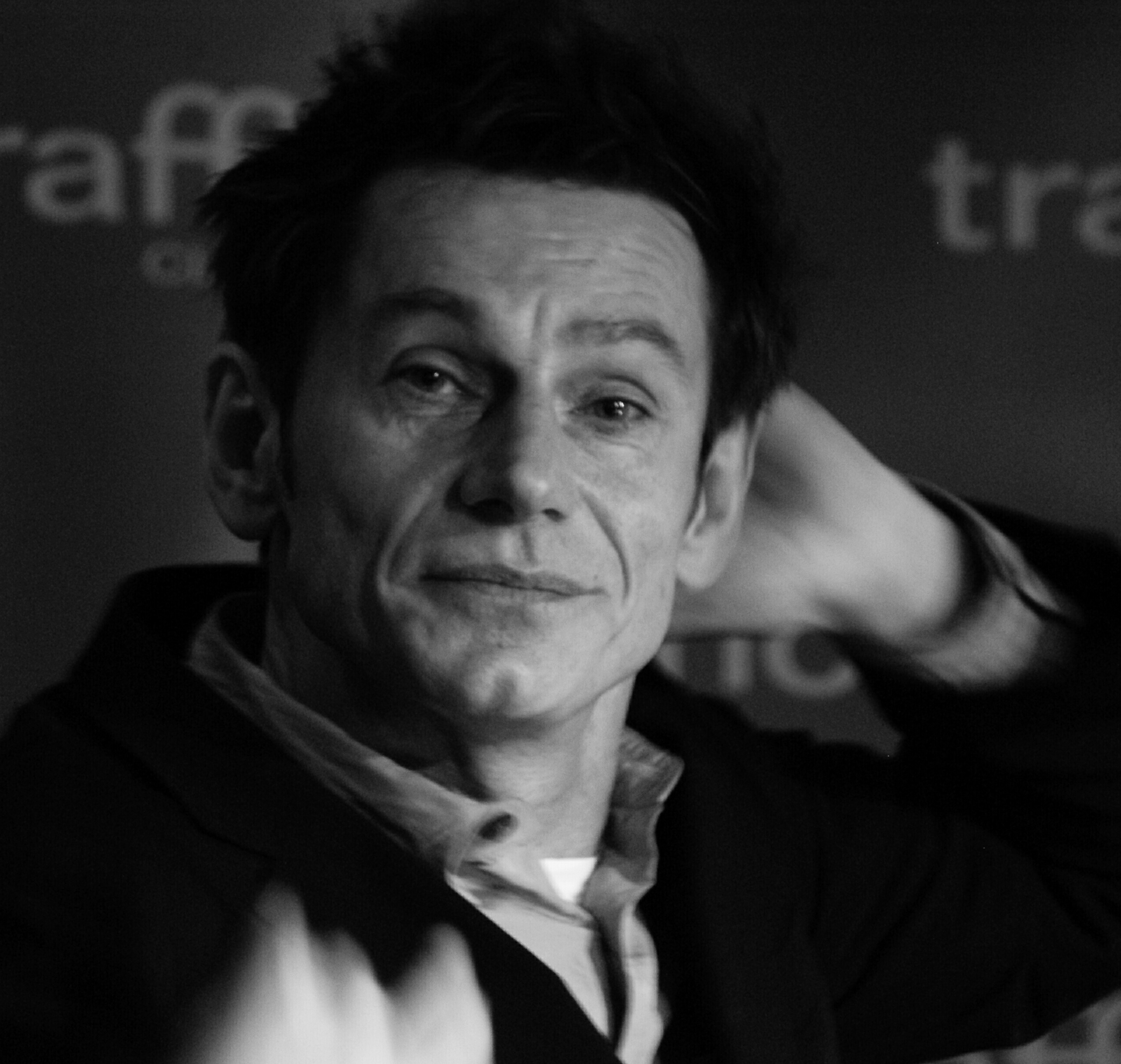
Krzysztof Warlikowski (1962-).

### Musique

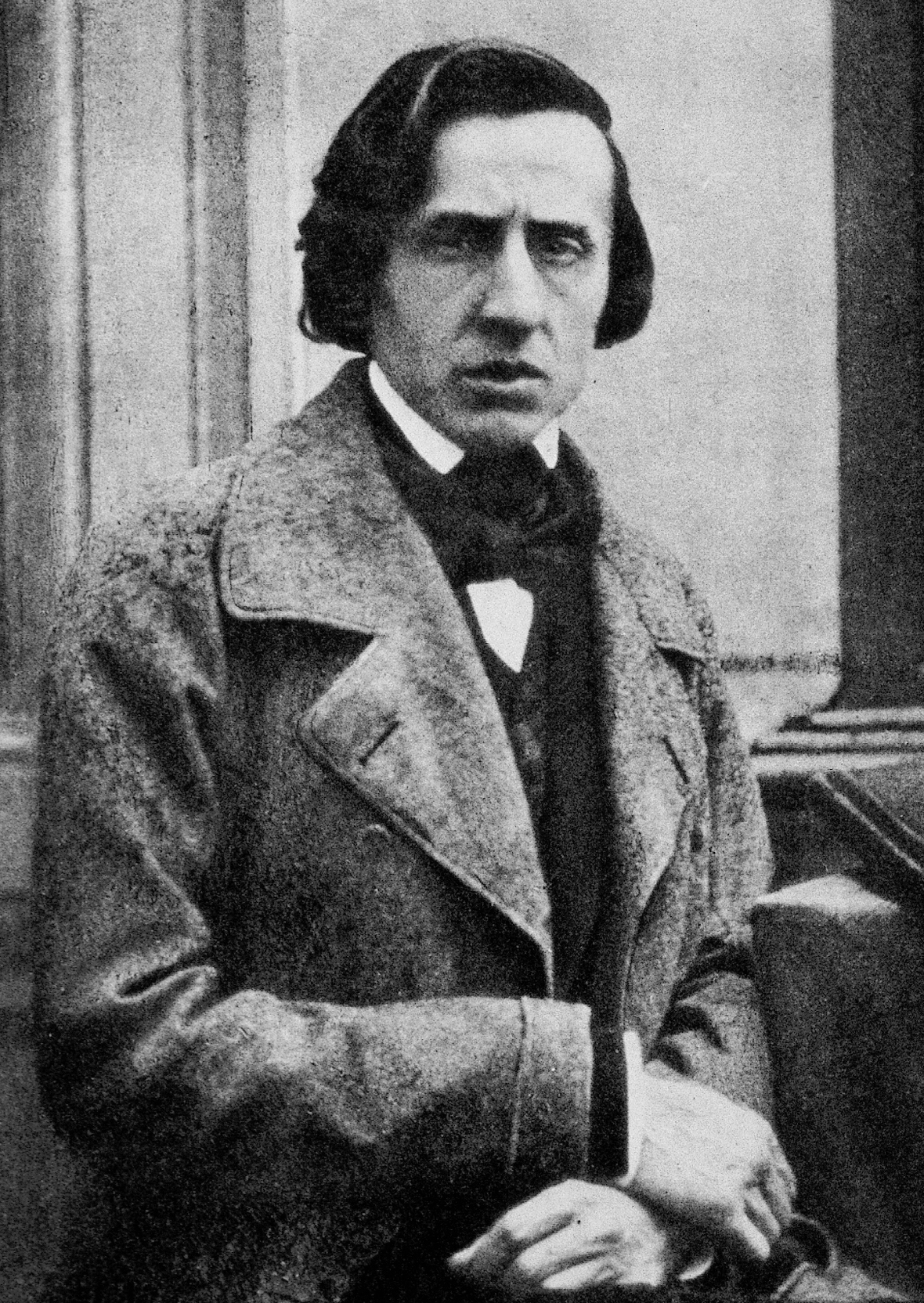
Frédéric Chopin.

Les premières compositions polonaises remontent au XIIIe siècle. Il s'agit alors essentiellement de musique sacrée (avec notamment l'hymne religieux Bogurodzica). Au XIXe siècle, la musique polonaise acquiert une renommée internationale grâce à Frédéric Chopin, puis Karol Szymanowski, Krzysztof Penderecki, Witold Lutosławski et Henryk Górecki au XXe siècle. Le pianiste de renommée mondiale Ignacy Jan Paderewski est également venu de Pologne
L'hymne national polonais, la Mazurka de Dąbrowski, a été composé en 1797 par Józef Wybicki et adopté officiellement par la Pologne en 1926.
La musique pop s'est développée en Pologne sous l'influence des scènes occidentales, malgré le régime communiste. Après 1989, l'activité musicale polonaise n'a cessé de prendre de l'importance avec l'émergence de nombreux festivals et de groupes de tous styles, notamment de rock et de hip hop.
La scène metal polonaise, connue en Europe depuis ses débuts, compte de grands noms, tels que Behemoth, Vader ou Graveland.

### Folklore

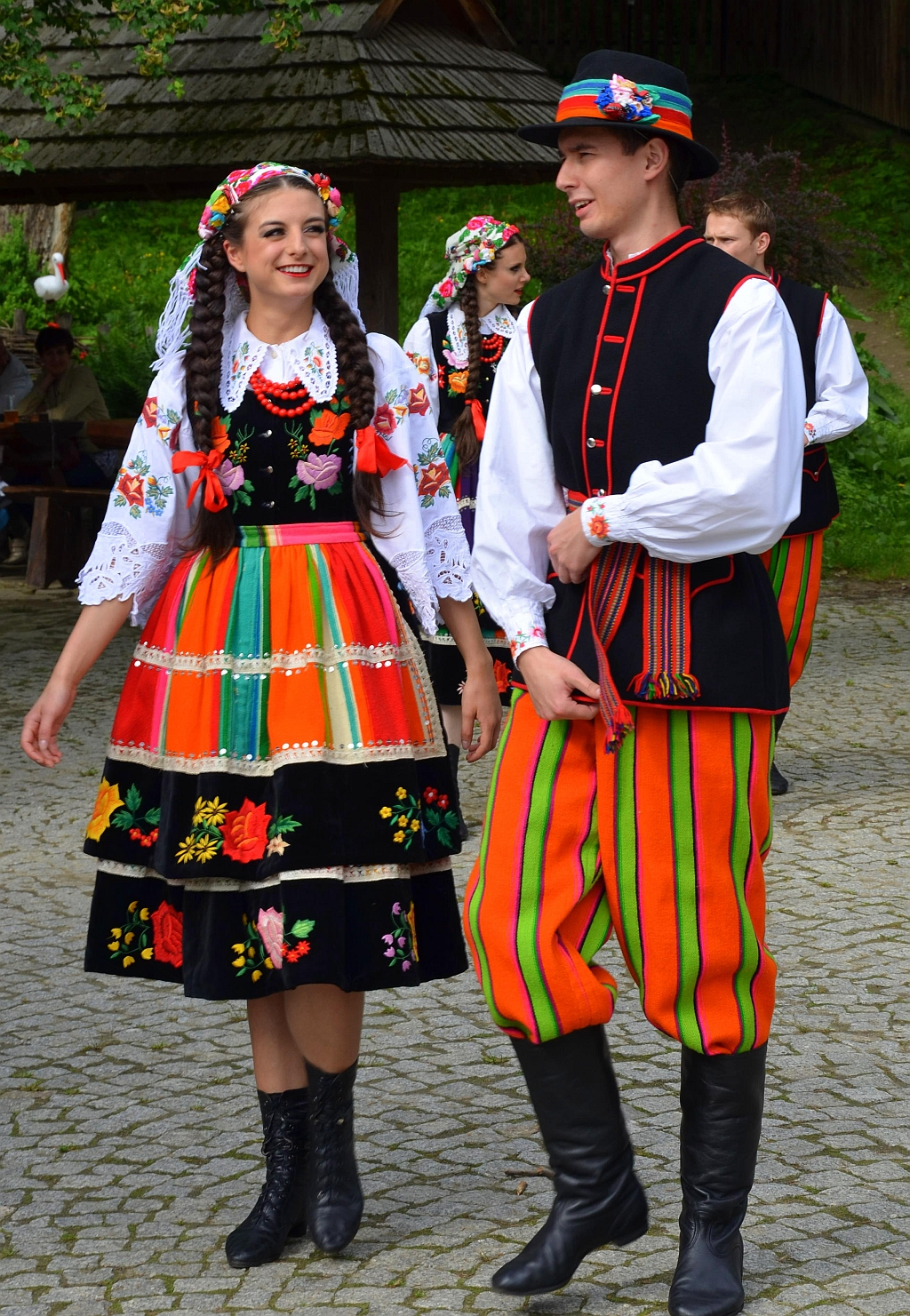
Un des costumes nationaux du centre de la Pologne, région de Łowicz.

Souvent réduit à tort aux simples prestations des ballets Śląsk et Mazowsze, le folklore polonais reste cependant pratiqué assidûment par un grand nombre de Polonais de tous âges et de toutes classes sociales.
Ceci est en partie dû à la volonté et au travail exceptionnel d'Oskar Kolberg, qui parcourut la Pologne au XIXe siècle afin de répertorier le maximum de mélodies, de poèmes et de danses, région par région ; ce travail de recherche a donné lieu à son chef-d’œuvre de plus de 33 tomes de son vivant, Lud (le peuple).
Ainsi, de nombreux groupes se sont créés et revendiquent encore aujourd’hui leurs régions d’origine, teintées de mélodies typiques et de pas de danse très caractéristiques de ces régions. Il existe cinq danses nationales, popularisées pour la plupart par Chopin : le krakowiak (danse de Cracovie), l’oberek, la polonaise, le mazur et le kujawiak.
L’exemple le plus frappant de cette préservation des traditions folkloriques reste la région de Podhale, près de Zakopane. Cette région montagneuse conserve ses traditions dans la vie quotidienne, dans ses coutumes, mais surtout dans sa musique, grâce au développement touristique et aux karczma (pl) (tavernes où l’on peut écouter de la musique montagnarde).
Enfin, dans le cadre de la Polonia (diaspora polonaise), de nombreux groupes étrangers de folklore polonais perpétuent les traditions.

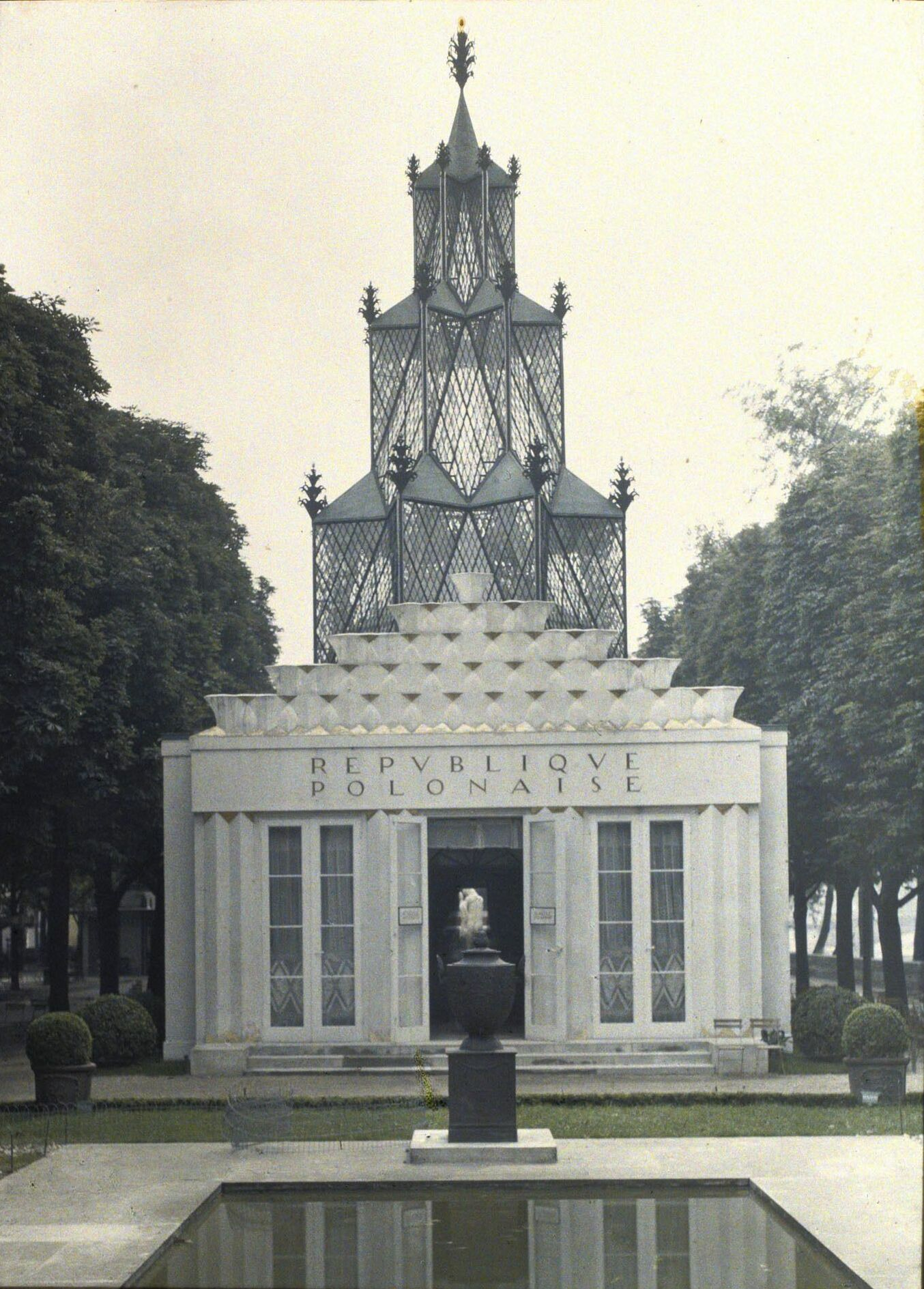
Pavillon polonais à l'exposition de Paris en 1925. Architecture Art déco inspirée du style Zakopane.
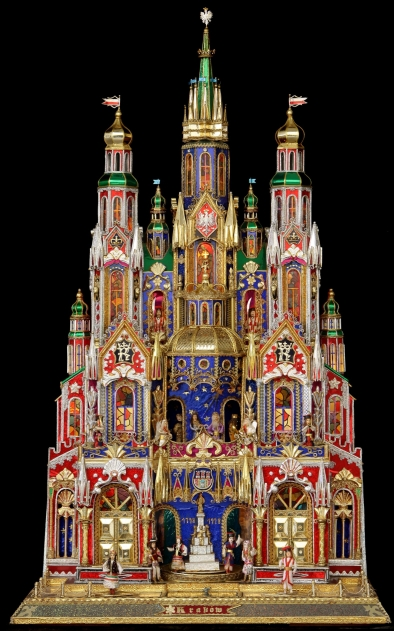
Une crèche traditionnelle à Cracovie.
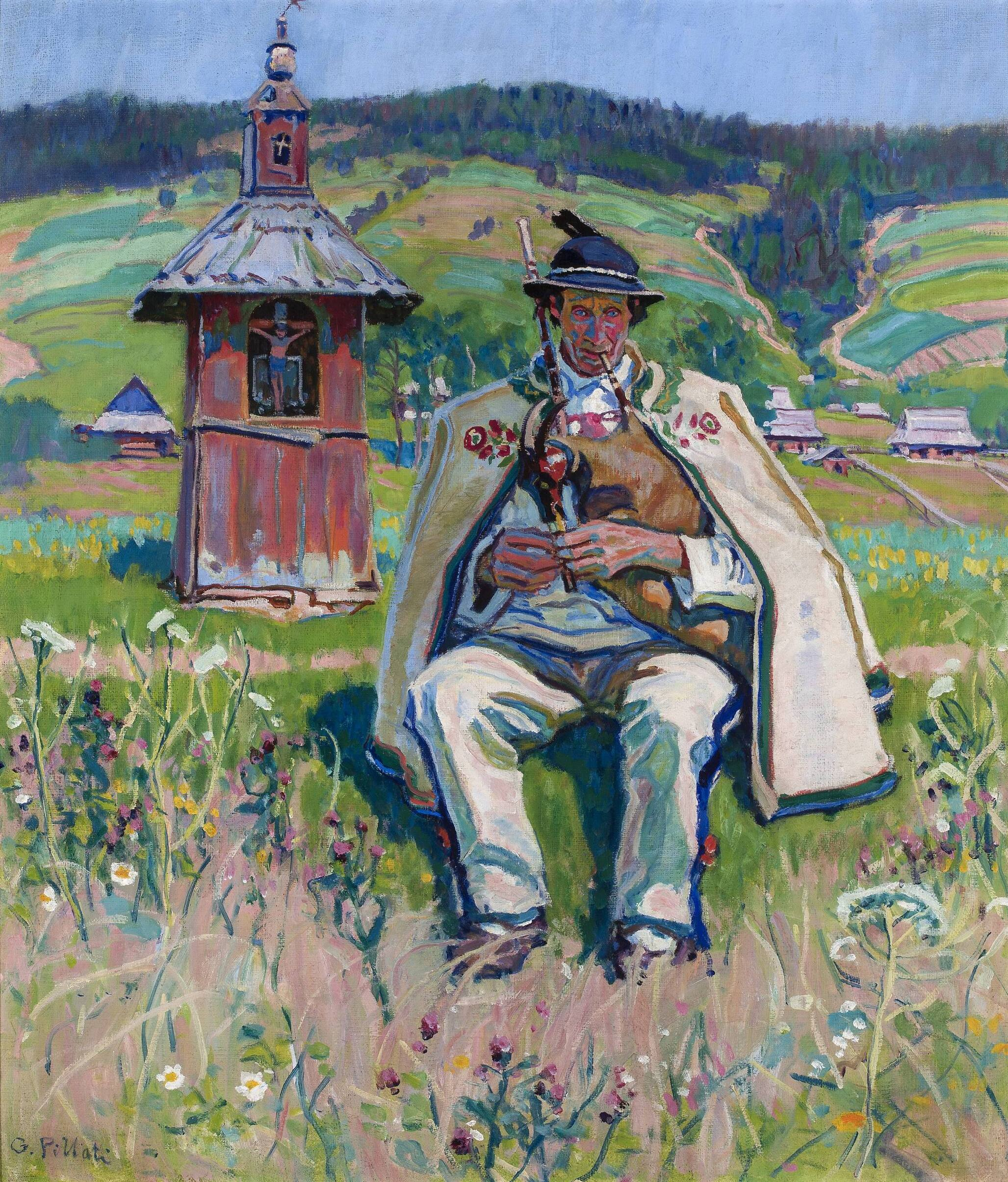
Un Góral de la Petite-Pologne.
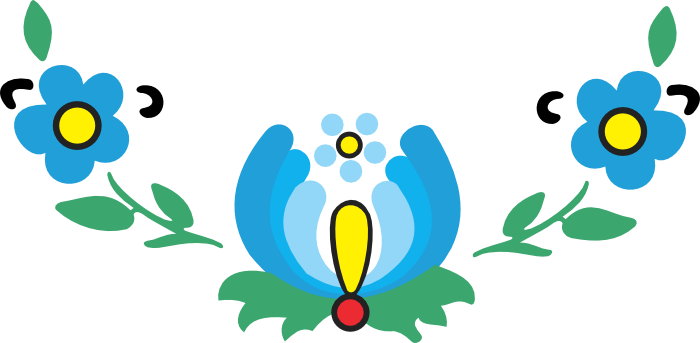
La broderie cachoube.
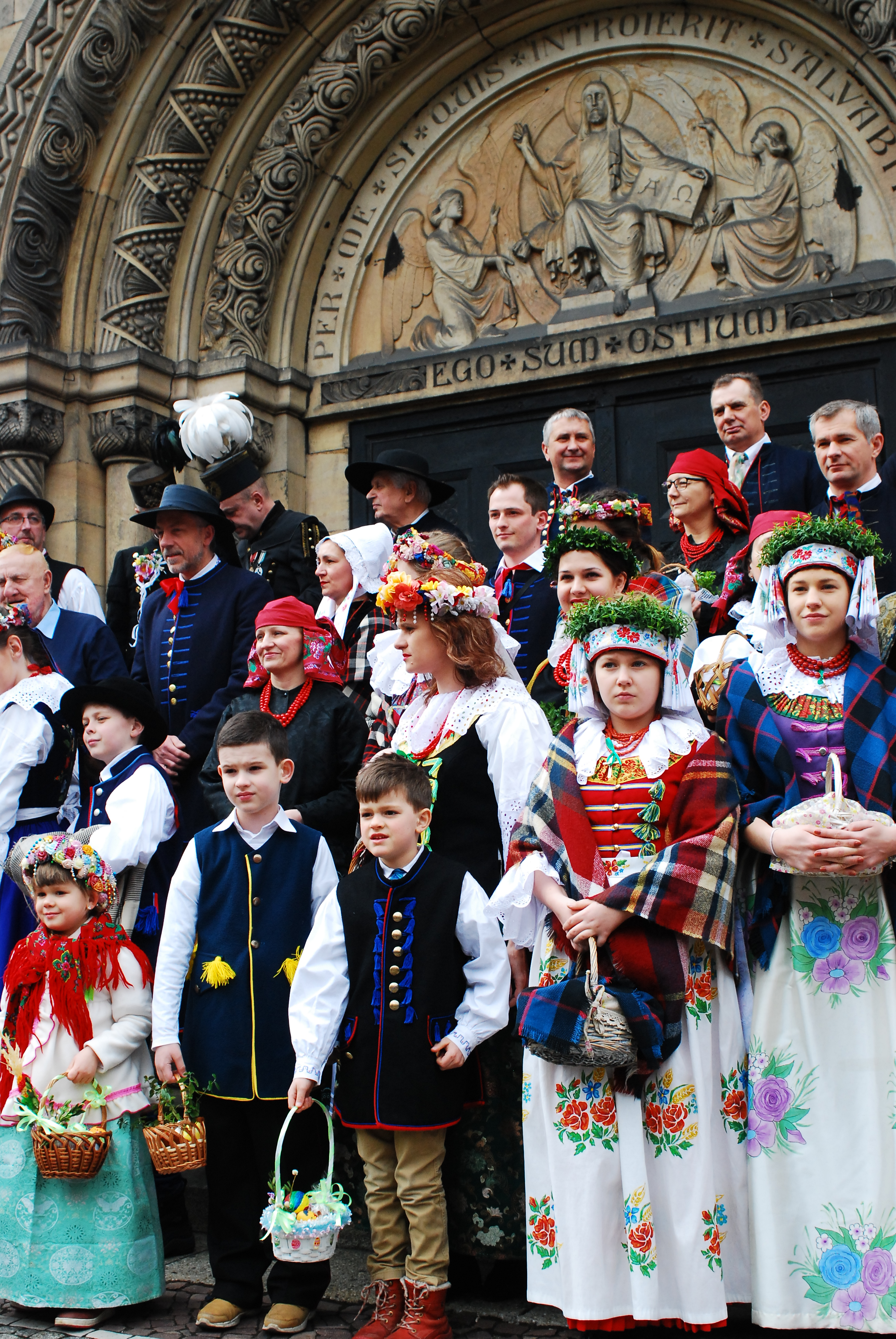
Les Silésiens de Bytom en vêtements traditionnels.

### Cuisine
La formation des traits particuliers de la cuisine polonaise a été influencée par les changements historiques. À travers les siècles et au gré des migrations, la cuisine polonaise fut soumise à des influences et changements régionaux. Grâce à cela, on dénombre d'importantes influences orientales (mongoles, puis tatares et turques), russes, allemandes, françaises, italiennes et juives.
Les plats les plus populaires en Pologne (qui le sont également dans les pays voisins) sont entre autres : les pierogi, le chou farci, le bigos, les kluski, les soupes (au chou, bortsch, żurek, bouillon, etc.), les plats de choux et de pommes de terre, le pain, les gâteaux, les légumes, les fruits (pommes, poires, différentes baies et groseilles, cerises et merisier), le fromage blanc et différents types de viandes (principalement porc, volaille et bœuf), ainsi que, dans une moindre mesure, les poissons d'eau douce ou de mer. Parmi les desserts figurent la babka, le pain d'épices, le sernik ou le makowiec. Les beignets ou les faworki sont des desserts de la fin de carnaval.

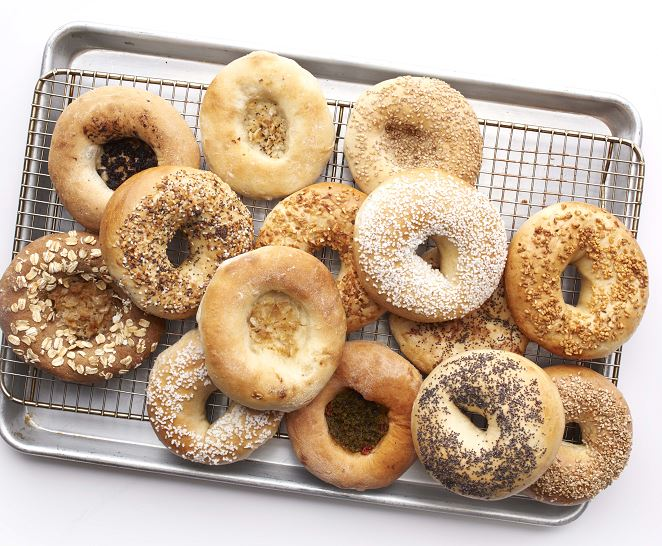
Un bagel est un pain assez dense en forme d'anneau, originaire de Pologne.
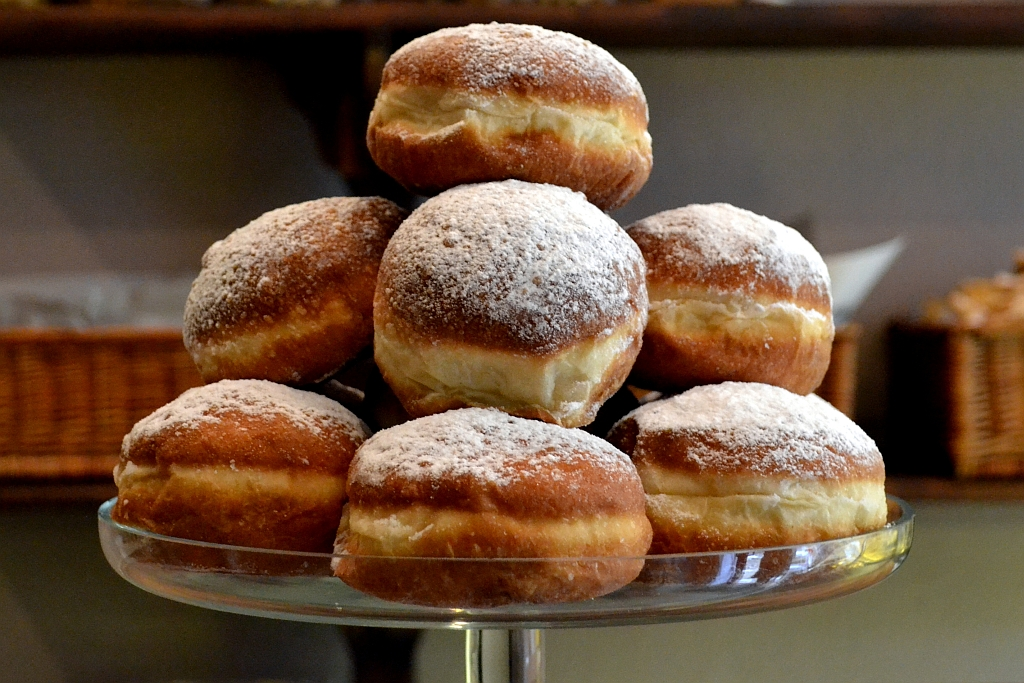
Pączki.
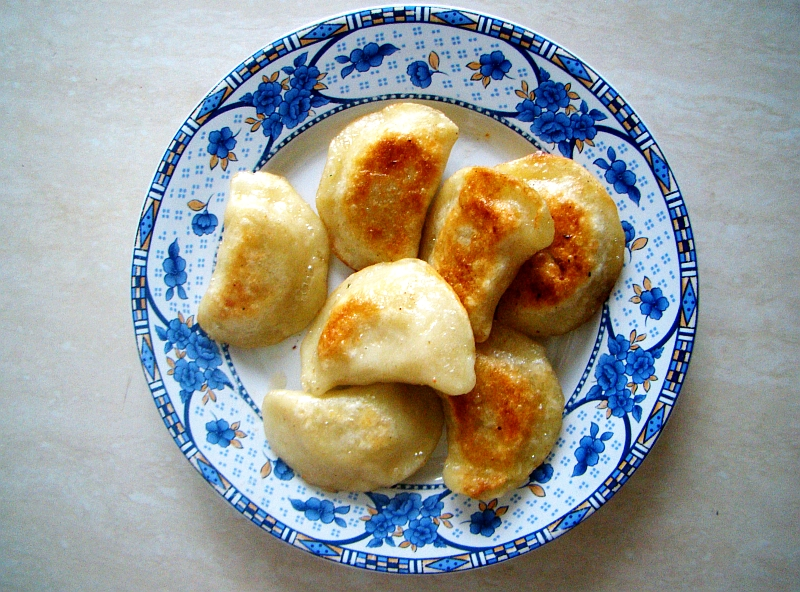
Pierogi.
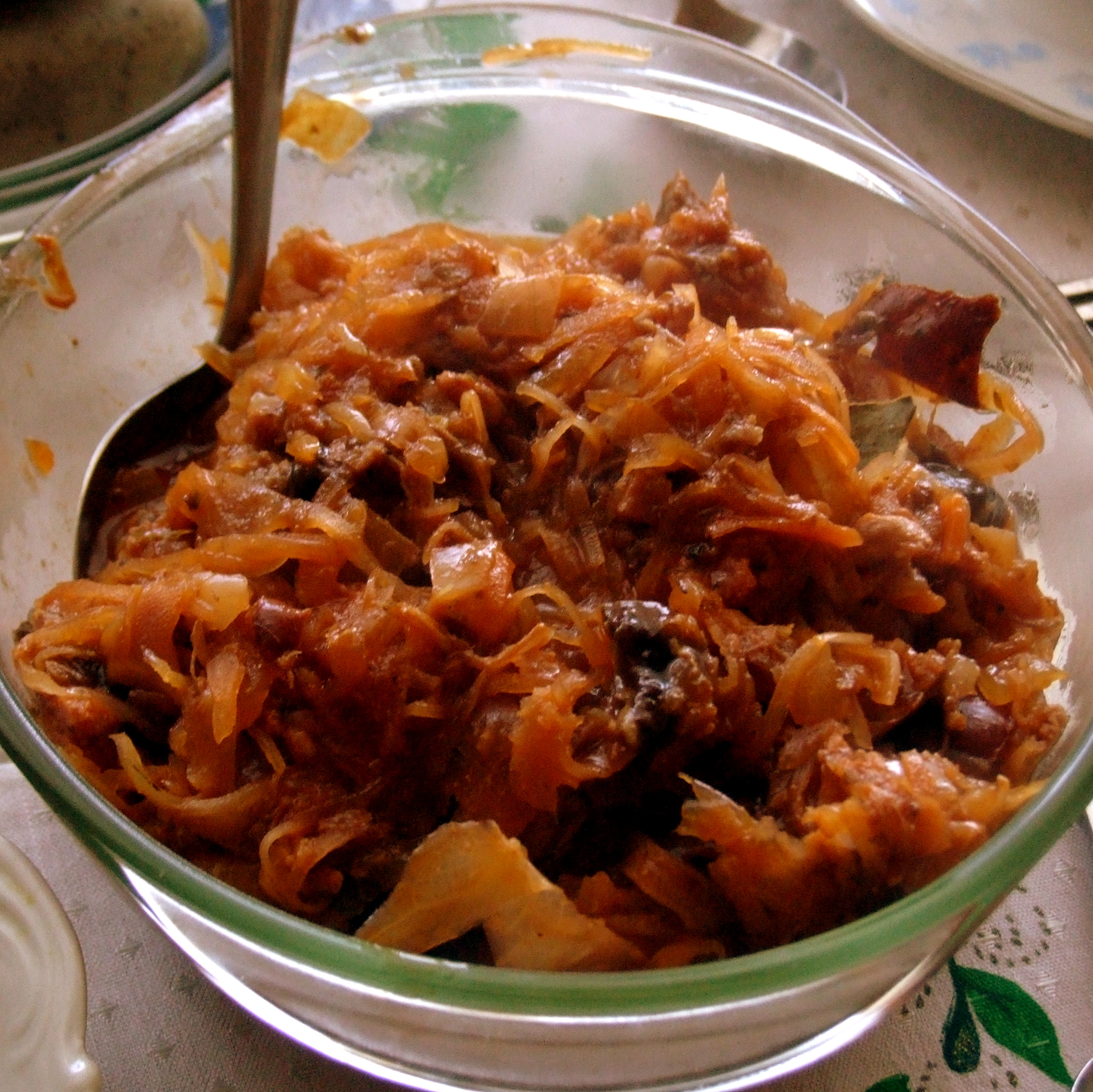
Le bigos est un ragoût aux choux.

Parmi les boissons alcoolisées, l'hydromel, très populaire à une certaine époque, a été remplacée par la vodka, souvent préparée à base de céréales, plus rarement de pommes de terre. La bière à base de houblon est une boisson traditionnelle courante, alors que le vin l'est moins. Le thé noir est également populaire. Jusqu'à une époque récente, il était bu dans des verres, souvent avec une tranche de citron et du sucre. Le thé est arrivé en Pologne depuis l'Angleterre, peu après son apparition en Europe occidentale, grâce aux marchands néerlandais. Cependant, sa propagation est attribuée aux occupants russes au XIXe siècle. C'est à ce moment-là que les samovars sont arrivés depuis la Russie où le thé est apparu à la cour du tsar comme cadeau de la Chine, environ 50 ans avant son apparition en Hollande. Le café est également populaire et est bu couramment depuis le XVIIIe siècle, également par les classes inférieures de la société comme les artisans ou les riches paysans.
La cuisine traditionnelle urbaine est notamment présente à Cracovie, Szczecin et Poznań. Les obwarzanki, petits pains en forme d'anneaux, sont un symbole de Cracovie. À Szczecin, le pasztecik szczeciński est fait de pâte frite farcie de viande, de champignons ou de chou, tandis que le paprykarz szczeciński est une pâte de poisson haché, de riz, d'oignon, de tomate et d'épices. Poznań est célèbre pour les croissants de la Saint-Martin (rogal świętomarciński).

### Cinéma

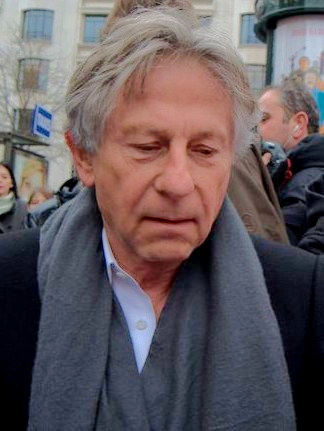
Roman Polanski.

L’histoire du cinéma polonais est presque aussi longue que celle de la cinématographie. Le cinéma polonais a acquis une renommée mondiale, même si les films polonais sont considérés comme étant moins commerciaux que les films en provenance d'autres nations européennes.
Le cinéma polonais a traversé les frontières au cours de la Première Guerre mondiale. Des films réalisés à Varsovie ou à Wilno étaient souvent diffusés dans les salles de projection de Berlin. C'est ainsi que la jeune actrice Pola Negri (née Barbara Apolonia Chałupiec), s'est fait connaître en Allemagne et est devenue une grande star du cinéma muet.
À partir de 1955, les travaux de l’École polonaise du film ont eu une forte influence sur des mouvements cinématographiques tels que la Nouvelle Vague, le néoréalisme et même le cinéma classique hollywoodien. De plus, des réalisateurs polonais comme Roman Polanski, Krzysztof Kieślowski, Agnieszka Holland, Andrzej Wajda, Andrzej Żuławski ont eu un impact fort sur le développement de la cinématographie.
Les films d'Andrzej Wajda, notamment L'Homme de marbre (1977) et L'Homme de fer (1981), offrent des analyses perspicaces des éléments universels de l'histoire de la Pologne. Ses films ont inspiré plusieurs générations polonaises. Un Oscar d'honneur lui fut attribué pour l'ensemble de sa carrière.
Un grand nombre de réalisateurs polonais, comme Agnieszka Holland, Janusz Kamiński, ont travaillé pour des studios américains. Des directeurs de la photographie et compositeurs de musique de film polonais apparaissent également souvent au générique de productions américaines.
Les films animés polonais — par exemple ceux de Jan Lenica et de Zbigniew Rybczyński — ont une longue tradition et tirent leur inspiration des arts graphiques de la Pologne.

### Sports

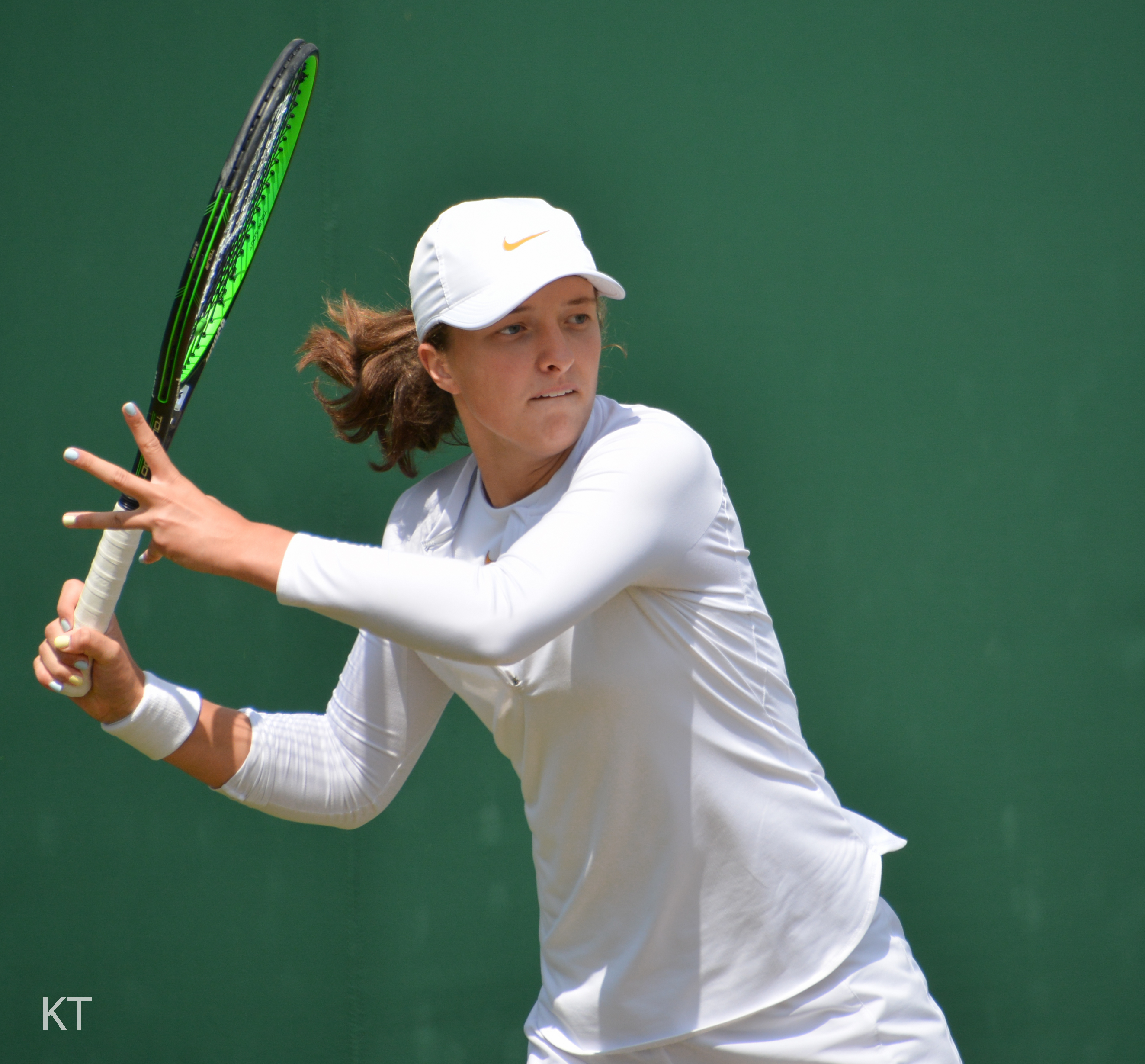
Iga Świątek.

Le sport en Pologne est développé mais peine à être performant et surtout régulier comme en Russie et en Occident. Mais les Polonais récoltent quand même plusieurs résultats probants. L'âge d'or du sport polonais ayant eu lieu pendant la période communiste. Le football n'a jamais eu de titre en Ligue des champions, en Coupe des Vainqueurs de Coupe ou en Coupe de l'UEFA, mais réalisa plusieurs performances qui firent frémir les favoris dans les années 1970 et années 1980|1980. La sélection nationale remporta plus de succès en gagnant un titre olympique et deux médailles d'argent. En Coupe du Monde, la Pologne finit successivement 3e, 5e, 3e entre 1974 et 1982, avant de faire le chant du cygne en huitièmes de finale en 1986. Du 8 juin au 1er juillet 2012, la Pologne a accueilli le Championnat d'Europe de football, coorganisé avec l'Ukraine.
Le volley-ball possède un excellent palmarès puisque la sélection nationale a glané plusieurs podiums et des titres, surtout chez les hommes. L'athlétisme est une valeur sure et les Polonais remportent régulièrement des titres et médailles (une soixantaine en tout dont 24 en or). Robert Korzeniowski est l'athlète le plus titré. Les polonais s'illustrent plus spécifiquement dans les épreuves de lancer du marteau, où ils comptent de nombreux titres olympiques, notamment remportés par Anita Włodarczyk (trois fois championne olympique), Wojciech Nowicki (champion olympique à Tokyo et medaillé de bronze à Rio de Janeiro), Kamila Skolimowska (championne olympique à Sydney) et Szymon Ziółkowski (champion olympique à Sydney).
Le handball masculin semble commencer à s'affirmer depuis la fin des années 2000 par deux troisièmes places. Le hockey sur glace est un sport populaire mais dont les résultats déclinent depuis plus de vingt ans.[réf. nécessaire]
Le saut à ski est également populaire en Pologne (en 2010, 40 % des Polonais ont déclaré s'intéresser à ce sport) et le pays compte parmi les meilleures nations sur la scène internationale, par des athlètes tels qu'Adam Małysz (quatre fois champion du monde, quadruple médaillé olympique, vainqueur de quatre éditions de la Coupe du monde), Kamil Stoch (deux fois champion du monde, trois fois champion olympique, vainqueur de deux éditions de la Coupe du monde), Piotr Żyła (deux fois champion du monde) ou encore Dawid Kubacki (deux fois champion du monde, vainqueur de la Tournée des quatre tremplins 2019-2020).
Des sports jusqu'à présent délaissés connaissent aujourd'hui un gain de résultats intéressants. Ainsi du sport automobile, où Robert Kubica a participé à une poignée de saisons de Formule 1 avec un Grand prix gagné au Canada et douze podiums[réf. nécessaire].
Le tennis, où jusque là seule une poignée de joueurs et de joueuses ont obtenu des résultats éphémères et épars, voit apparaître les sœurs Radwanska qui brillent dans les années 2010 parmi l'élite mondiale féminine (Agnieszka qui finit 4e en 2012 et Urszula qui finit 31e en 2012) ; Janowicz et Kubot font des résultats relativement honorables chez les hommes dans les années 2010. Le 10 octobre 2020, Iga Świątek remporte Roland Garros à seulement 19 ans et inaugure une bonne période pour le pays dans ce sport : elle devient la première Polonaise à remporter un titre du Grand Chelem et à devenir no 1 mondiale du circuit féminin WTA en 2022.

### Fêtes et jours fériés
| Date | Nom français                      | Nom local                                             | Remarques                                                                  |
| --- | --------------------------------- | ----------------------------------------------------- | -------------------------------------------------------------------------- |
| 1er janvier                                                                                              | Jour de l'an                      | Nowy Rok                                              |                                                                            |
| 6 janvier                                                                                                | Épiphanie                         | Święto Trzech Króli                                   |                                                                            |
| Un dimanche de mars ou avril (premier dimanche après la première pleine lune du printemps - fête mobile) | Pâques                            | Wielkanoc                                             |                                                                            |
| Un lundi de mars ou avril (lendemain de pâques - fête mobile)                                            | Lundi de Pâques                   | Poniedziałek Wielkanocny / Lany Poniedziałek          |                                                                            |
| 1er mai                                                                                                  | Fête du Travail                   | Święto Pracy                                          |                                                                            |
| 3 mai | Fête nationale de la Constitution | Narodowe Święto Konstytucji                           | Constitution de 1791                                                       |
| Un dimanche de mai ou de juin (49 jours après Pâques - fête mobile)                                      | Pentecôte                         | Zesłania Ducha Świętego                               | N'est pas férié                                                            |
| Un jeudi de mai ou de juin (60 jours après Pâques - fête mobile)                                         | Fête-Dieu                         | Boże Ciało                                            | En 2015 le 4 juin, en 2016 le 26 mai                                       |
| 15 août                                                                                                  | Assomption de Marie               | Święto Wniebowzięcia Najświętszej Marii Panny         | Aussi le jour de l'armée polonaise pour célébrer le miracle de la Vistule. |
| 1er novembre                                                                                             | Toussaint                         | Wszystkich Świętych                                   |                                                                            |
| 11 novembre                                                                                              | Jour de l'indépendance            | Narodowe Święto Niepodległości                        | 1918                                                                       |
| 25 et 26 décembre                                                                                        | Noël                              | Boże Narodzenie                                       |                                                                            |
| 27 décembre                                                                                              | Insurrection de Grande-Pologne    | Narodowy Dzień Zwycięskiego Powstania Wielkopolskiego | N'est pas férié                                                            |

## Polonais célèbres

### Astronomie

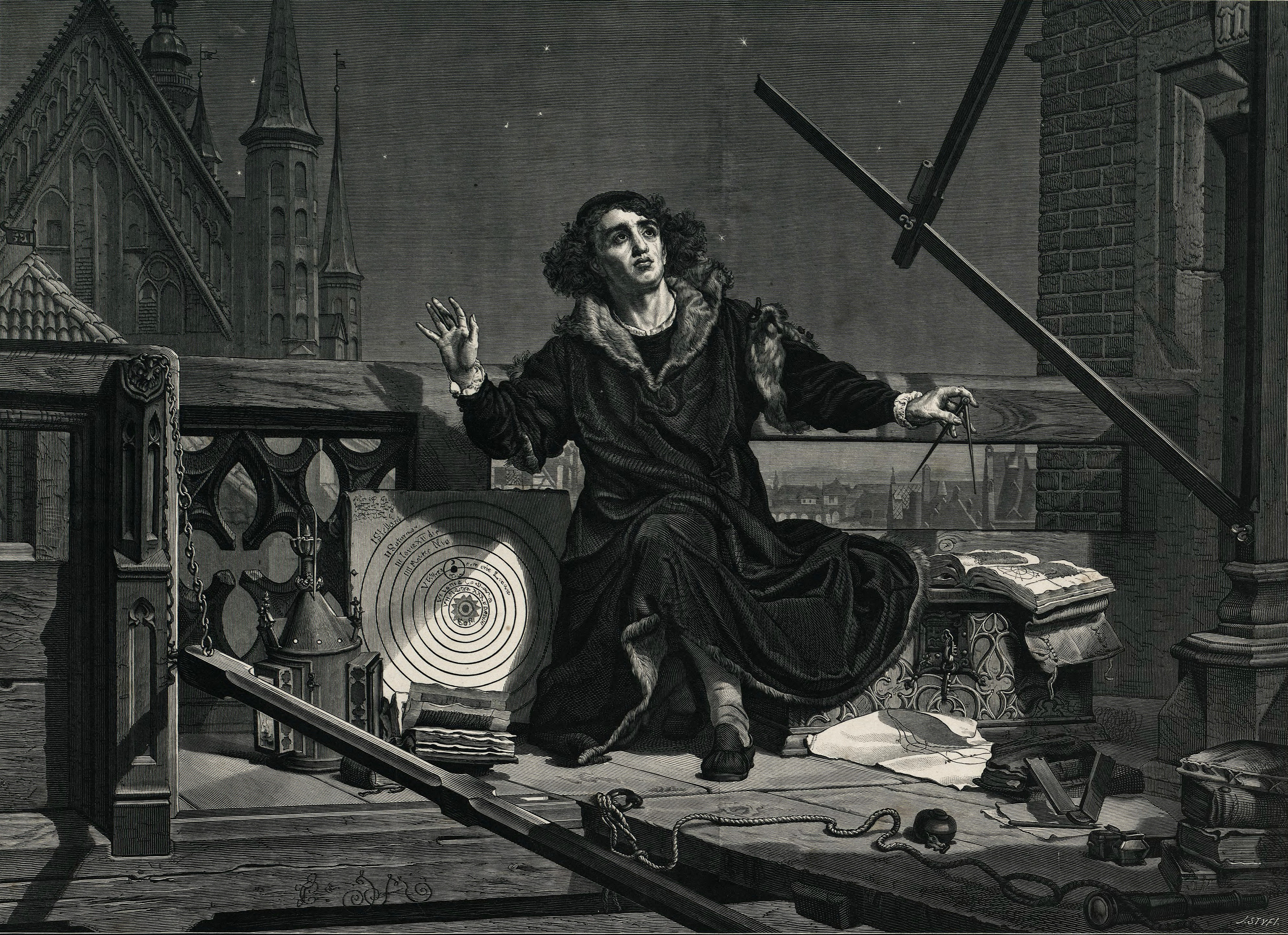
Nicolas Copernic.

- Nicolas Copernic (1473 - 1543), astronome et médecin, célèbre pour sa théorie selon laquelle la Terre tourne autour du Soleil et non l'inverse, comme le prétendait l'Église catholique ;
- Johannes Hevelius (1611 - 1687), considéré comme le fondateur de la topographie lunaire ;
- Adam Prażmowski (1821 - 1885), astrophysicien réputé pour ses travaux sur la polarisation ;
- Bohdan Paczyński (1940 - 2007), spécialiste de l'évolution des étoiles ;
- Aleksander Wolszczan (1946 -), spécialiste des pulsars, le premier à avoir découvert une planète hors de notre système solaire[69].

### Autres
- Acteurs : Beata Tyszkiewicz, Helena Modjeska, Wojciech Pszoniak, Andrzej Seweryn, Gustaw Holoubek, Franciszek Pieczka, Anna Prucnal, Zbigniew Zamachowski, Daniel Olbrychski, Krystyna Janda, Jerzy Stuhr, Paul Wesley.
- Biologie : Rudolf Weigl.
- Chimie : Marie Curie-Skłodowska, Kazimierz Funk, Karol Olszewski, Zygmunt Wróblewski, Antoni Grabowski, Tadeusz Estreicher, Ignacy Mościcki, Jędrzej Śniadecki, Michael Sendivogius, Tadeusz Reichstein.
- Danse : Mathilde Kschessinska, Vaslav Nijinski, Bronislava Nijinska, Stanislas Idzikowski.
- Économie: Karol Adamiecki, Leszek Balcerowicz, Władysław Grabski, Leonid Hurwicz, Eugeniusz Kwiatkowski, Sławomir Szwedowski.
- Film : Andrzej Wajda, Andrzej Munk, Krzysztof Kieślowski, Roman Polanski, Krzysztof Zanussi, Jerzy Hoffman, Agnieszka Holland, Jerzy Skolimowski, Paweł Pawlikowski.
- Informatique : Marek Sell (pl), Andrzej Trybulec.
- Invention : Bruno Abakanowicz, Stefan Drzewiecki, Jan Szczepanik, Ignacy Łukasiewicz, Joseph Tykociński-Tykociner.
- Journalisme : Jan Nowak, Mieczysław Grydzewski (en), Jerzy Giedroyc, Bogdan Lis, Juliusz Mieroszewski, Jerzy Turowicz, Ryszard Kapuściński, Adam Michnik.
- Linguistique : Jan Niecisław Baudouin de Courtenay, Jan Miodek (en), Louis-Lazare Zamenhof.
- Littérature polonaise : Biernat de Lublin, Mikołaj Rej, Jan Kochanowski, Maciej Kazimierz Sarbiewski, Hieronim Morsztyn (en), Jan Andrzej Morsztyn, Mikołaj Sęp Szarzyński, Wacław Potocki, Franciszek Bohomolec, Wojciech Bogusławski, Ignacy Krasicki, Julian Ursyn Niemcewicz, Jan Potocki, Adam Mickiewicz, Juliusz Słowacki, Zygmunt Krasiński, Cyprian Kamil Norwid, Henryk Sienkiewicz, Eliza Orzeszkowa, Bolesław Prus, Stanisław Wyspiański, Joseph Conrad, Leopold Staff, Kazimierz Przerwa-Tetmajer, Bolesław Leśmian, Julian Tuwim, Bruno Schulz, Władysław Reymont, Stefan Żeromski, Jarosław Iwaszkiewicz, Witold Gombrowicz, Stanisław Ignacy Witkiewicz, Janusz Korczak, Krzysztof Kamil Baczyński, Marek Hłasko, Rafał Wojaczek, Edward Stachura, Wisława Szymborska, Czesław Miłosz, Zbigniew Herbert, Tadeusz Różewicz, Stanislas Lem, Ryszard Kapuściński, Martin Gray, Andrzej Kijowski, Stanisław Barańczak, Adam Zagajewski, Andrzej Stasiuk, Marcin Świetlicki, Dorota Masłowska, Wiesław Myśliwski, Eugeniusz Tkaczyszyn-Dycki, Andrzej Sapkowski.
- Mathématiques : Hugo Steinhaus, Stefan Banach, Jan Brożek, Tadeusz Banachiewicz, Stanisław Leśniewski, Marian Rejewski, Jerzy Różycki, Henryk Zygalski, Stanislaw Ulam.
- Médecine : Ludwik Hirszfeld (découverte du système ABO), Andrzej Wiktor Schally.
- Militaire : Tadeusz Bór-Komorowski, Józef Haller, Stanisław Kopański, Stanisław Maczek, Edward Rydz-Śmigły, Władysław Sikorski, Stanisław Sosabowski, Kazimierz Sosnkowski, Piotr Wysocki.
- Musique : Wincenty z Kielczy (en), Waclaw de Szamotuly, Cyprian Bazylik, Adam Jarzębski, Mikołaj Gomółka, Marcin Mielczewski (en), Mikołaj Zieleński, Karol Kurpiński, Michał Kleofas Ogiński, Frédéric Chopin, Stanisław Moniuszko, Henryk Wieniawski, Moritz Moszkowski, Karol Szymanowski, Witold Lutosławski, Władysław Szpilman, Henryk Górecki, Wojciech Kilar, Krzysztof Penderecki, Arthur Rubinstein, Adam Harasiewicz, Piotr Paleczny, Rafał Blechacz, Małgorzata Walewska (en), Basia Trzetrzelewska, Hanka Ordonówna, Jan Kiepura, Benjamin Kowalewicz, Paweł Mykietyn, Andrzej Panufnik.
- Peinture : Christo Stefanoff, Jan Polack, Mikołaj Haberschrack (pl), Martin Kober, Stanisław Samostrzelnik, Bartholomeus Strobel, Daniel Schultz, Marcello Bacciarelli, Jean-Pierre Norblin de La Gourdaine, Aleksander Orłowski, Janvier Suchodolski, Franciszek Ksawery Lampi (en), Cyprian Kamil Norwid, Jan Matejko, Juliusz Kossak, Wojciech Kossak, Jacek Malczewski, Stanisław Wyspiański, Józef Mehoffer, Józef Chełmoński, Władysław Podkowiński, Olga Boznańska, Józef Czapski, Tadeusz Kantor, Nikifor, Magdalena Abakanowicz, Jan Lebenstein, Zdzisław Beksiński,Waldemar Smolarek.
- Philosophie et sociologie : Wawrzyniec Goślicki (en), Jan Łukasiewicz, Bronisław Malinowski, Stanisław Staszic, August Cieszkowski, Josef Hoëné-Wronski, Andrzej Towiański, Karol Libelt, Władysław Tatarkiewicz, Leon Chwistek, Alfred Tarski, Kazimierz Ajdukiewicz, Kazimierz Twardowski, Roman Ingarden, Florian Znaniecki, Maria Ossowska, Stanisław Ossowski, Józef Tischner, Zygmunt Bauman, Leszek Kołakowski, Michał Heller, Mieczysław Albert Krąpiec (en), Jan Andrzej Kłoczowski (pl), Władysław Stróżewski (pl), Jan Woleński.
- Physique : Vitellion, Marie Curie-Skłodowska, Leopold Infeld, Józef Rotblat, Wojciech Rubinowicz, Marian Smoluchowski, Wojciech Hubert Zurek.
- Politique : Liste des souverains de Pologne, Piast, Casimir de Pologne, Pierre Włostowic, Sigismond II de Pologne, Henri III de France, Sigismond Vasa, Ladislas IV Vasa, Jean III Sobieski, Marie-Casimire-Louise de La Grange d'Arquien, Stanislas Leszczynski, Jean-Henri Dombrowski, Tadeusz Kościuszko, Stanisław Koniecpolski, Joachim Lelewel, Émilie Plater, Casimir Pulaski, Joseph-Antoine Poniatowski, Edward Rydz-Śmigły, Adam Jerzy Czartoryski, Władysław Gomułka, Wojciech Jaruzelski, Stanisław Mikołajczyk, Andrzej Szczypiorski, Ignacy Paderewski, Józef Piłsudski, Lech Wałęsa, Jacek Kuroń, Wincenty Witos, Władysław Bartoszewski, Donald Tusk, Maciej Płażyński, Andrzej Olechowski, Eryk Mistewicz, Jarosław Gowin, Bronisław Komorowski.
- Religion : Adalbert de Prague, Saint Stanislas, Saint Casimir, Jacob Frank, Gaon de Vilna, Andrzej Bobola, Jean de Kenty, Faustine Kowalska, Maximilien Kolbe, Stefan Wyszyński, Jean-Paul II.
- Sport : Irena Szewińska, Władysław Kozakiewicz, Robert Korzeniowski, Robert Kubica, Adam Małysz, Otylia Jędrzejczak, Waldemar Kita, Justyna Kowalczyk-Tekieli, Wanda Rutkiewicz, Rafał Kubacki, Andrzej Bachleda, Zenon Jaskuła, Agnieszka Radwańska, Robert Lewandowski, Marcin Gortat, Wojtek Fibak, Iga Świątek.
- Technique : Karol Adamiecki, Christophe Arciszewski, Stanisław Wigura, Casimir Stanislaus Gzowski, Kazimierz Siemienowicz, Constantin Tsiolkovski.
- Théâtre : Jan Kochanowski, Mikołaj Rej, Juliusz Słowacki, Adam Mickiewicz, Zygmunt Krasiński, Witold Gombrowicz, Tadeusz Różewicz, Tadeusz Kantor, Jerzy Grotowski, Włodzimierz Staniewski (en), Krystian Lupa, Grzegorz Jarzyna (pl), Krzysztof Warlikowski.
- Zoologie : Władysław Taczanowski.

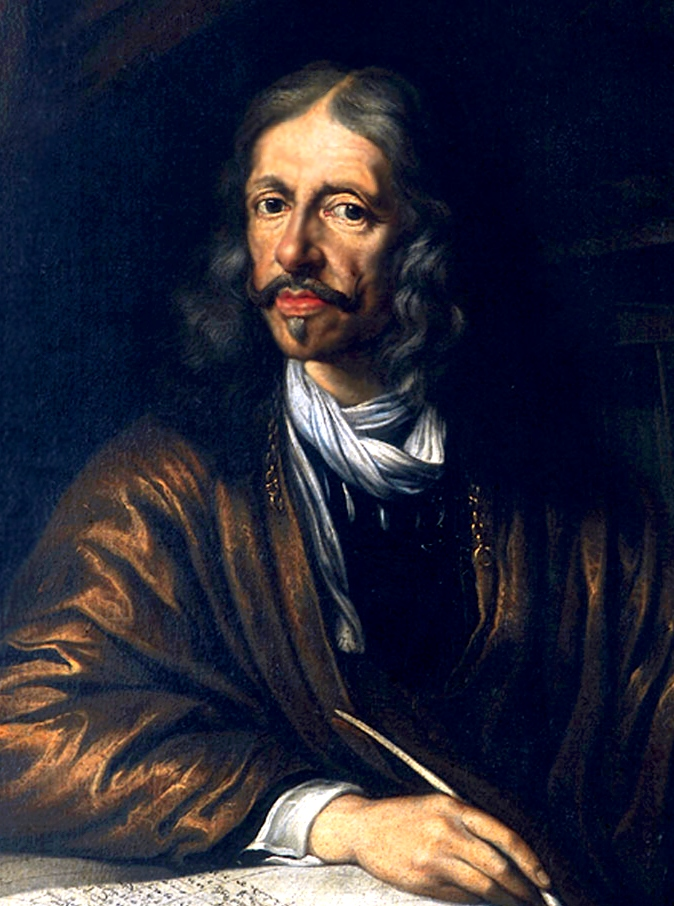
Jan Heweliusz (en latin : Johannes Hevelius).
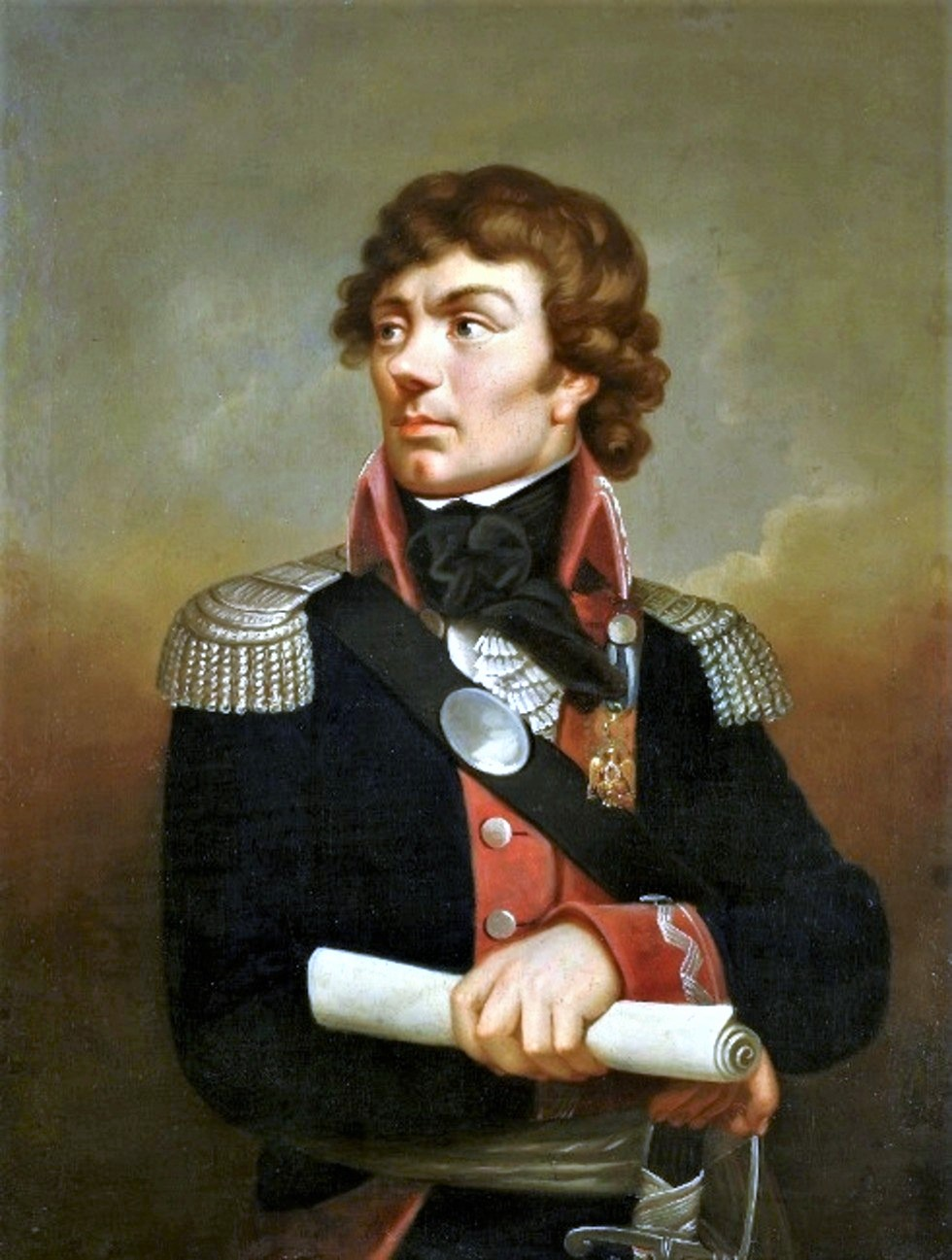
Tadeusz Kościuszko.
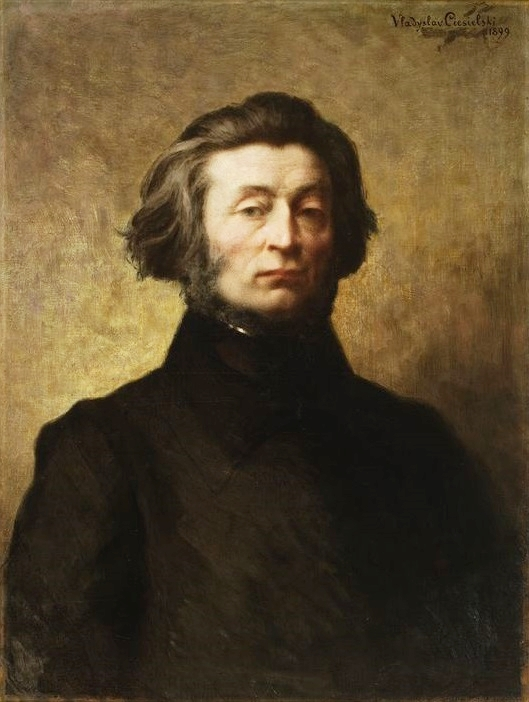
Adam Mickiewicz.
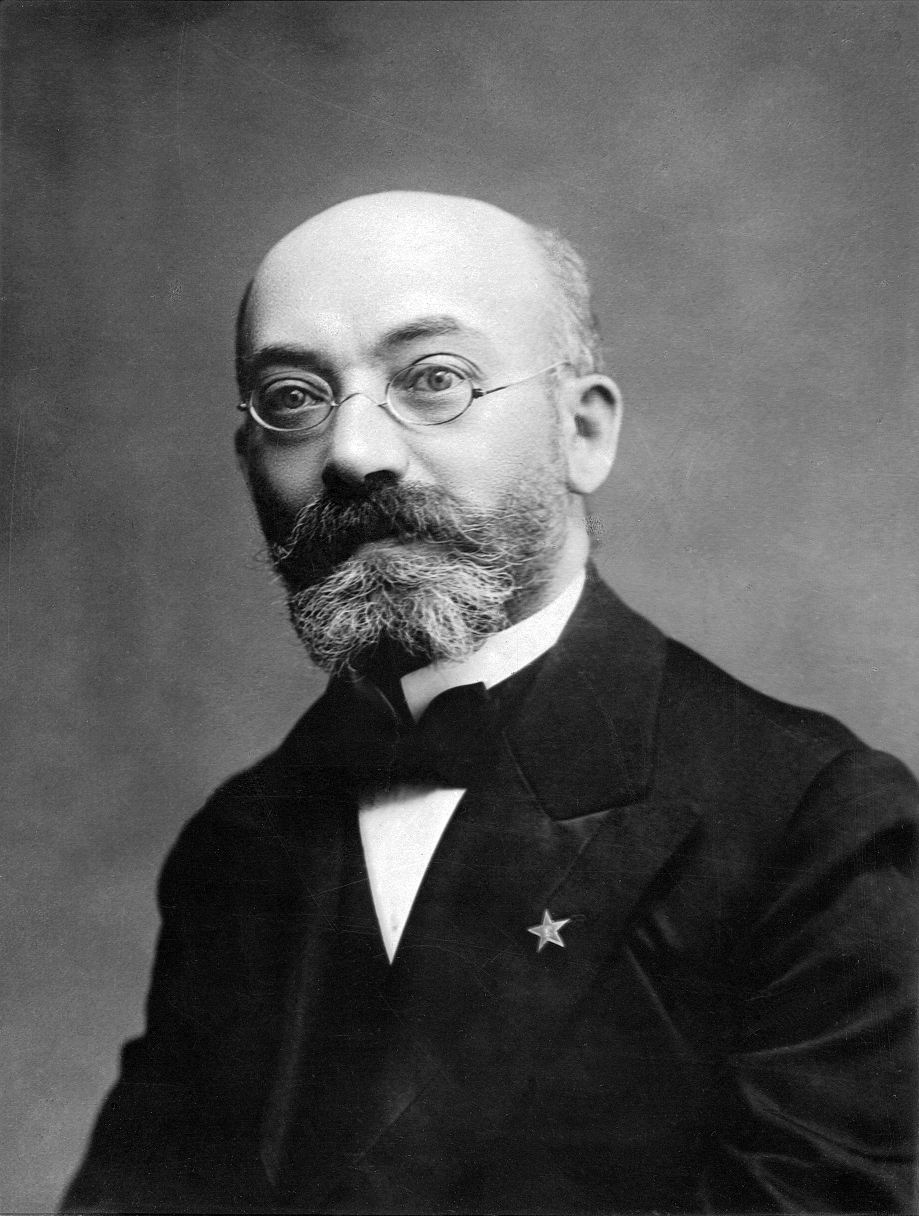
Louis-Lazare Zamenhof.
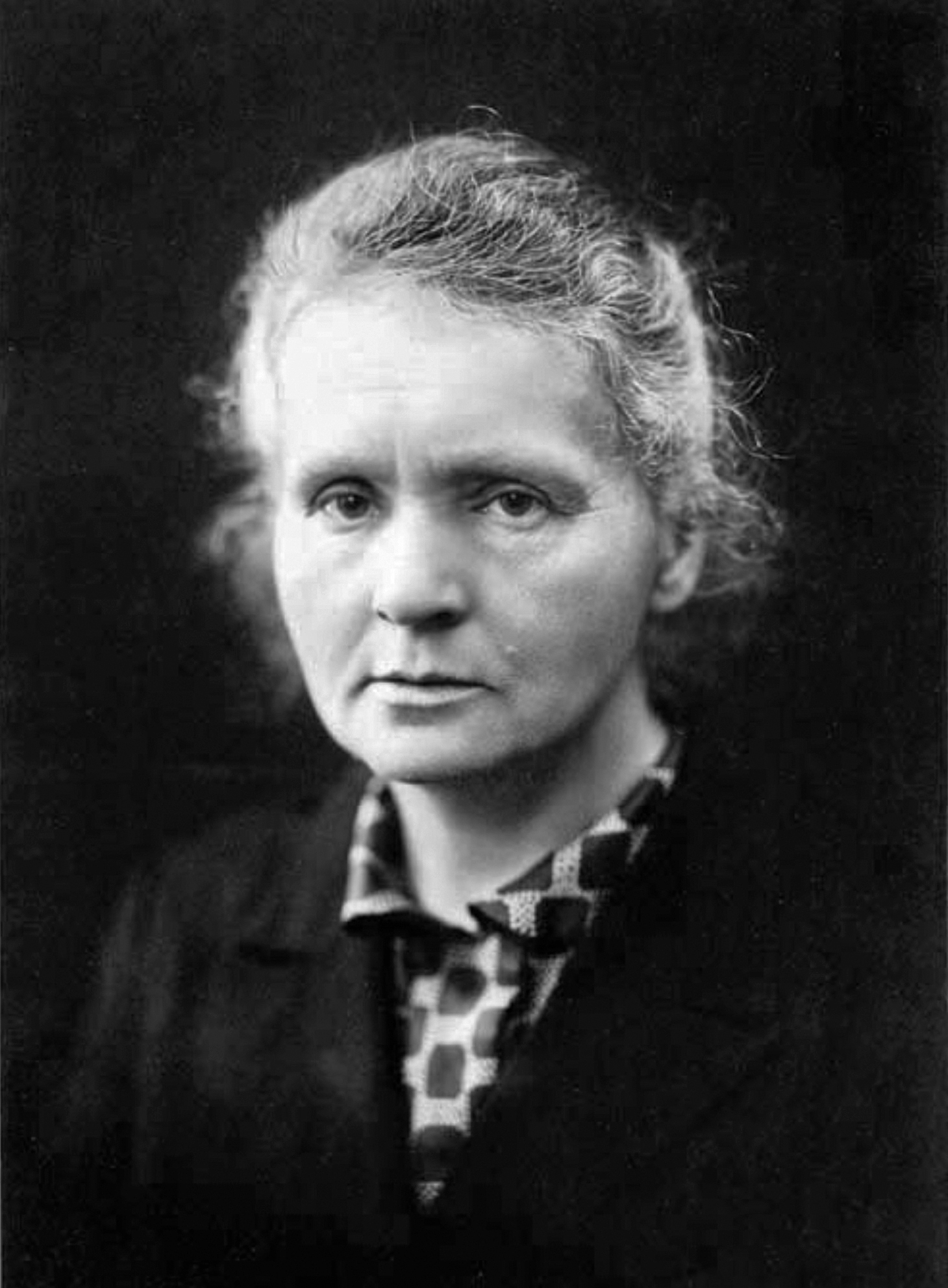
Marie Curie, née Skłodowska.
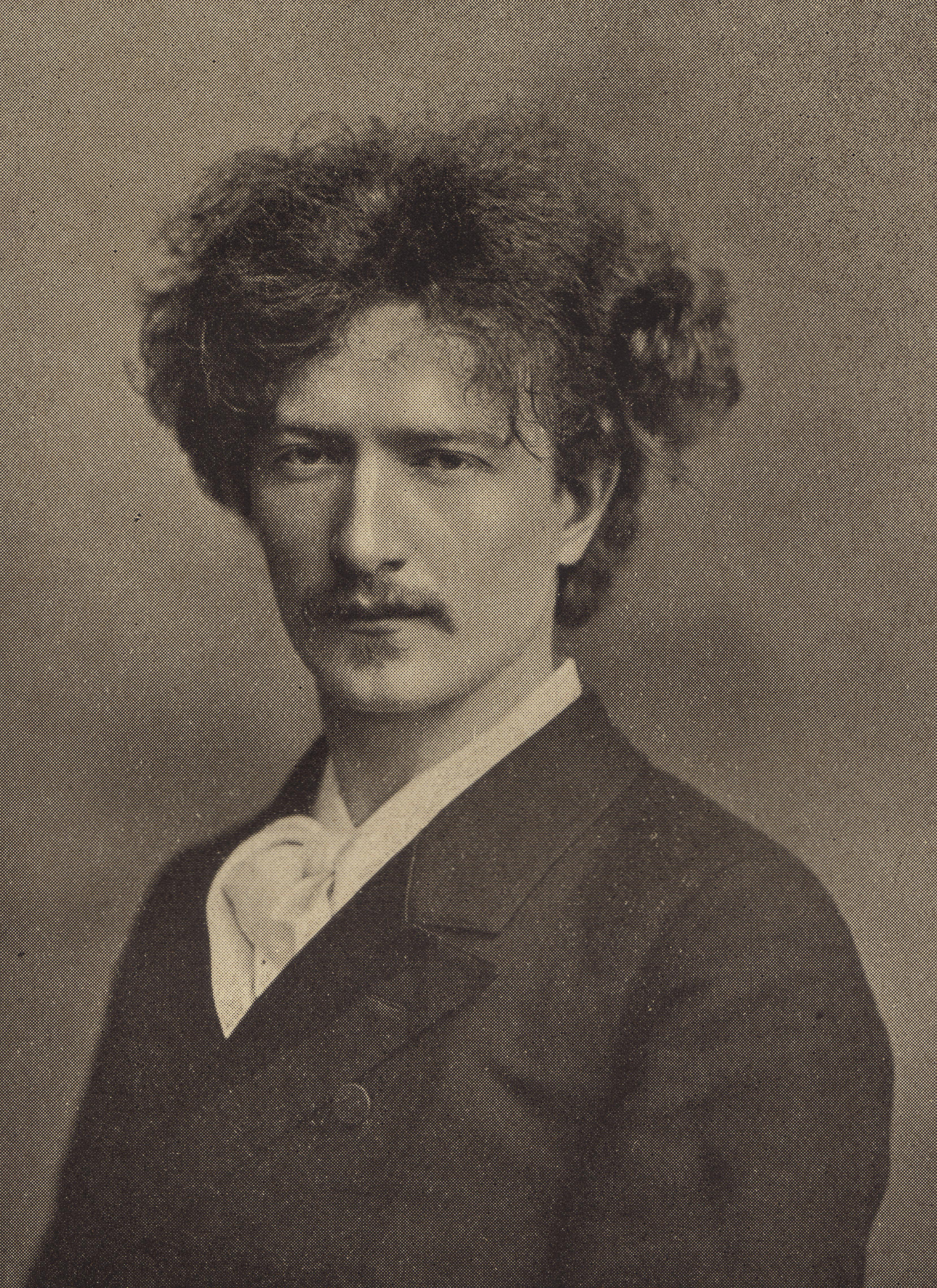
Ignacy Paderewski.
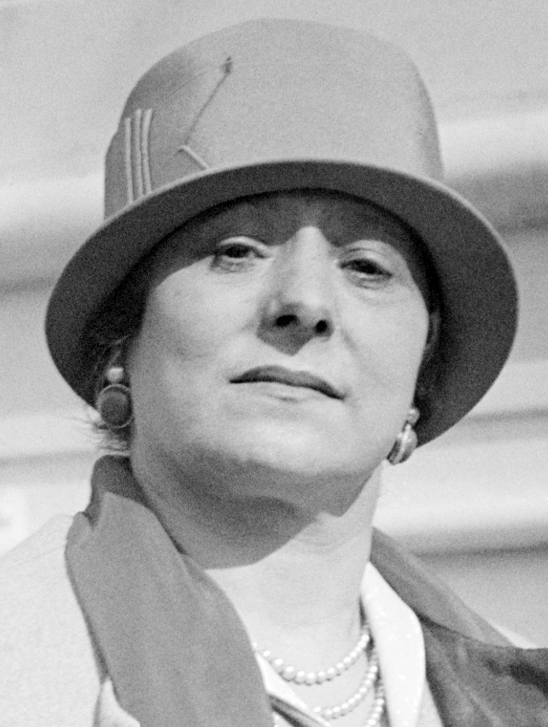
Helena Rubinstein.
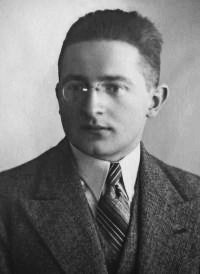
Marian Rejewski.
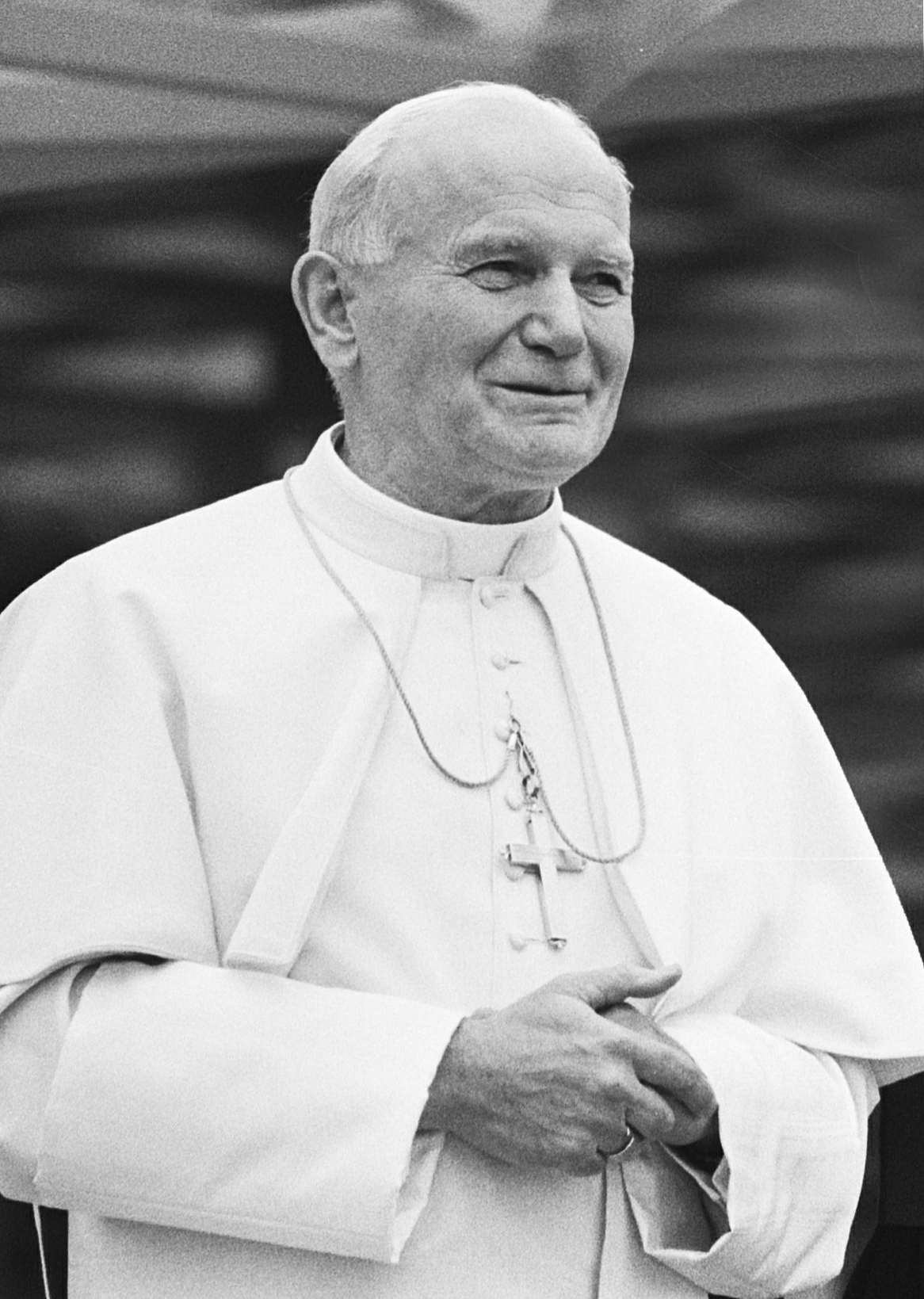
Jean-Paul II.
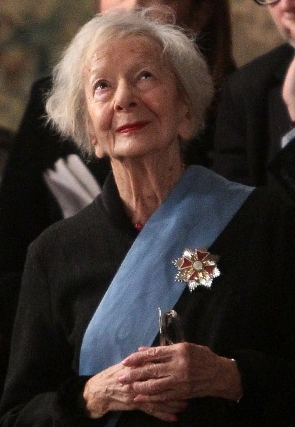
Wisława Szymborska.
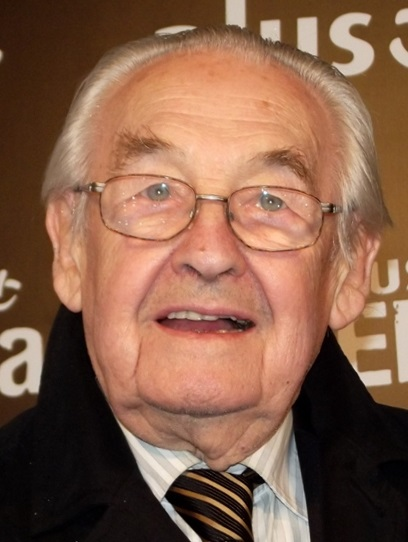
Andrzej Wajda.
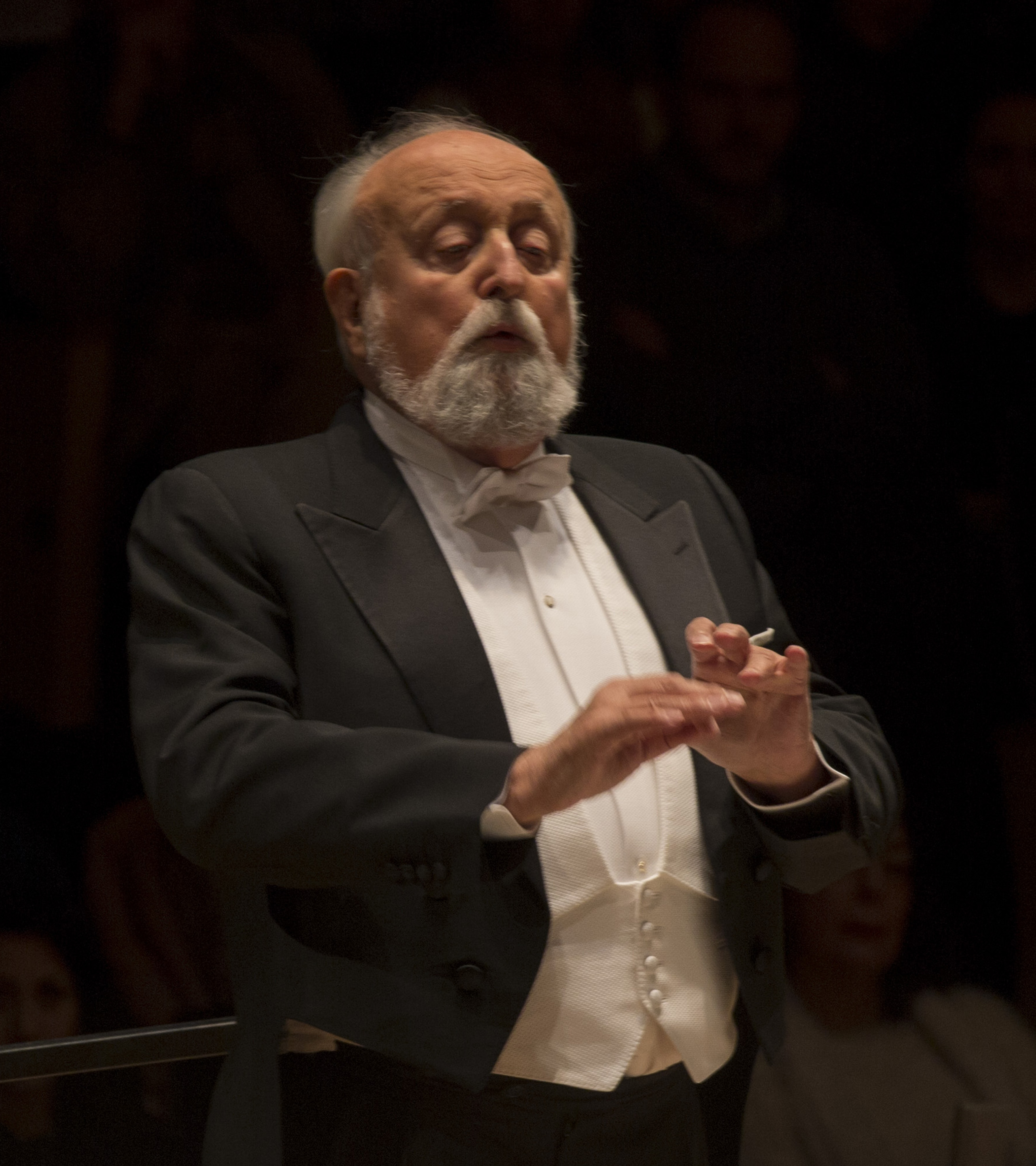
Krzysztof Penderecki.
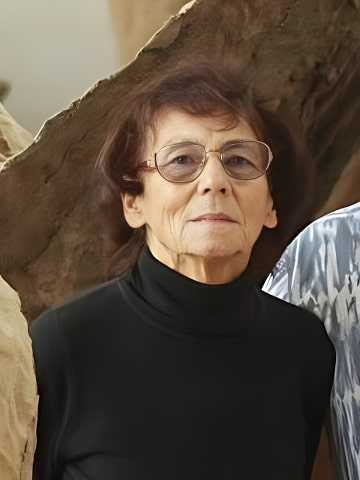
Magdalena Abakanowicz.
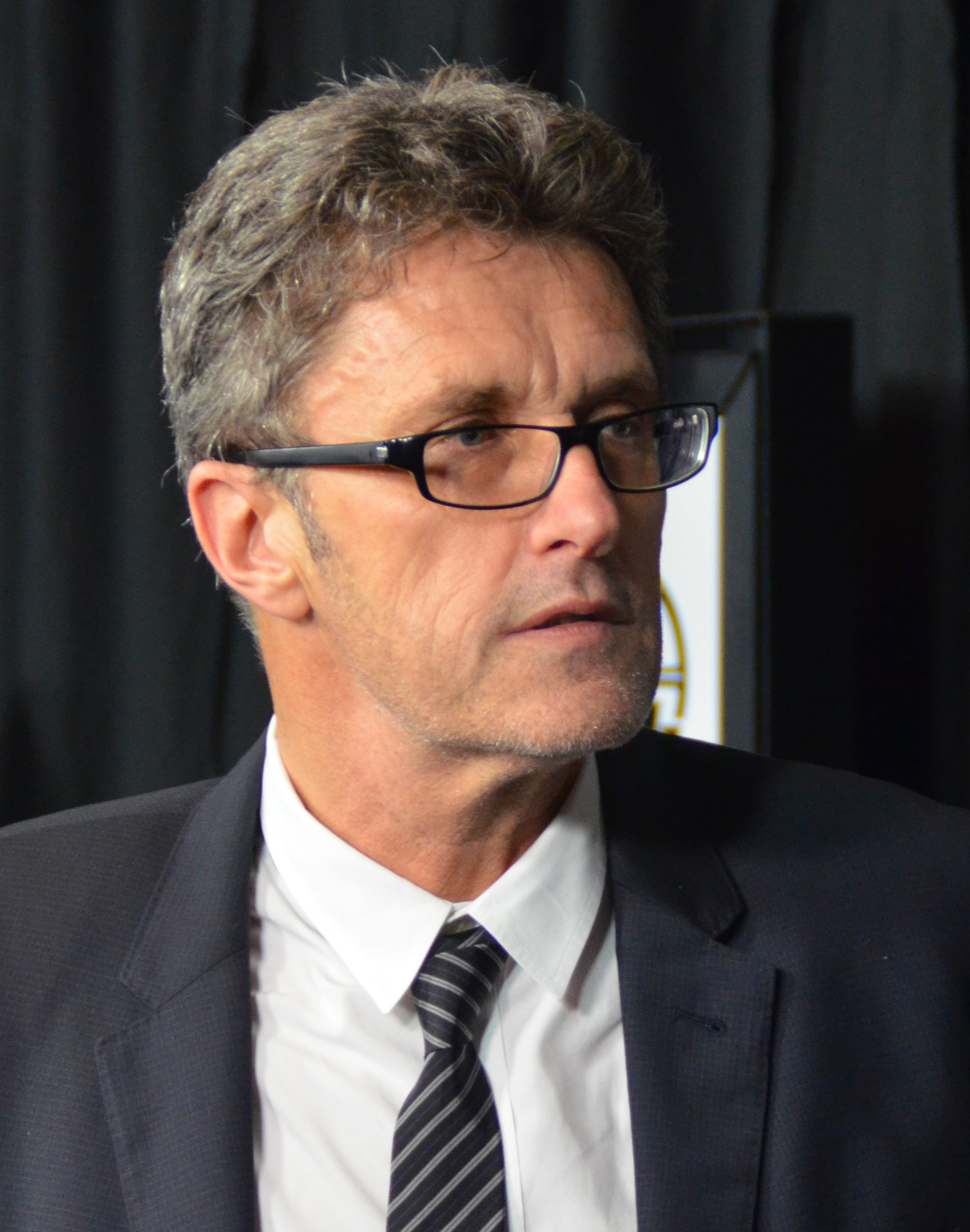
Paweł Pawlikowski.
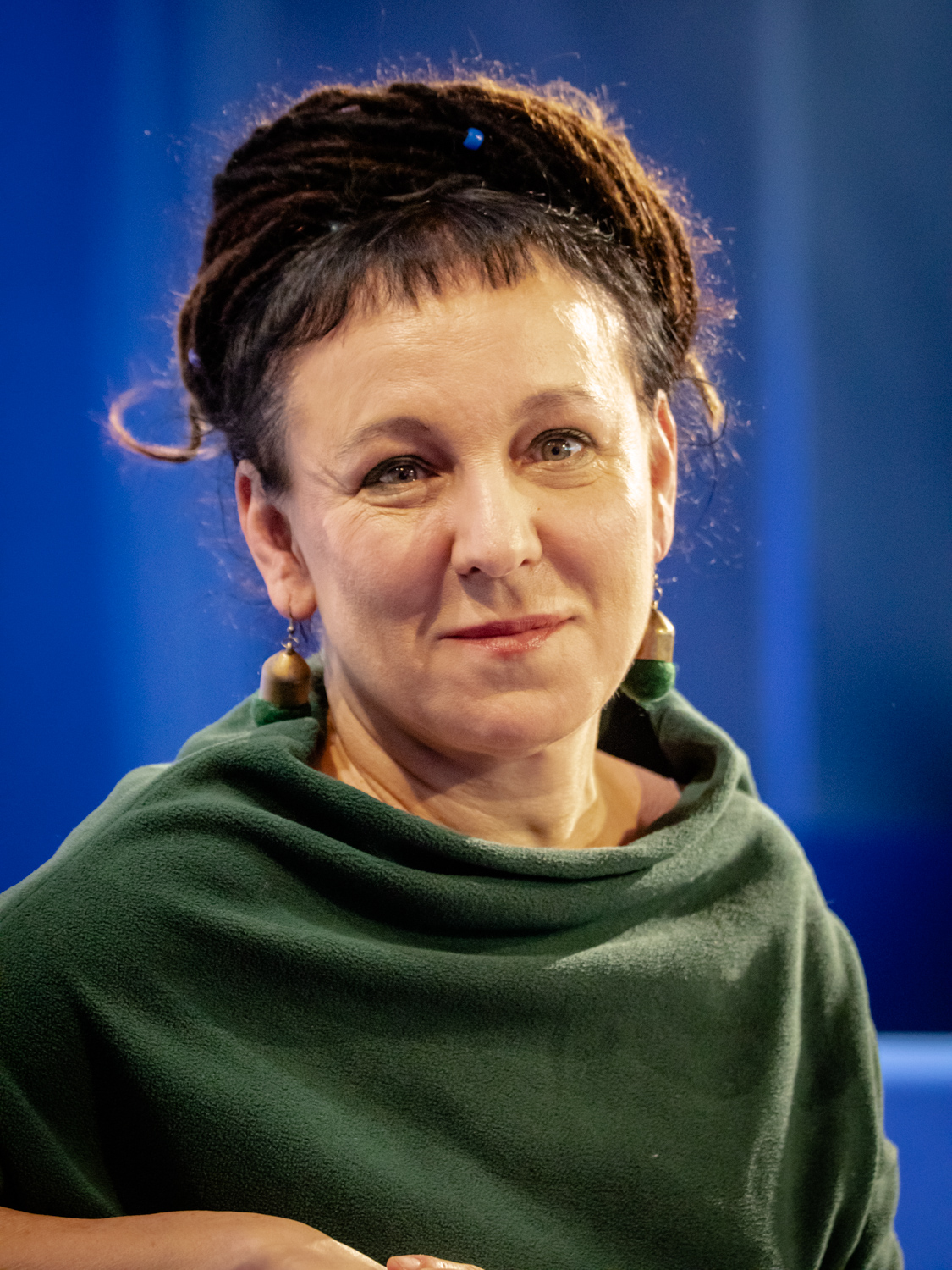
Olga Tokarczuk.
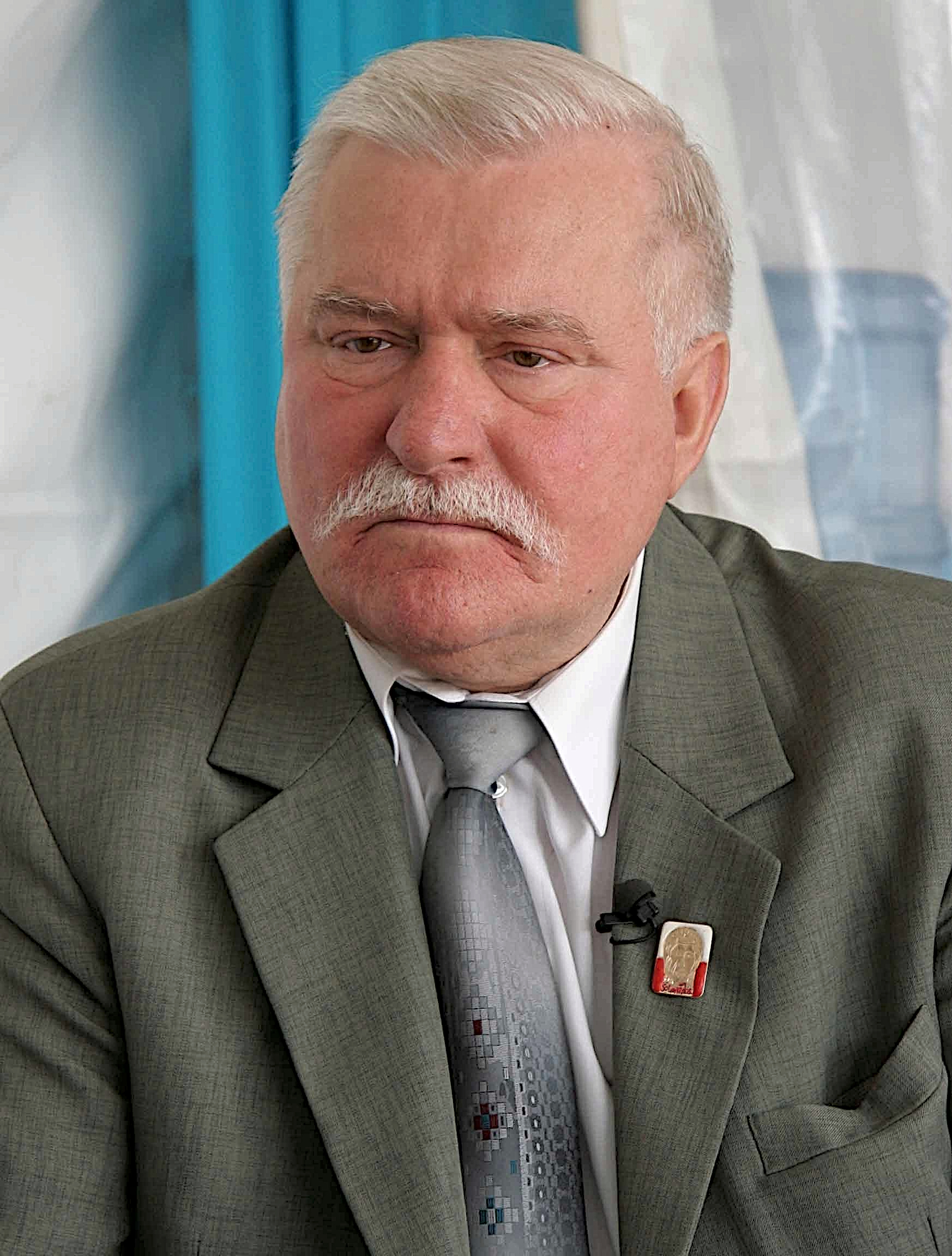
Lech Wałęsa.
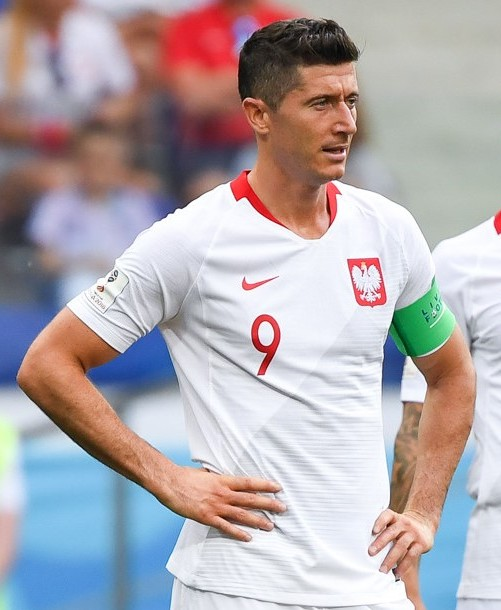
Robert Lewandowski.
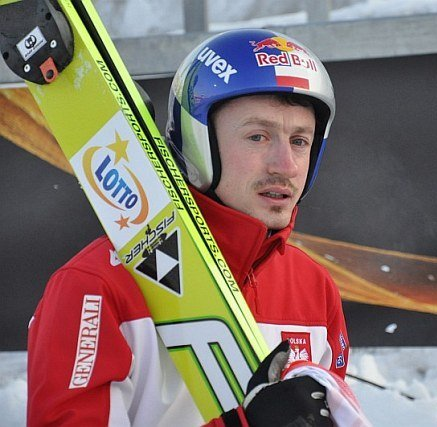
Adam Małysz.